# Liste der Biografien/Kas
Liste der Biografien |
Portal Biografien |
Personensuche
# |
A |
B |
C |
D |
E |
F |
G |
H |
I |
J |
K |
L |
M |
N |
O |
P |
Q |
R |
S |
T |
U |
V |
W |
X |
Y |
Z |
?
 
Ka |
Kb |
Kc |
Kd |
Ke |
Kf |
Kg |
Kh |
Ki |
Kj |
Kl |
Km |
Kn |
Ko |
Kp |
Kr |
Ks |
Kt |
Ku |
Kv |
Kw |
Ky |
Kx |
Kz
 
Kaa–Kag |
Kah |
Kai |
Kaj |
Kak |
Kal |
Kam |
Kan |
Kao |
Kap |
Kar |
Kas |
Kat |
Kau |
Kav |
Kaw |
Kay |
Kaz
Die Liste der Biografien führt alle Personen auf, die in der deutschsprachigen Wikipedia einen Artikel haben. Dieses ist eine Teilliste mit 1114 Einträgen von Personen, deren Namen mit den Buchstaben „Kas“ beginnt.

## Kas
- Käs, Christian (1960–2015), deutscher Politiker (REP), MdL
- Kas, Christopher (* 1980), deutscher TennisspielerChristopher Kas (* 1980)

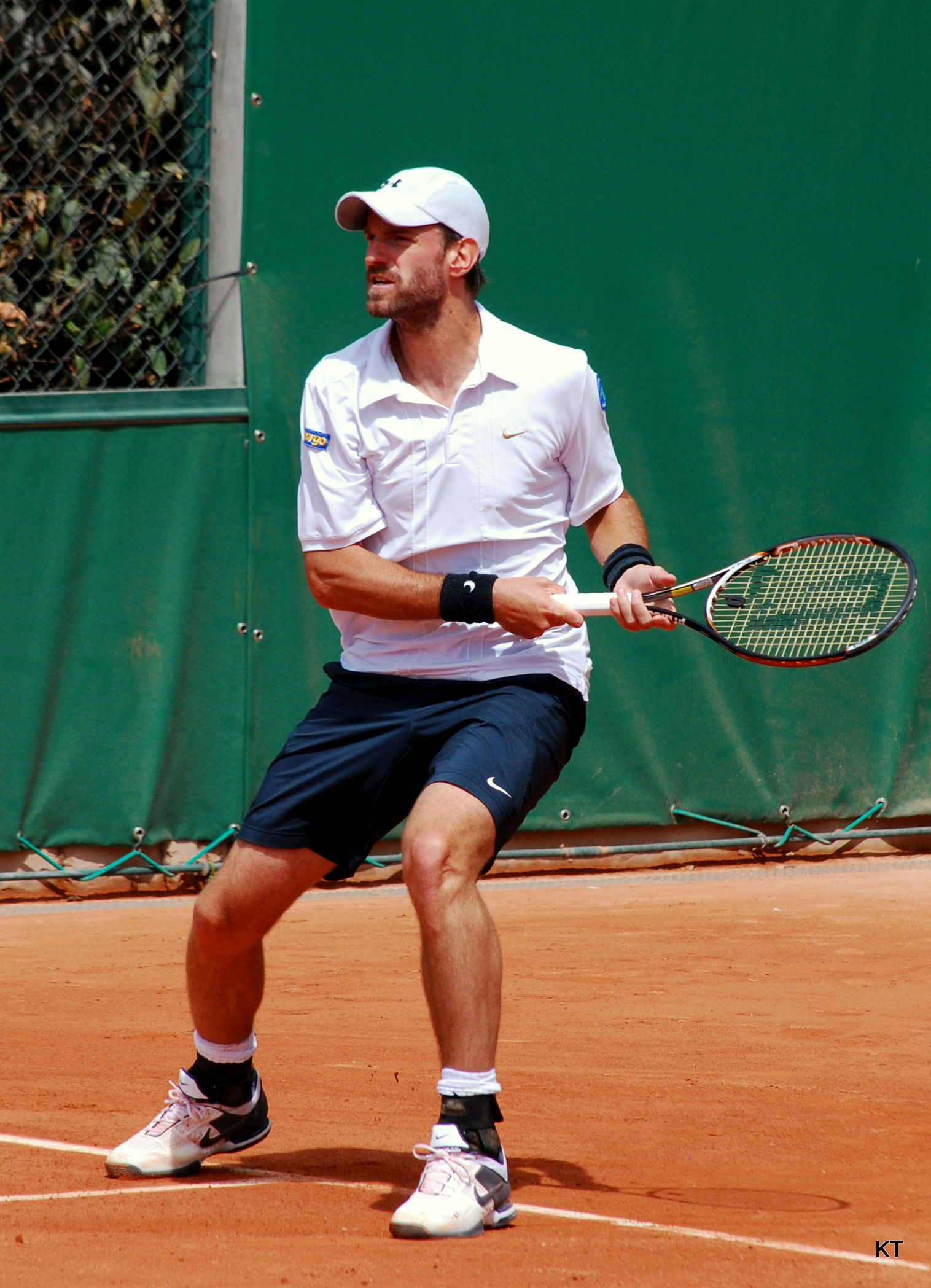
Christopher Kas (* 1980)

- Kaş, Erkan (* 1991), türkischer Fußballspieler
- Käs, Ferdinand (1914–1988), österreichischer Berufssoldat und antifaschistischer Widerstandskämpfer
- Käs, Günter (1932–2012), deutscher Elektrotechniker und Hochschullehrer
- Kaş, İbrahim (* 1986), türkischer Fußballspieler
- Kas, Karlheinz (* 1955), deutscher Journalist und Hörfunkreporter
- Kas, Silvy, US-amerikanische Schauspielerin

### Kasa
- Kasa, altägyptischer Beamter der frühdynastischen Periode
- Kasa no Iratsume, japanische Dichterin
- Kasa, Arsen (* 1997), albanischer Fußballspieler
- Kása, Ferenc (1935–2017), ungarisch-deutscher Tiermediziner
- Kasa, Gabor (* 1989), serbischer Straßenradrennfahrer
- Kasa, Muharrem (* 1977), türkischer Fußballtorhüter
- Kasa, no Kanamura, japanischer Hofadeliger und Poet
- Kasab, Ajmal (1987–2012), pakistanischer Terrorist
- Kasabalı, Ceyda (* 1987), türkische Schauspielerin, Fernsehmoderatorin und Webvideoproduzentin
- Kasabalı, Kıvanç (* 1975), türkischer Schauspieler und Model
- Kasabian, Linda (1949–2023), US-amerikanische Kriminelle und Mitglied der Manson Family
- Kasabijew, Arsen (* 1987), polnisch-georgischer Gewichtheber
- Kasack, Hermann (1896–1966), deutscher Schriftsteller und Dichter
- Kasack, Wolfgang (1927–2003), deutscher Slawist
- Kasagawa, Eita (* 1990), japanischer Fußballspieler
- Kasahara, Erika (* 1990), japanische Taekwondoin
- Kasahara, Shigeru (1933–1990), japanischer Ringer
- Kasahara, Sōta (* 1976), japanischer Fußballspieler
- Kasahara, Sunao (* 1989), japanischer Fußballspieler
- Kasahara, Takashi (* 1918), japanischer Fußballspieler
- Kasahara, Takashi (* 1988), japanischer Fußballspieler
- Kasahara, Tatsumi (* 1977), japanischer Biathlet und Skilangläufer
- Kasahara, Yūjirō (* 1984), japanischer Eishockeyspieler
- Kasai, Akira (* 1943), japanischer Butohtänzer und Choreograph
- Kasai, Haruka (* 2004), japanische Nordische Kombiniererin
- Kasai, Jun (* 2000), japanischer Langstreckenläufer
- Kasai, Keisuke (* 2002), japanischer Fußballspieler
- Kasai, Kimiko (* 1945), japanische Jazzsängerin und Designerin
- Kasai, Masae (1933–2013), japanische Volleyballspielerin
- Kasai, Morio (1922–2008), japanischer Chirurg und Kinderchirurg
- Kasai, Noriaki (* 1972), japanischer SkispringerNoriaki Kasai (* 1972)

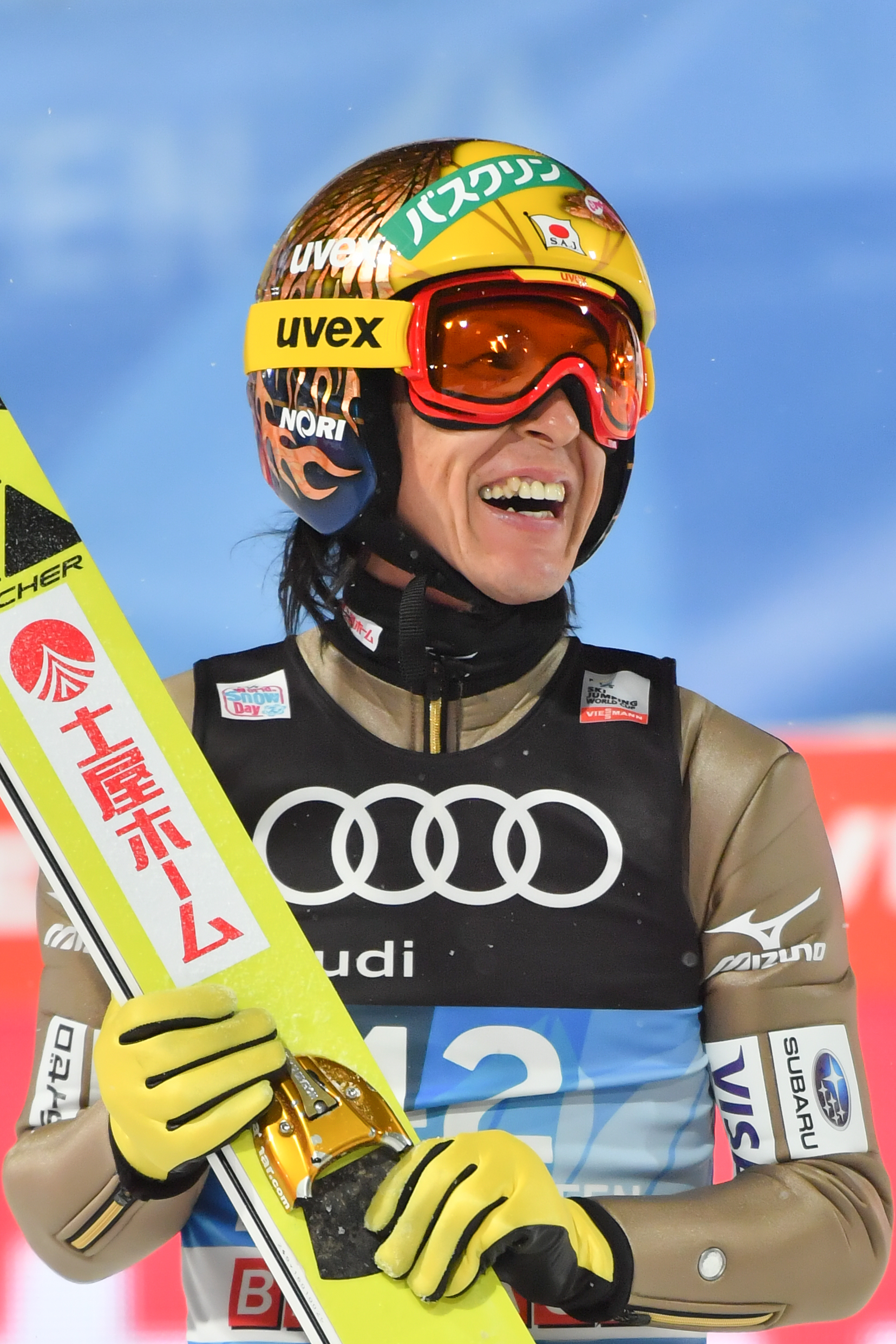
Noriaki Kasai (* 1972)

- Kasai, Seiichi (* 1932), japanischer Maler im Yōga-Stil
- Kasaï, Yann (* 1998), Schweizer Fußballspieler
- Kasai, Yuna (* 2004), japanische Nordische Kombiniererin
- Kasai, Zenzō (1887–1928), japanischer Schriftsteller
- Kasaija, Matia (* 1944), ugandischer Politiker
- Kasaila, Francis (* 1968), malawischer Politiker
- Kasaj, Fetije (* 1985), albanische Gewichtheberin
- Kasajima, Yoshie (* 1975), japanische Fußballspielerin
- Kasak, Metin (* 1972), bulgarischer Politiker, MdEP
- Kasakbajew, Ruslan (* 1967), kirgisischer Politiker und Diplomat
- Kasakewitsch, Irina Wladimirowna (* 1997), russische Biathletin
- Kasakoff, Susana, argentinische Pianistin
- Kasakow, Alexander Alexandrowitsch (1889–1919), russischer Offizier, Jagdflieger des Ersten Weltkrieges
- Kasakow, Anton (* 2004), ukrainischer Snookerspieler
- Kasakow, Juri Pawlowitsch (1927–1982), sowjetischer Schriftsteller
- Kasakow, Matwei Fjodorowitsch (1738–1812), russischer Architekt
- Kasakow, Michail Iljitsch (1901–1979), sowjetischer Armeegeneral
- Kasakow, Pawel Nikolajewitsch (1928–2012), sowjetisch-russischer Fußballschiedsrichter
- Kasakow, Rodion Rodionowitsch (1758–1803), russischer Architekt
- Kasakow, Rustem Abdullajewitsch (* 1947), sowjetischer Ringer
- Kasakow, Sergei Nikolajewitsch (* 1976), russischer Boxer
- Kasakowa, Oxana Borissowna (* 1975), russische Eiskunstläuferin
- Kasakowa, Rimma Fjodorowna (1932–2008), sowjetische bzw. russische Lyrikerin, Übersetzerin und Liedermacherin
- Kasakowa, Tatjana Wadimowna (* 1990), russische Biathletin
- Kasakowzew, Nikolai Olegowitsch (* 1990), russischer Eishockeyspieler
- Kasakul, Anastassija Walerjewna (* 1982), russische Skilangläuferin
- Kasal, Bohumil (* 1956), tschechischer Holzwissenschaftler
- Kasal, Günter (* 1966), österreichischer Politiker (FPÖ, Team Strache), Landtagsabgeordneter
- Kasal, Michal (* 1994), tschechischer Handballspieler
- Kasal, Yusuf Emre (* 1988), deutsch-türkischer Fußballspieler
- Kasalica, Filip (* 1988), montenegrinischer Fußballspieler
- Kasalo, Mia (* 2003), deutsche Nachwuchsschauspielerin
- Kasalo, Vlado (* 1962), kroatischer Fußballspieler
- Kasalová, Renata (* 1969), slowakische Tischtennisspielerin
- Kasama, Noritaka (* 1974), japanischer Skispringer
- Kasamatsu, Norimichi (* 1957), japanischer Kameramann
- Kasamatsu, Shigeru (* 1947), japanischer Turner
- Kasamatsu, Shirō (1898–1991), japanischer Maler
- Kasami, Bilal (* 1975), mazedonisch-albanischer Politiker
- Kasami, Pajtim (* 1992), Schweizer FußballspielerPajtim Kasami (* 1992)

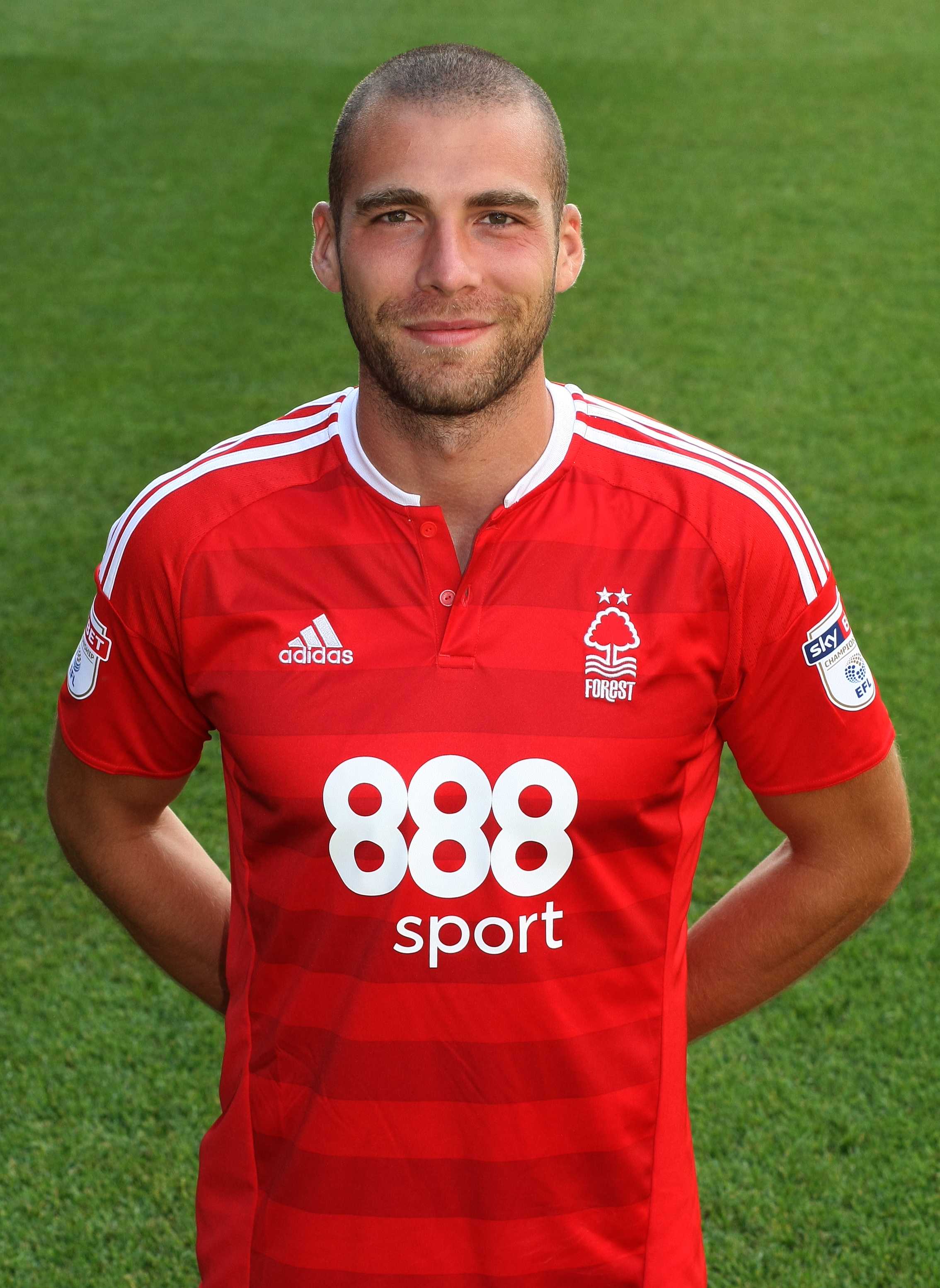
Pajtim Kasami (* 1992)

- Kasami, Tadao (1930–2007), japanischer Informationswissenschaftler und Elektrotechniker
- Kasana, Vipin (* 1989), indischer Speerwerfer
- Kasanda Lumembu, Léonard (* 1936), kongolesischer Geistlicher und emeritierter Bischof von Luiza
- Kasanda Mulenga, Bernard Emmanuel (* 1954), kongolesischer Geistlicher, Bischof von Mbujimayi
- Kasanda, Chushi C. (* 1978), sambische Politikerin (UPND), Mitglied der Nationalversammlung und Ministerin
- Kasanez, Iwan (1918–2013), ukrainisch-sowjetischer Politiker, Vorsitzender des Ministerrates der Ukrainischen SSR (1963–1965)
- Kāsānī, al- († 1191), islamischer Rechtswissenschaftler der hanafitischen Lehrrichtung
- Kasankina, Tatjana Wassiljewna (* 1951), russische Leichtathletin und Olympiasiegerin
- Kasanli, Dmitri Nikolajewitsch (1904–1959), russischer Physiker und Geologe
- Kasanli, Nikolai Iwanowitsch (1869–1916), russischer Komponist, Dirigent und Journalist
- Kasanow, Milko (* 1970), bulgarischer Kanute
- Kasanski, Boris Alexandrowitsch (1891–1973), sowjetischer Chemiker
- Kasanski, Gennadi Sergejewitsch (1910–1983), sowjetischer Filmregisseur
- Kasanwirjo, Neraysho (* 2002), niederländisch-surinamischer Fußballspieler
- Kasanzew, Alexander Petrowitsch (1906–2002), sowjetischer Science-Fiction-Schriftsteller und Schachkomponist
- Kasanzew, Anton (* 1986), kasachischer Eishockeyspieler
- Kasanzew, Danil Antonowitsch (* 2001), russischer Fußballspieler
- Kasanzew, Wladimir Dmitrijewitsch (1923–2007), sowjetischer Hindernisläufer
- Kasanzewa, Ljudmila Pawlowna (* 1952), sowjetische bzw. russische Musikwissenschaftlerin und Hochschullehrerin
- Kasanzewa, Tamara Timofejewna (1934–2024), sowjetisch-russische Geologin
- Kasaona, Uerikondjera (* 1987), namibische Fußballspielerin und -trainerin
- Kasap, Ali Fazıl (* 1965), türkischer Politiker
- Kasap, Teodor (1835–1897), Herausgeber von Satirezeitschriften
- Kasapi, Vasiliki (* 1983), griechische Gewichtheberin
- Kasapoğlu, Erdi (* 1990), türkischer Fußballspieler
- Kasapoğlu, Koço (1935–2016), türkischer Fußballnationalspieler
- Kasapoğlu, Mehmet (* 1976), türkischer parteiloser Politiker
- Kasapoğlu, Sibel (* 1998), türkische Schauspielerin
- Kasar, Arnold (* 1972), deutscher Musiker und Musikproduzent
- Kasaraschwili, Timor Taimuras (* 1959), sowjetischer Ringer
- Kasaravalli, Girish (* 1950), indischer Filmregisseur des Kannada-Films
- Kasarin, Pawlo (* 1983), ukrainischer Journalist, Publizist, Fernsehmoderator und Radiomoderator
- Kasarinowa, Julija (* 1992), ukrainische Badmintonspielerin
- Kasarnowskaja, Ljubow Jurjewna (* 1956), russische Opernsängerin (Sopran)
- Kasarnowski, Grigori Jefimowitsch (1887–1955), russischer Metallurg
- Kasarova, Vesselina (* 1965), bulgarisch-schweizerische Mezzosopranistin
- Kásás, Tamás (* 1976), ungarischer Wasserballer
- Kašauskas, Stasys (* 1943), litauischer Journalist, Schriftsteller und Politiker, Mitglied des Seimas
- Kasavin, Greg (* 1977), US-amerikanischer Computerspielejournalist und -entwickler
- Kasavubu, Joseph (1910–1969), erster Präsident der Demokratischen Republik KongoJoseph Kasavubu (1910–1969)

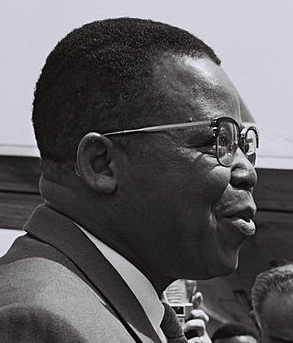
Joseph Kasavubu (1910–1969)

- Kasaya, Yukio (1943–2024), japanischer Skispringer
- Kasayanagi, Tsubasa (* 2003), japanischer Fußballspieler
- Kasaye, Adehana (* 2003), äthiopischer Mittelstreckenläufer

### Kasb
- Kasbarian, Guillaume (* 1987), französischer Politiker, Mitglied der Nationalversammlung und Minister
- Käsbauer, Hannes (* 1986), deutscher Badmintonspieler
- Kasbauer, Karl (* 1949), österreichischer Schulpädagoge und Kirchenmusiker
- Käsbauer, Peter (* 1988), deutscher Badmintonspieler
- Käsbauer, Simon (* 1994), deutscher Schlager- und Volksmusiksänger
- Kasbekowa, Jewhenija (* 1996), ukrainische Sportkletterin
- Kasberger, Karl (1891–1969), österreichischer Maler
- Kasberger, Mathias (1819–1878), bayerischer Politiker und Landwirt in Oberndorf

### Kasc
- Kaščák, Marek (* 1982), slowakischer Fußballspieler
- Kasch, Albert (1866–1934), deutscher Tischler und Bildschnitzer
- Kasch, Albert (1890–1956), deutscher Volkswirt und Autor
- Kasch, Amos Markowitsch (1868–1948), russischer Sportschütze
- Kasch, Anna Katharina (1839–1900), deutsche Schriftstellerin und Übersetzerin
- Kasch, Beate (* 1959), deutsche politische Beamtin
- Kasch, Cody (* 1987), US-amerikanischer Schauspieler und Musiker
- Kasch, Friedrich (1921–2017), deutscher Mathematiker
- Kasch, Heinrich (1889–1941), deutscher lutherischer Pastor und Propst
- Kasch, Heinz (1926–2016), deutscher Generalleutnant
- Kasch, Petra (* 1964), deutsche Schriftstellerin
- Kasch, Wilhelm F. (1921–1983), deutscher evangelischer Theologe und Hochschullehrer
- Kascha, Tobias (* 1980), deutscher Kaufmann, Tourismusfachwirt und Politiker (SPD)Tobias Kascha (* 1980)

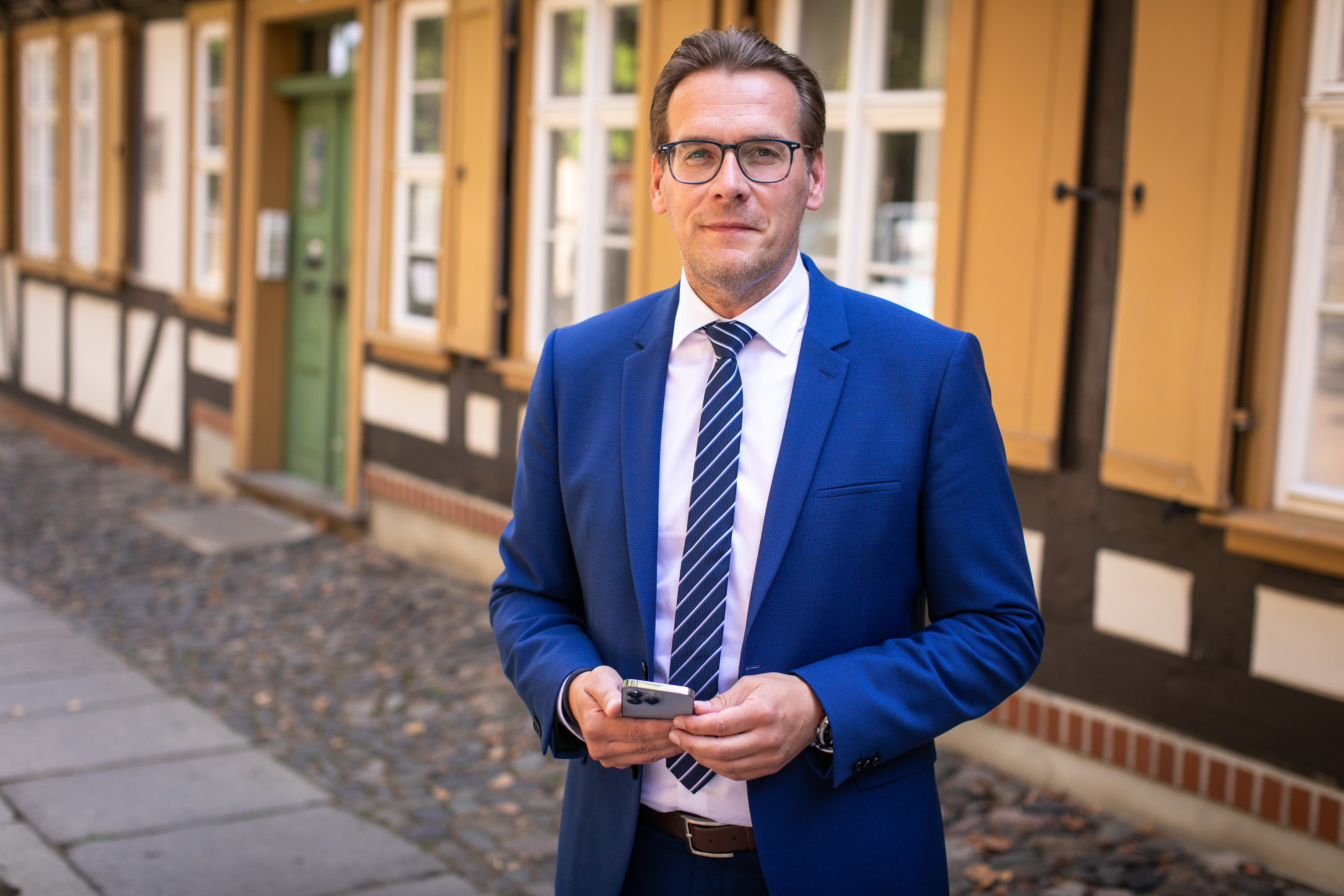
Tobias Kascha (* 1980)

- Kaschafutdinowa, Rima (* 1995), kasachische Sprinterin
- Kaschajew, Aidar (* 2003), kirgisischer Eishockeyspieler
- Kaschan, Berit (* 1985), estnische Dichterin und Literaturwissenschaftlerin
- Kaschani, Abol-Qasem (1882–1962), iranischer Geistlicher und Politiker
- Kaschapow, Rawil Ischakowitsch (* 1956), russischer Marathon- und Ultramarathonläufer
- Kaschauer, Jakob († 1463), österreichischer Bildhauer, Maler und Glasmaler
- Kaschdan, Natalija Abramowna (1941–2017), russische Architektin
- Kaschdan, Tatjana Pawlowna (1918–2009), sowjetisch-russische Architektin und Architekturhistorikerin
- Kasche, Nikolaus (1754–1824), österreichischer Zisterzienser und Abt
- Kasché, Renate (* 1945), deutsche Schauspielerin
- Kasche, Siegfried (1903–1947), deutscher Politiker (NSDAP), MdR, SA-Obergruppenführer und Gesandter I. Klasse in ZagrebSiegfried Kasche (1903–1947)

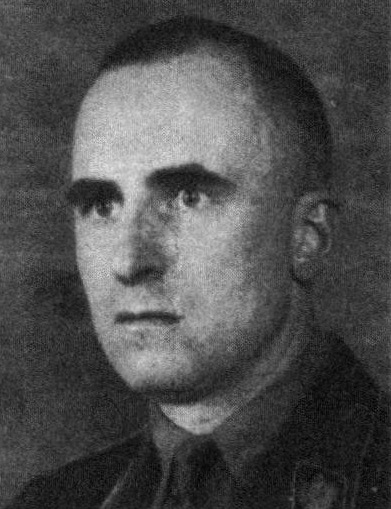
Siegfried Kasche (1903–1947)

- Käschel, Joachim (* 1951), deutscher Wirtschaftswissenschaftler
- Kaschel, Manfred (* 1941), deutscher Fußballtorwart
- Kascher, Asa (* 1940), israelischer Philosoph und Linguist
- Kaschetschkin, Andrei (* 1980), kasachischer Radsportler
- Kaschewarow, Alexander Filippowitsch (1810–1870), Steuermann und Forschungsreisender
- Kaschewsky, Rudolf (1939–2020), deutscher Mongolist und Tibetologe
- Kaschgari, Hamza (* 1989), saudischer Autor und Kolumnist
- Kāschgharī, Mahmūd al- (1008–1105), türkischer Orientalist und Sprachforscher
- Kaschi, Dschamschid Masʿud al- († 1429), persischer Arzt, Mathematiker und Astronom des Hochmittelalters
- Kaschia, Dschanri (1939–2012), georgischer Journalist
- Kaschia, Guram (* 1987), georgischer Fußballspieler
- Kaschif al-Ghita, schiitischer Rechtsgelehrter und Theologe
- Kaschig, Matthias (* 1976), deutscher Theaterregisseur
- Kaschik, Ernst Guenter Erich (1932–2000), namibischer Ökonom und Politiker
- Kaschin, Daniil Nikititsch (1769–1841), russischer Komponist
- Kaschin, Oleg Wladimirowitsch (* 1980), russischer InvestigativjournalistOleg Wladimirowitsch Kaschin (* 1980)

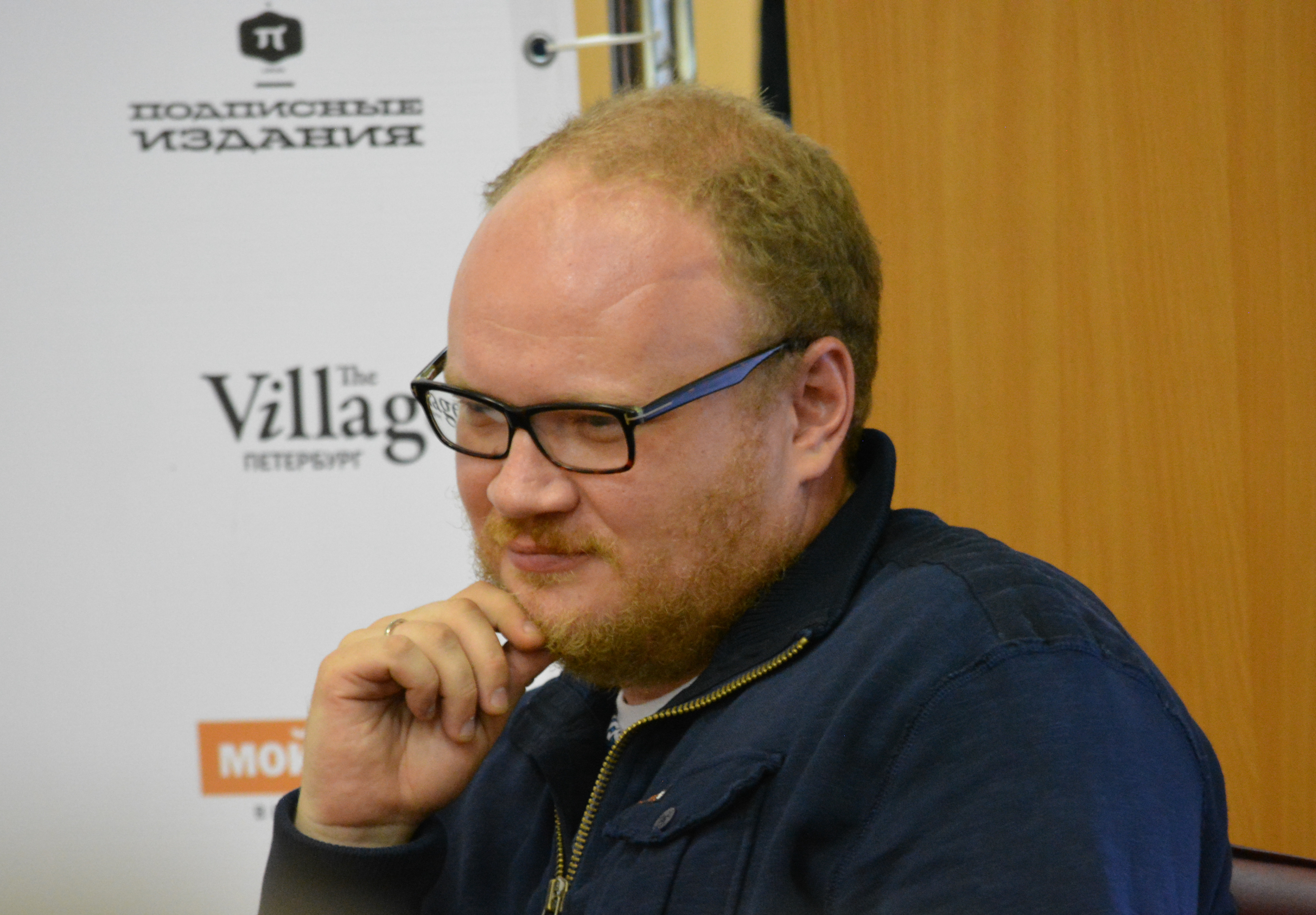
Oleg Wladimirowitsch Kaschin (* 1980)

- Kaschinski, Juri Grigorjewitsch (* 1986), russischer Boxer im Cruisergewicht
- Kaschirin, Alexander (* 1983), russischer Handballspieler
- Kaschirin, Juri Alexejewitsch (* 1959), sowjetischer Radsportler, Olympiasieger im Radsport
- Kaschirin, Nikolai Dmitrijewitsch (1888–1938), sowjetischer General
- Kaschirina, Tatjana Jurjewna (* 1991), russische Gewichtheberin
- Kaschirow, Anatoli Andrejewitsch (* 1987), russischer Basketballspieler
- Kaschka, Emil (* 1996), österreichischer Schriftsteller und Poetry-Slammer
- Kaschka, Karl (1904–1941), österreichischer Offizier und Fechter
- Kaschkarow, Igor Alexejewitsch (* 1933), sowjetischer Hochspringer
- Kaschkarow, Juri Fjodorowitsch (* 1963), sowjetischer Biathlet
- Kaschke, Heinz (1916–2002), deutscher Politiker (FDP), MdA
- Kaschke, Klaus-Peter (* 1961), deutscher Journalist und Fotograf
- Kaschke, Ludwig (* 1947), deutscher Schauspieler und Hörspielsprecher
- Kaschke, Marc, US-amerikanischer Politiker und Bürgermeister von North Platte
- Kaschke, Martin († 1727), Altersrekordler (116 Jahre)
- Kaschke, Michael (* 1957), deutscher Physiker, Wissenschaftsmanager und Unternehmensleiter
- Kaschke, Rüdiger (* 1954), deutscher Fußballspieler
- Kaschlinskaja, Alina Anatoljewna (* 1993), polnisch-russische Schachspielerin
- Kaschluhn, Frank (1927–1994), deutscher theoretischer Physiker
- Kaschlun, Gunther (1935–2020), deutscher Ruderer
- Kaschmīrī, Muhammad Husain († 1612), Kalligraph am Hof des Mogulherrschers Akbar
- Kaschnitz von Weinberg, Guido (1890–1958), österreichischer Klassischer Archäologe
- Kaschnitz, Marie Luise (1901–1974), deutsche Lyrikerin und SchriftstellerinMarie Luise Kaschnitz (1901–1974)

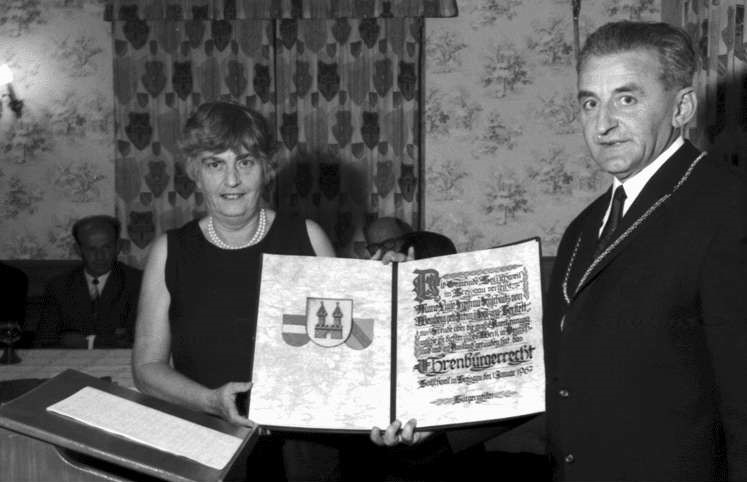
Marie Luise Kaschnitz (1901–1974)

- Kaschnitz, Traute von (1918–1996), österreichische Malerin, Grafikerin und Buchillustratorin
- Kaschny, Adolf (1881–1951), deutscher Politiker (Zentrum, CDU), MdL
- Kaschny, Martin (* 1964), deutscher Ökonom und Hochschullehrer
- Kaschperow, Wladimir Nikititsch (1827–1894), russischer Komponist
- Kaschperowa, Leokadia Alexandrowna (1872–1940), russische und sowjetische Pianistin, Komponistin und Musikpädagogin
- Kaschpirowski, Anatoli Michailowitsch (* 1939), russischer Wunderheiler und Hypnotiseur
- Kaschta, erster Pharao der kuschitischen 25. Dynastie
- Kaschtan, Anatolij (* 1987), ukrainischer Radrennfahrer
- Kaschtan, Nikita Sergejewitsch (* 2003), russischer Fußballspieler
- Kaschtanawa, Nastassja (* 1989), belarussische Diskuswerferin
- Kaschtanow, Alexei Dmitrijewitsch (* 1996), russischer Fußballspieler
- Kaschte, Alexander (* 1978), deutscher MusikerAlexander Kaschte (* 1978)

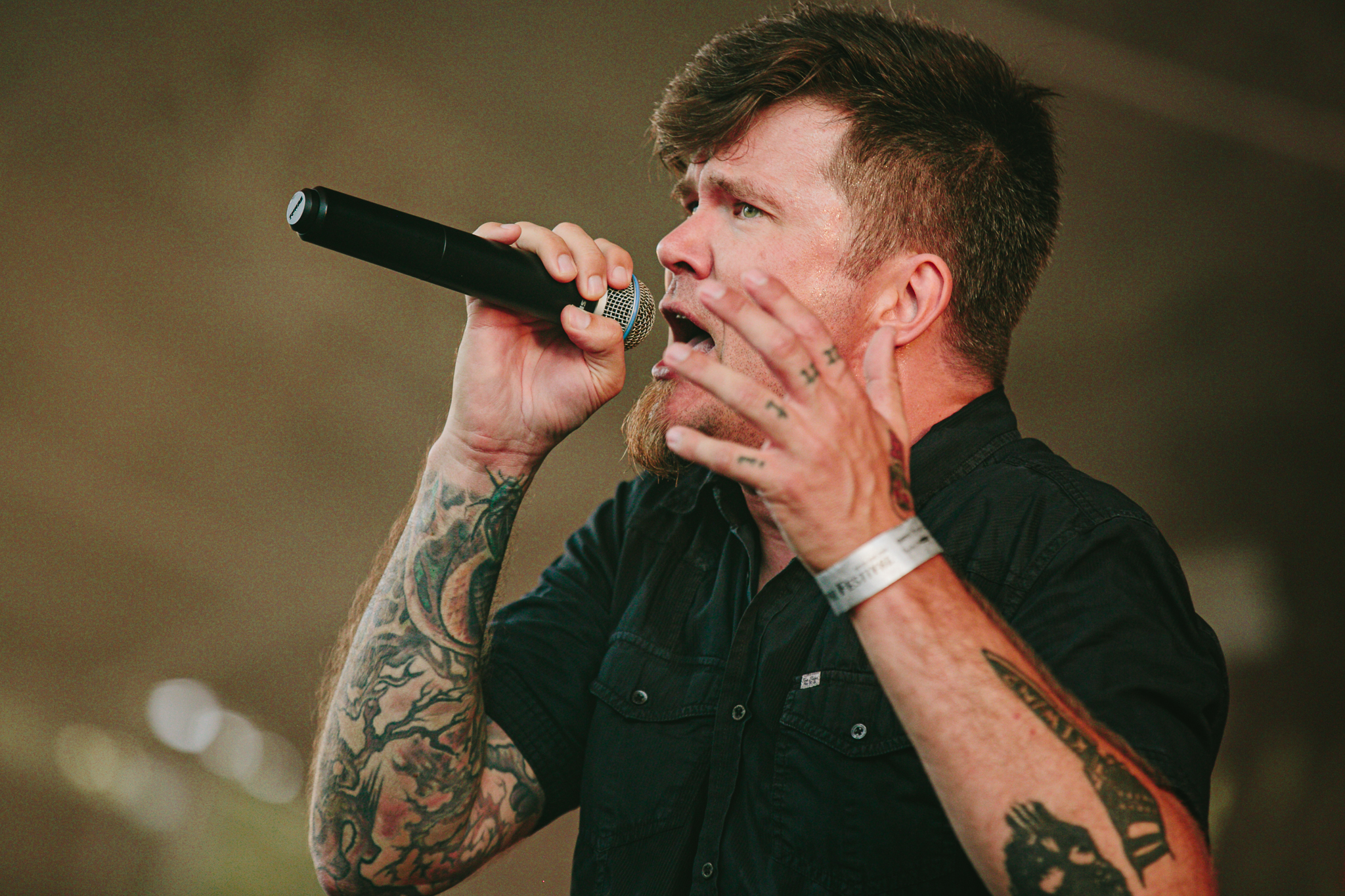
Alexander Kaschte (* 1978)

- Kaschtschejewa, Darja (* 1986), russische Drehbuchautorin und Regisseurin
- Kaschtschejewa, Schanna Jurjewna (* 1982), russische Sprinterin
- Kaschtschenko, Pjotr Petrowitsch (1859–1920), russischer Psychiater, Aktivist und eine Person der russischen Öffentlichkeit
- Kaschtschenko, Wsewolod Petrowitsch (1870–1943), sowjetischer Psychiater
- Kaschtschuk, Oleksij (* 2000), ukrainischer Fußballspieler
- Kaschub, Emil (1919–1977), deutscher Chirurg, der Menschenexperimente an Auschwitzhäftlingen vornahm
- Kaschuba, Karin (* 1948), deutsche Politikerin (Die Linke), MdL
- Kaschuba, Wolfgang (* 1950), deutscher Kulturwissenschaftler und Volkskundler
- Kaschube, Ilse (* 1953), deutsche Kanutin
- Kaschurow, Helena (* 1989), deutsche Tänzerin in den Sparten Standard- und Lateinamerikanische Tänze
- Kaschyna, Inna (* 1991), ukrainische Geherin
- Kasčiūnas, Laurynas (* 1982), litauischer konservativer Politiker und Politikwissenschaftler

### Kasd
- Kasdaglis, Dionysios (1872–1931), griechisch-ägyptischer Tennisspieler
- Kasdaglis, Xenophon (1880–1943), griechischer Tennisspieler
- Kasdan, Jake (* 1974), US-amerikanischer Schauspieler, Filmproduzent und Regisseur
- Kasdan, Jon (* 1979), US-amerikanischer Schauspieler, Drehbuchautor und Filmregisseur
- Kasdan, Lawrence (* 1949), US-amerikanischer Regisseur und DrehbuchautorLawrence Kasdan (* 1949)

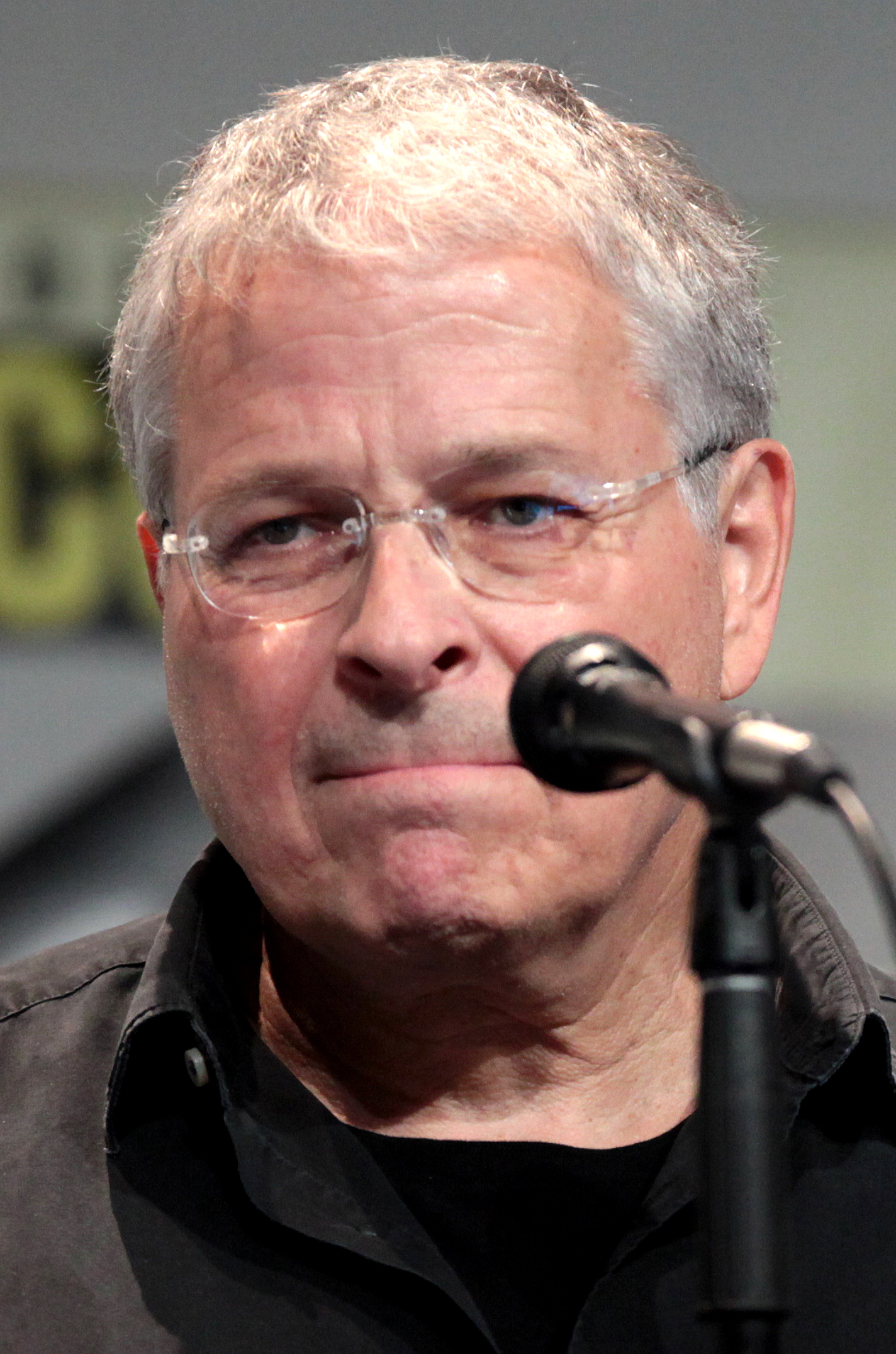
Lawrence Kasdan (* 1949)

- Kasdan, Meg, US-amerikanische Drehbuchautorin und Filmproduzentin
- Kasdepke, Ilona (* 1961), deutsche Politikerin (Rechtsstaatlicher Offensive), MdHB
- Kasdorf, Bruno (* 1952), deutscher Generalleutnant der Bundeswehr
- Kasdorf, Hans (1928–2011), deutscher Theologe und Steyler Missionar
- Kasdorf, Julia (* 1962), US-amerikanische Dichterin
- Kasdorf, Lenore (* 1948), US-amerikanische Filmschauspielerin

### Kase
- Kase, Alfred (1877–1945), deutscher Opernsänger (Bariton) und Dichter
- Kase, Asko (* 1979), estnischer Filmregisseur
- Käse, Johann Caspar (1705–1756), deutscher Bildhauer und Hofbildhauer des Rokoko in Gandersheim
- Kase, Martin (* 1993), estnischer Fußballspieler
- Kase, Naoki (* 2000), japanischer Fußballspieler
- Kaše, Ondřej (* 1995), tschechischer Eishockeyspieler
- Kase, Taiji (1929–2004), japanischer Karate-Großmeister
- Kase, Taishū (* 1969), japanischer Schauspieler
- Kaseba, André Ilunga (1930–1988), kongolesischer Geistlicher, römisch-katholischer Bischof von Kalemie-Kirungu
- Kasebacher, Giovanni (1910–1987), italienischer Skilangläufer
- Käsebier, Christian Andreas (* 1710), deutscher Räuber
- Käsebier, Gertrude (1852–1934), US-amerikanische FotografinGertrude Käsebier (1852–1934)
- Käsebier, Lutz (* 1958), deutscher Boxer

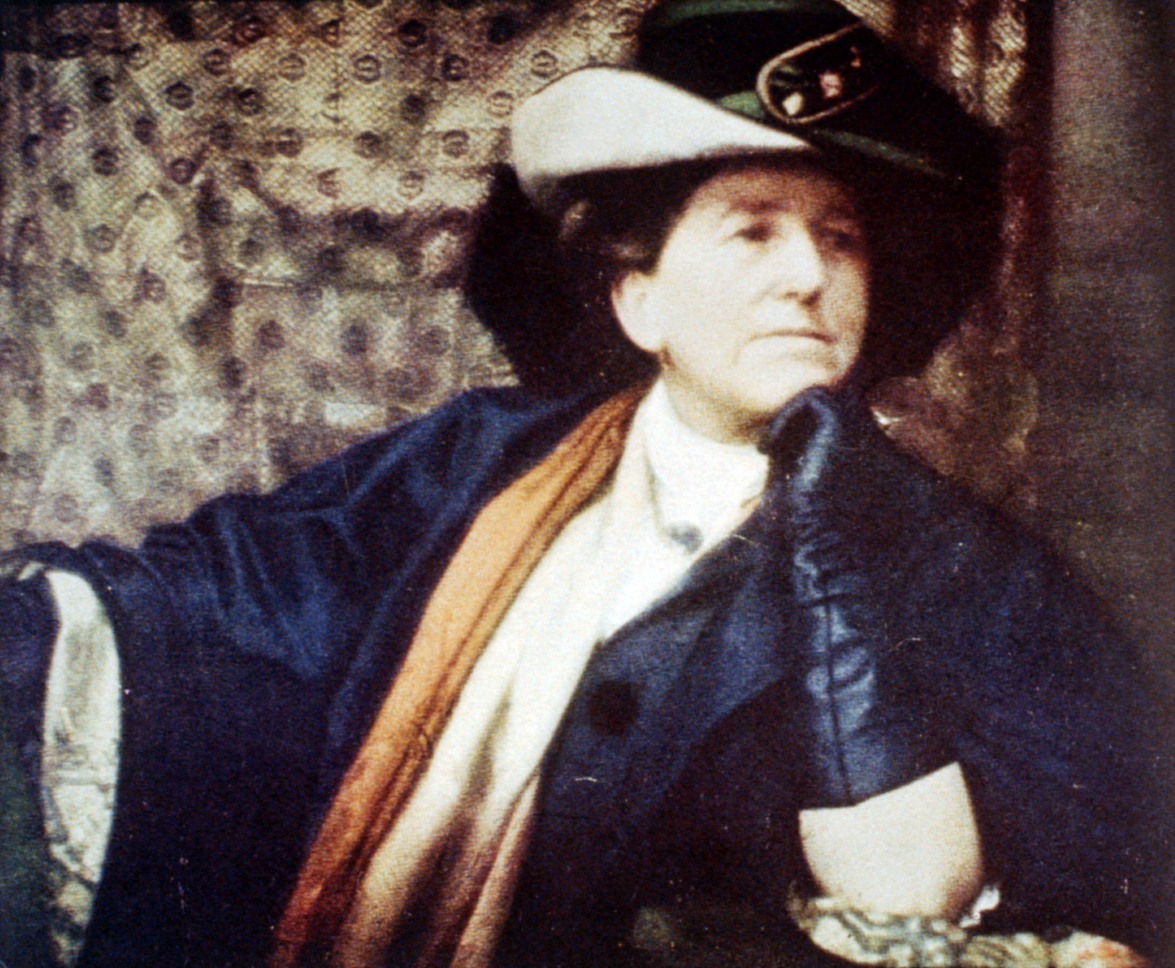
Gertrude Käsebier (1852–1934)

- Käsebier, Siegfried (* 1931), deutscher Basketballtrainer, -funktionär, -schiedsrichter
- Kasej, Marat (1929–1944), sowjetisch-belarussischer Partisankämpfer und Kindersoldat
- Kášek, David (* 1982), tschechischer Cyclocrossfahrer
- Kasek, Jürgen (* 1980), deutscher Politiker (Bündnis 90/Die Grünen) und RechtsanwaltJürgen Kasek (* 1980)

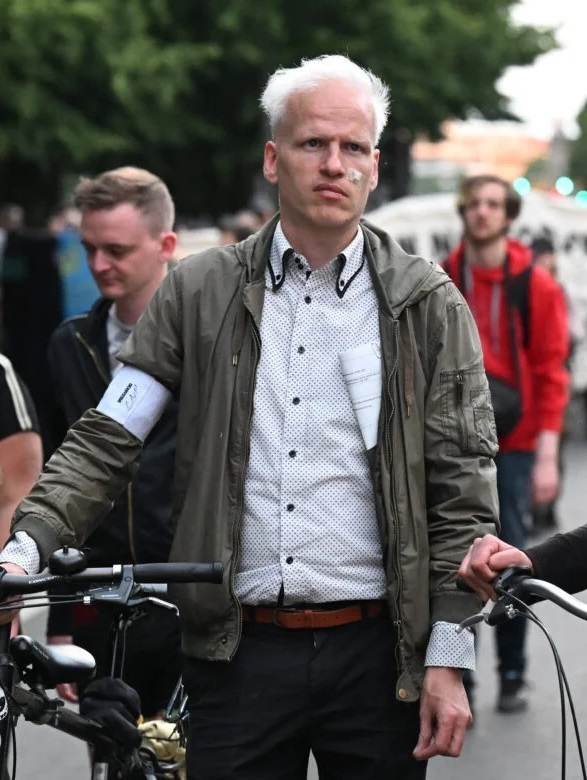
Jürgen Kasek (* 1980)

- Kasekamp, Andres (* 1966), kanadischer Politikwissenschaftler, Hochschullehrer
- Kaseki, Yuko, japanische Tänzerin, Choreographin, Performancekünstlerin und Dozentin für zeitgenössischen Tanz
- Kasel, Hellmut (1906–1986), deutscher Architekt und Eisenbahn-Baubeamter
- Kasela Mbona, Christ (* 1991), deutsch-kongolesischer Fußballspieler
- Kasela, Robert (* 1993), estnischer Badmintonspieler
- Kaselaan, Mari-Leen (* 1987), estnische Sängerin und Mitglied der Band Suntribe
- Käselau, Ernst (1854–1938), deutscher Politiker (DVP), MdR
- Kaseliauskas, Modestas (* 1974), litauischer Jurist der Finanzverwaltung, Leiter von Valstybinė mokesčių inspekcija
- Kaselitz, Albert Friedrich (1821–1884), deutscher Maler
- Kaselitz, Dagmar (* 1959), deutsche Politikerin (SPD), MdL Mecklenburg-Vorpommern
- Kaselowsky, August Theodor (1810–1891), deutscher Maler
- Kaselowsky, Ferdinand (1816–1877), deutscher Techniker und Textilindustrieller
- Kaselowsky, Richard (1852–1921), deutscher Unternehmer und Politiker
- Kaselowsky, Richard (1888–1944), deutscher Unternehmer
- Kaselowsky, Richard (1921–2002), deutscher Unternehmer
- Kasem S. Kasemsri (* 1931), thailändischer Politiker, Außenminister von Thailand (1995–1996)
- Kasem, Casey (1932–2014), US-amerikanischer Hörfunkmoderator, Schauspieler und Sprecher
- Kasem, George A. (1919–2002), US-amerikanischer Politiker
- Kasem-Bek, Alexander Lwowitsch (1902–1977), russischer bzw. sowjetischer Aktivist und Publizist
- Kasemaa, Andrus (* 1984), estnischer Dichter und Schriftsteller
- Kasemaa, Arno (1915–1999), estnischer Lehrer und Prosaist
- Käsemann, Elisabeth (1947–1977), deutsche SoziologinElisabeth Käsemann (1947–1977)

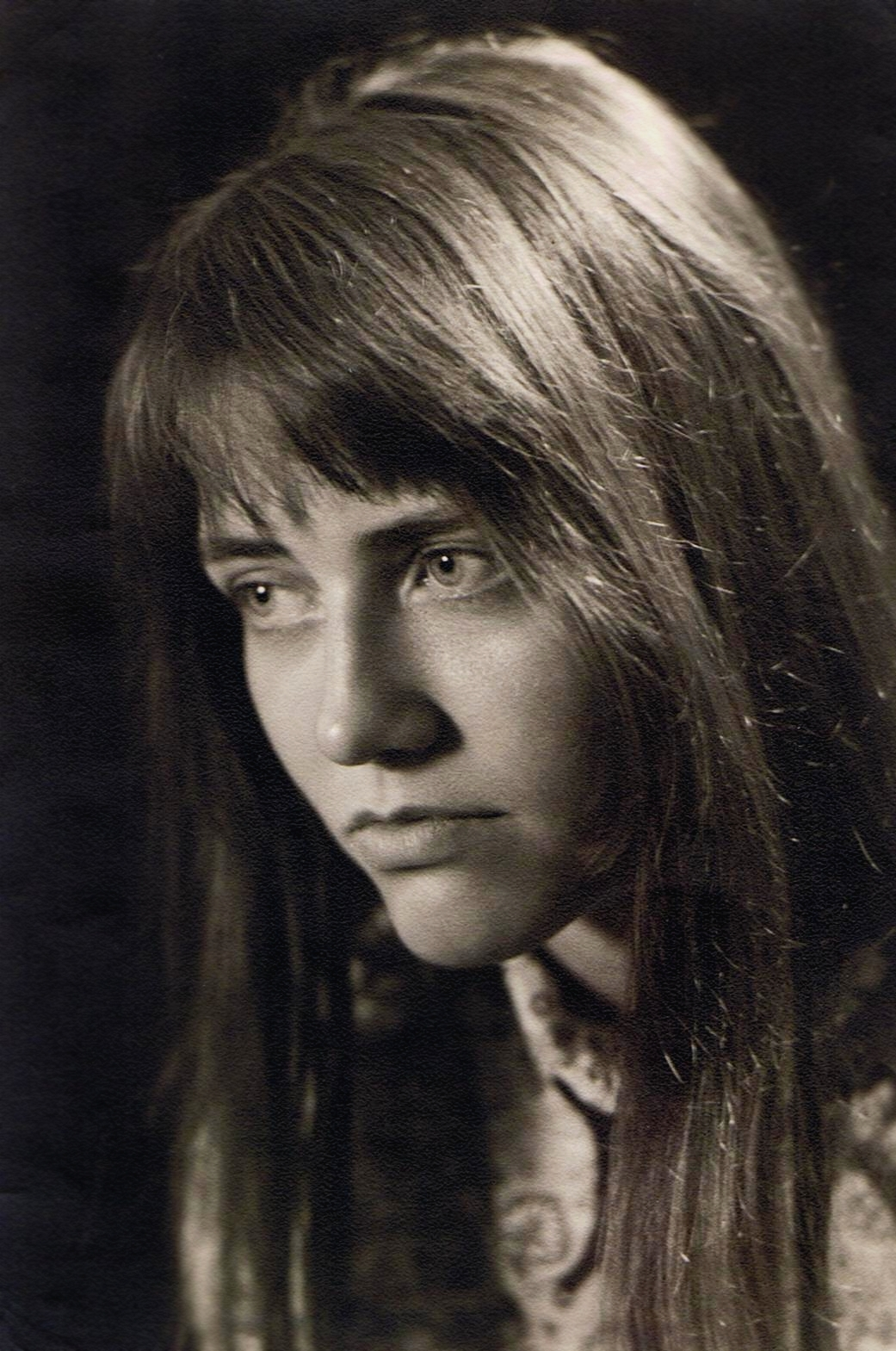
Elisabeth Käsemann (1947–1977)

- Käsemann, Ernst (1906–1998), deutscher lutherischer Theologe, Neutestamentler
- Kasembek, Alexander Kassimowitsch (1802–1870), aserbaidschanisch-russischer Orientalist und Hochschullehrer
- Kasemchaiyanan, Molrudee (1979–2022), neuseeländische Billardspielerin und -funktionärin
- Kasemets, Tõnis (* 1974), estnisch-US-amerikanischer Automobilrennfahrer
- Kasenda, Mpinga (1937–1994), kongolesischer Premierminister
- Kasenetz, Jerry (* 1943), US-amerikanischer Musikproduzent
- Kasenzer, Ernst (1891–1943), evangelischer Volksmissionar und Mitglied der Bekennenden Kirche
- Kaseorg, Kärt (* 1989), estnische Fußballnationalspielerin
- Käser, Adrian (* 1971), Schweizer Schwinger
- Käser, Alfred (1879–1924), Schweizer Evangelist
- Käser, Erwan (* 1992), Schweizer Skilangläufer
- Käser, Fritz (* 1921), deutscher Fußballspieler
- Kaser, Georg (* 1953), italienischer Glaziologe (Südtirol)
- Kaser, Gernot (* 1962), österreichischer Politiker
- Käser, Hans-Jürg (* 1949), Schweizer Politiker
- Käser, Hermann (* 1928), Schweizer Eishockeyspieler
- Käser, Jakob (1884–1969), Schweizer Heimatdichter und Volksschriftsteller
- Kaser, Karl (1861–1942), österreichischer Fotograf
- Kaser, Karl (1954–2022), österreichischer Osteuropahistoriker
- Käser, Klaus-Dieter (* 1961), deutscher Politiker (Grüne), MdL
- Kaser, Kurt (1870–1931), österreichischer Historiker
- Käser, Lothar (* 1938), deutscher Ethnologe, Gymnasiallehrer und Autor
- Kaser, Max (1906–1997), deutscher Jurist, Rechtswissenschaftler, Romanist
- Kaser, Norbert Conrad (1947–1978), italienischer Dichter (Südtirol)
- Kaser, Pierre, französischer Sinologe
- Käser, Reinhold (1910–1981), Oberfeldarzt der Schweizer Armee
- Käser, Remo (* 1996), Schweizer Schwinger
- Käser, Simon (* 1986), Schweizer Schauspieler
- Käser, Yannick (* 1992), Schweizer Schwimmer
- Kasereka, Thierry (* 1994), kongolesischer Fußballspieler
- Kaserer, Christoph (* 1963), italienischer Hochschullehrer für Betriebswirtschaftslehre
- Kaserer, Hermann (1877–1955), österreichischer Agrarwissenschaftler
- Kaserer, Monika (* 1952), österreichische SkirennläuferinMonika Kaserer (* 1952)

Monika Kaserer (* 1952)

- Kaserer, Robert (* 1937), italienischer Politiker (SVP) und Chronist
- Kases, Karl (* 1951), österreichischer Regisseur und Kameramann
- Kašėta, Algis (* 1962), litauischer Politiker
- Kasey, Paul (* 1973), britischer Schauspieler

### Kash
- Kash, Daniel (* 1959), kanadischer Schauspieler und RegisseurDaniel Kash (* 1959)

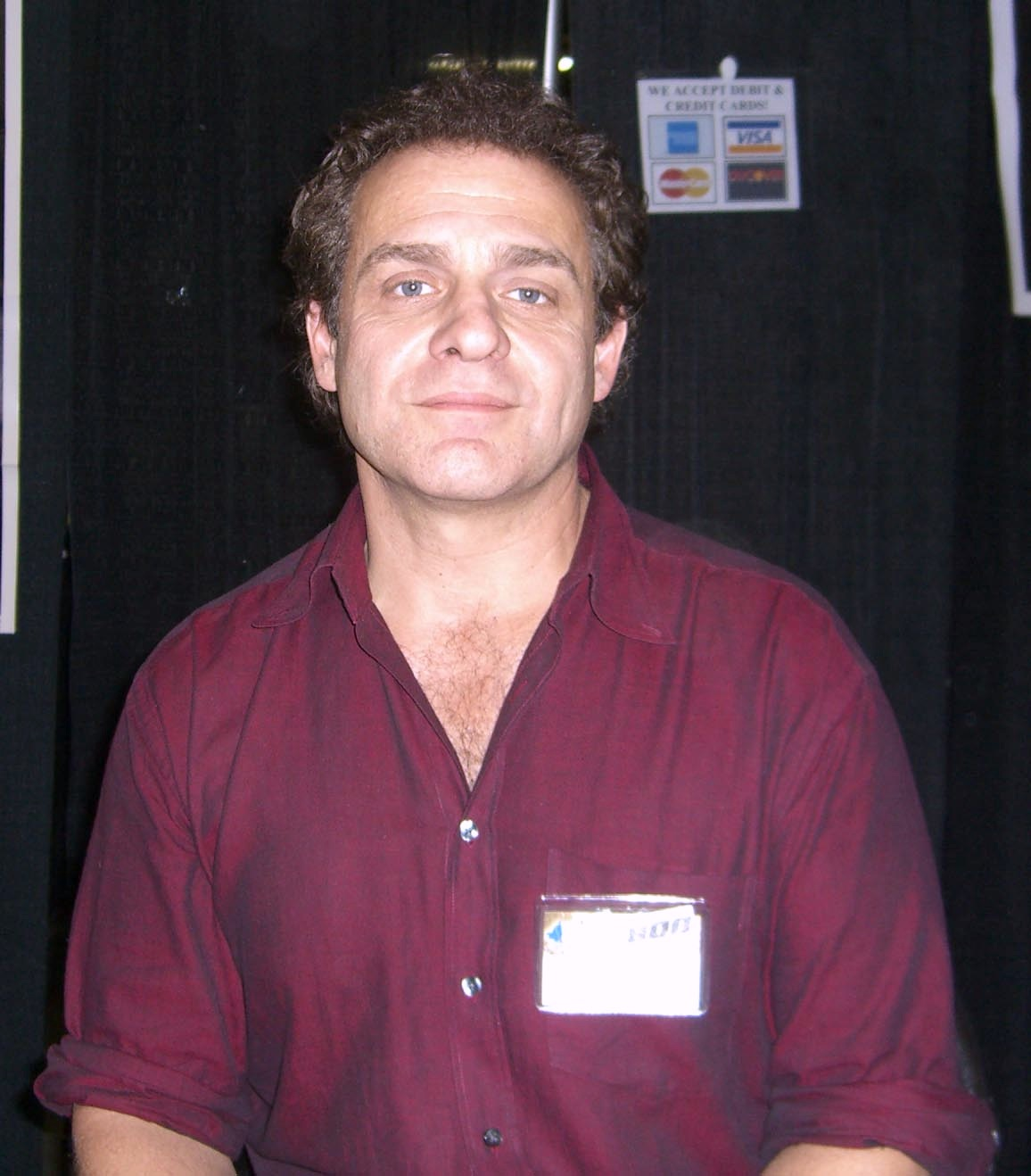
Daniel Kash (* 1959)

- Kash, Eugene (1912–2004), kanadischer Geiger, Dirigent und Musikpädagoge
- Kash, Linda (* 1967), kanadische Schauspielerin
- Kasha, Al (1937–2020), US-amerikanischer Komponist und Songschreiber
- Kasha, Michael (1920–2013), amerikanischer Chemiker und Hochschullehrer
- Kashala Ruwezi, Gaston (* 1961), kongolesischer Ordensgeistlicher und römisch-katholischer Bischof
- Kashani, Arman (* 1992), deutscher Schauspieler, YouTuber, Komiker und Tänzer
- Kashdan, Isaac (1905–1985), US-amerikanischer Großmeister und Autor im Schach
- Kashfi, Anna (1934–2015), britisch-US-amerikanische Schauspielerin
- Kashief, Hassan el (* 1956), sudanesischer Sprinter
- Kashif (1959–2016), US-amerikanischer R&B-Sänger, -Songwriter und -Produzent
- Kashif, Tolga (* 1962), britischer Komponist und Dirigent
- Kashima, Sho (* 1986), US-amerikanischer Freestyle-Skisportler
- Kashima, Takehiro (* 1980), japanischer Kunstturner
- Kashimoto, Daishin (* 1979), japanischer klassischer Violinist
- Kashimura, Ryōta (* 1991), japanischer Hammerwerfer
- Kashino, Yoshikazu (* 1983), japanischer Eishockeyspieler
- Kashio, Kazuo (1929–2018), japanischer Unternehmer
- Kashio, Seiichirō (1892–1962), japanischer Tennisspieler
- Kashiwa, Hank (* 1949), US-amerikanischer Skirennläufer
- Kashiwa, Yoshifumi (* 1987), japanischer Fußballspieler
- Kashiwabara, Hyōzō (1933–1972), japanischer Autor und Germanist
- Kashiwabara, Michiko (* 1991), japanische Skilangläuferin
- Kashiwado, Tsuyoshi (1938–1996), japanischer Sumōringer und 47. Yokozuna
- Kashiwagi, Gien (1860–1938), japanischer christlicher Denker und Pastor
- Kashiwagi, Kumiko (* 1978), japanische Skirennläuferin
- Kashiwagi, Masayoshi (* 1949), japanischer Skirennläufer
- Kashiwagi, Yōsuke (* 1987), japanischer Fußballspieler
- Kashiwara, Masaki (* 1947), japanischer Mathematiker
- Kashiwase, Satoru (* 1993), japanischer Fußballspieler
- Kashiwazaki, Katsuhiko (* 1951), japanischer Judoka
- Kashkal, Abdelrahman (* 1987), ägyptischer Badmintonspieler
- Kashkari, Neel (* 1973), US-amerikanischer Politiker
- Kashkashian, Kim (* 1952), amerikanische BratschistinKim Kashkashian (* 1952)

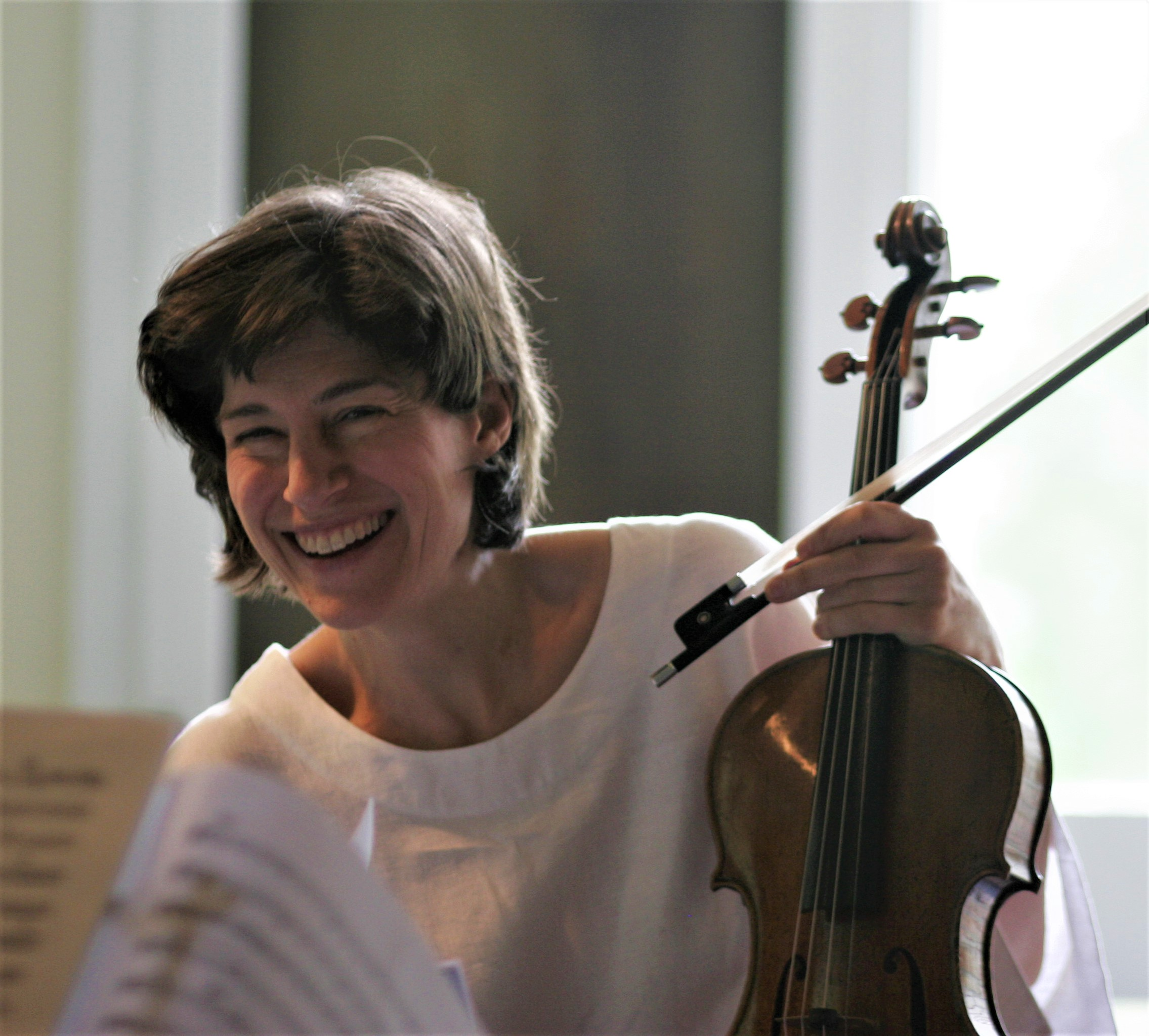
Kim Kashkashian (* 1952)

- Kashmiri, Mohammad Ilyas (1964–2011), pakistanischer Terrorist
- Kashpureff, Eugene, US-amerikanischer Unternehmer
- Kashtan, Dror (1944–2024), israelischer Fußballtrainer
- Kashua, Sayed (* 1975), palästinensisch-israelischer Schriftsteller
- Kashuupulwa, Clemens (* 1948), namibischer Politiker und Regionalgouverneur
- Kashyap, Anurag (* 1972), indischer Filmregisseur und Drehbuchautor
- Kashyap, Parupalli (* 1986), indischer Badmintonspieler
- Kashyap, Tanisha (* 2002), indische Tennisspielerin

### Kasi
- Kasi (* 2000), deutscher Sänger und Rapper
- Kašiar, Roman (* 1998), tschechischer Fußballspieler
- Kašić, Bartol (1575–1650), kroatischer Jesuit und Sprachwissenschaftler
- Kasic, Wolfgang (* 1959), österreichischer Landespolitiker (ÖVP), Landtagsabgeordneter
- Kasich, John (* 1952), US-amerikanischer Politiker (Republikanische Partei)
- Kašický, František (* 1968), slowakischer Politiker
- Kasics, Kaspar (* 1952), Schweizer Autor, Dokumentarfilmer und Filmproduzent
- Kasics, Tibor (1904–1986), Schweizer Pianist, Komponist und Dirigent
- Kasidech Wettayawong (* 1994), thailändischer Fußballspieler

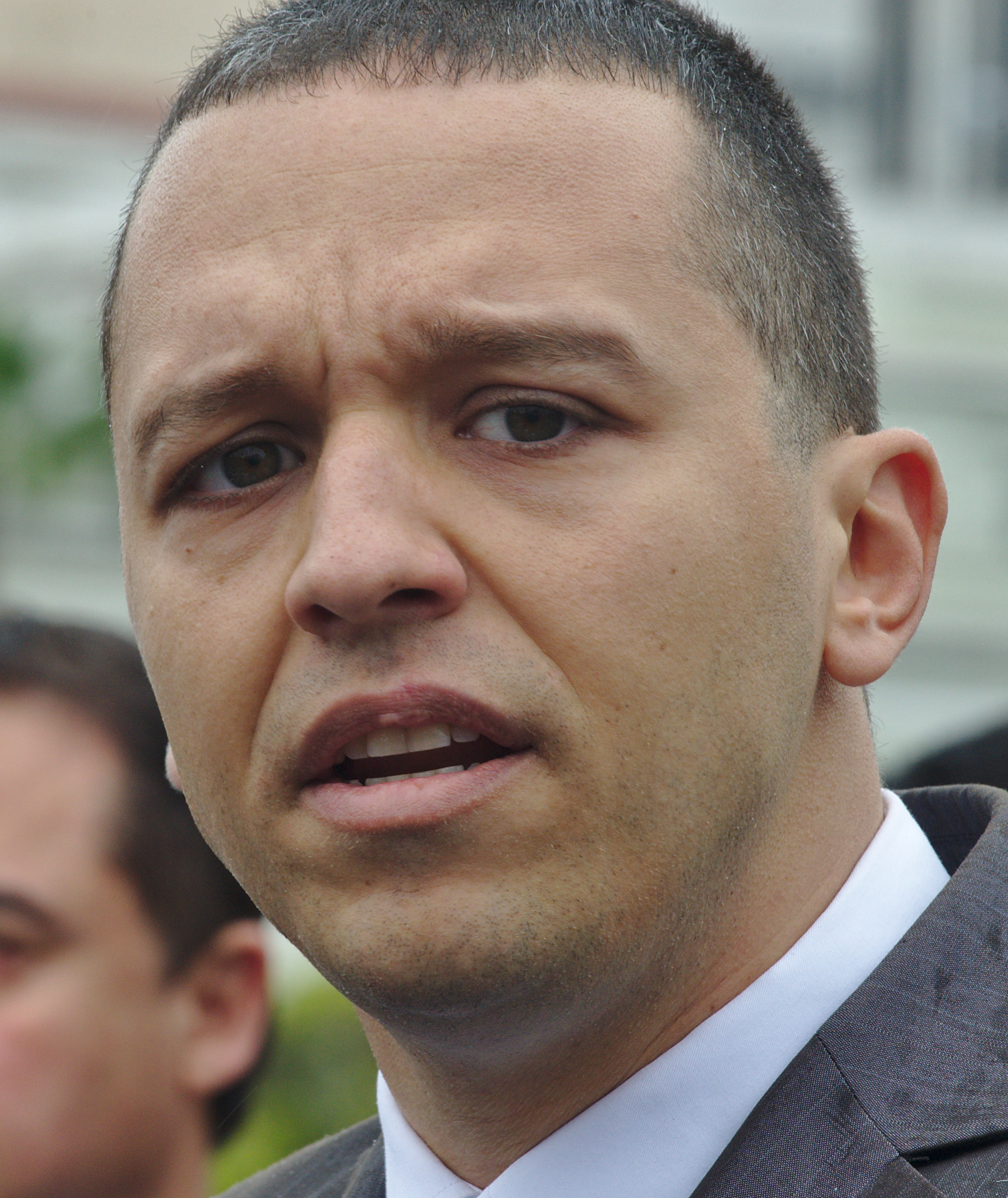
Ilias Kasidiaris (* 1980)

- Kasidej Rungkitwattananukul (* 2004), thailändischer Fußballspieler
- Kasidiaris, Ilias (* 1980), griechischer PolitikerIlias Kasidiaris (* 1980)
- Kasidit Kalasin (* 2004), thailändischer Fußballspieler
- Kasidokostas, Filipos (* 1983), griechischer Karambolagespieler
- Kasieczka, Gregor (* 1985), österreichischer experimenteller Teilchenphysiker
- Kasig, Werner (1936–2020), deutscher Geologe und Hochschullehrer
- Kasijan, Wassyl (1896–1976), ukrainischer Grafiker, Kunsthistoriker und Politiker
- Kašík, František (1888–1969), tschechischer Major, Bauingenieur, Denkmalpfleger und Erfinder
- Kasík, Martin (* 1976), tschechischer Pianist
- Kasik, Oleksandr (* 1996), ukrainischer Parasportler
- Kaşıkara, Hasan (* 1995), türkischer Fußballspieler
- Kaşıkçı, İsmail (* 1952), türkischer Ingenieur
- Kasilag, Lucrecia (1917–2008), philippinische Komponistin
- Kasim Bey († 1532), Anführer der Nassadisten und Akindschi
- Kasim, Ashu (* 1984), äthiopische Langstreckenläuferin
- Kasim, Yaser (* 1991), irakisch-englischer Fußballspieler
- Kasimati, Sabiha (1912–1951), albanische Ichthyologin, Opfer des kommunistischen Regimes
- Kasimier, Helmut (1926–2013), deutscher Politiker (SPD), MdL
- Kasimir († um 1220), pommerscher Adliger, Kastellan von Kolberg
- Kasimir († vor 1281), pommerscher Adliger, Kastellan von Kolberg
- Kasimir († 1294), polnischer Herzog
- Kasimir († 1355), Herzog von Masowien
- Kasimir (1458–1484), katholischer Heiliger, zweiter Sohn von Kasimir IV.
- Kasimir (1481–1527), Markgraf von Brandenburg-Kulmbach (1515–1527)Kasimir (1481–1527)

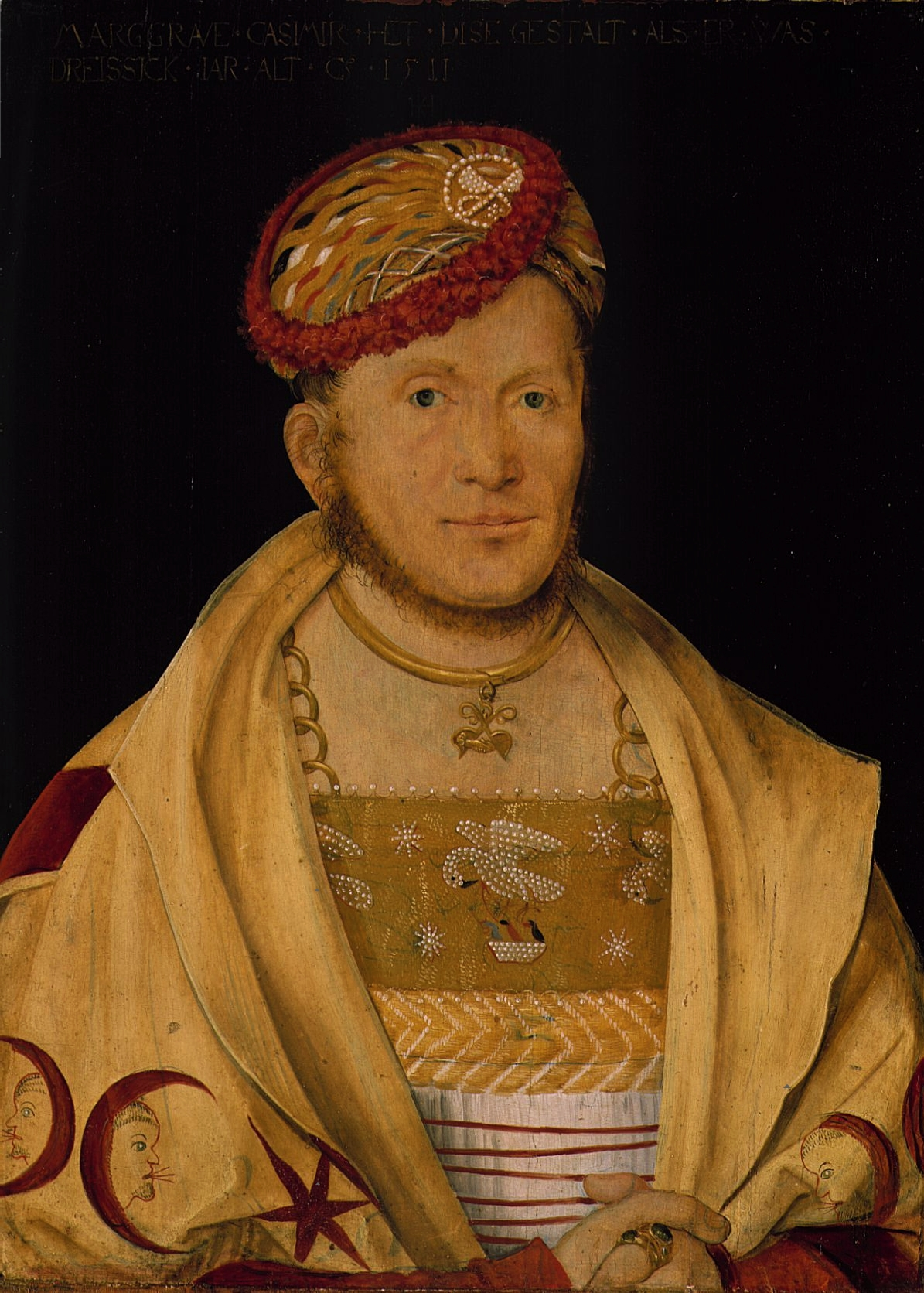
Kasimir (1481–1527)

- Kasimir (1627–1700), Graf zu Lippe-Brake
- Kasimir I. († 1180), Herzog von Pommern
- Kasimir I. († 1230), Herzog von Oppeln und Ratibor (1211–1230)
- Kasimir I. († 1267), Herzog von Kujawien, von Sieradz und von Łęczyca
- Kasimir I. († 1358), Herzog von Teschen (1315–1358)
- Kasimir I. († 1434), Herzog von Auschwitz und Tost
- Kasimir I. Karl (1016–1058), Herzog von Polen (1034–1058)
- Kasimir II. (1138–1194), Herzog von Polen (1177–1194)
- Kasimir II. († 1219), Herzog von Pommern
- Kasimir II. († 1312), Herzog von Cosel und Beuthen
- Kasimir II. († 1528), Herzog von Teschen (1477–1528)
- Kasimir II. († 1490), Herzog von Zator
- Kasimir III., Vasall der Krone Polens, Statthalter im Herzogtum Pommerellen und Herzog von Kujawien
- Kasimir III. (1310–1370), letzter Herrscher Polens aus dem Haus der Piasten, König von Polen (1333–1370)Kasimir III. (1310–1370)
- Kasimir III., Herzog von Cosel

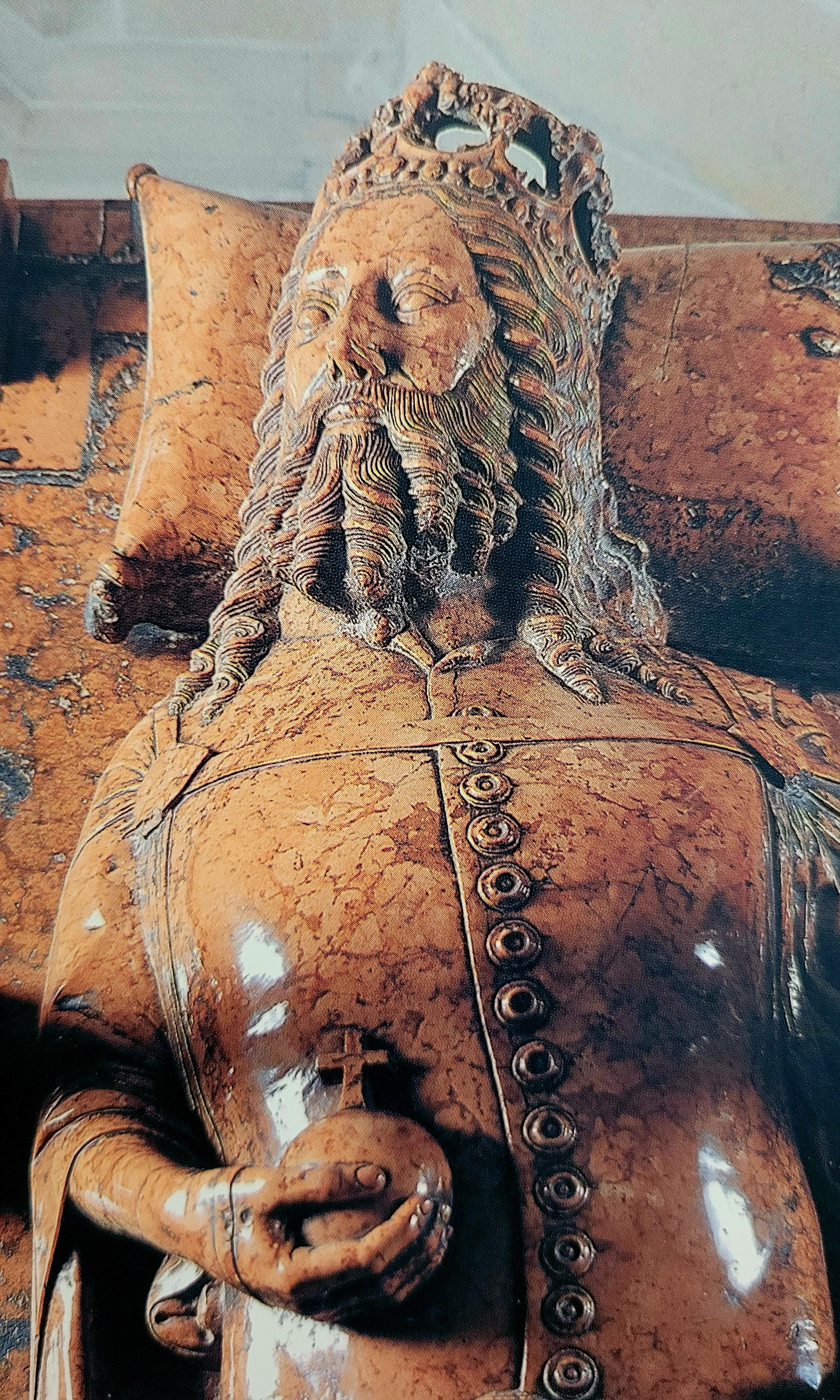
Kasimir III. (1310–1370)

- Kasimir III. († 1372), Herzog von Pommern-Stettin
- Kasimir IV. († 1377), Herzog von Pommern
- Kasimir IV. Andreas (1427–1492), Großfürst von Litauen und König von Polen
- Kasimir V. († 1435), Herzog von Pommern
- Kasimir VI. (1557–1605), nicht-regierender Herzog von Pommern, evangelischer Bischof von Cammin
- Kasimir Wilhelm von Hessen-Homburg (1690–1726), Prinz von Hessen-Homburg
- Kasimir, Heidemarie, deutsche Fußballspielerin
- Kasimir, Luigi (1881–1962), österreichischer Radierer, Lithograph und Kupferstecher
- Kasimir, Vera (* 1980), deutsche Filmschauspielerin
- Kasimir-Hoernes, Tanna (1887–1972), österreichische Grafikerin
- Kasimir1441 (* 2001), deutscher Rapper
- Kasimire von Anhalt-Dessau (1749–1778), Gräfin zur Lippe-Detmold
- Kasimirowicz, Tobias (* 1976), deutscher Schauspieler
- Kasimirtschak-Polonskaja, Jelena Iwanowna (1902–1992), russische Astronomin
- Kasimjanov, Rustam (* 1979), usbekischer Schachgroßmeister und FIDE-SchachweltmeisterRustam Kasimjanov (* 1979)

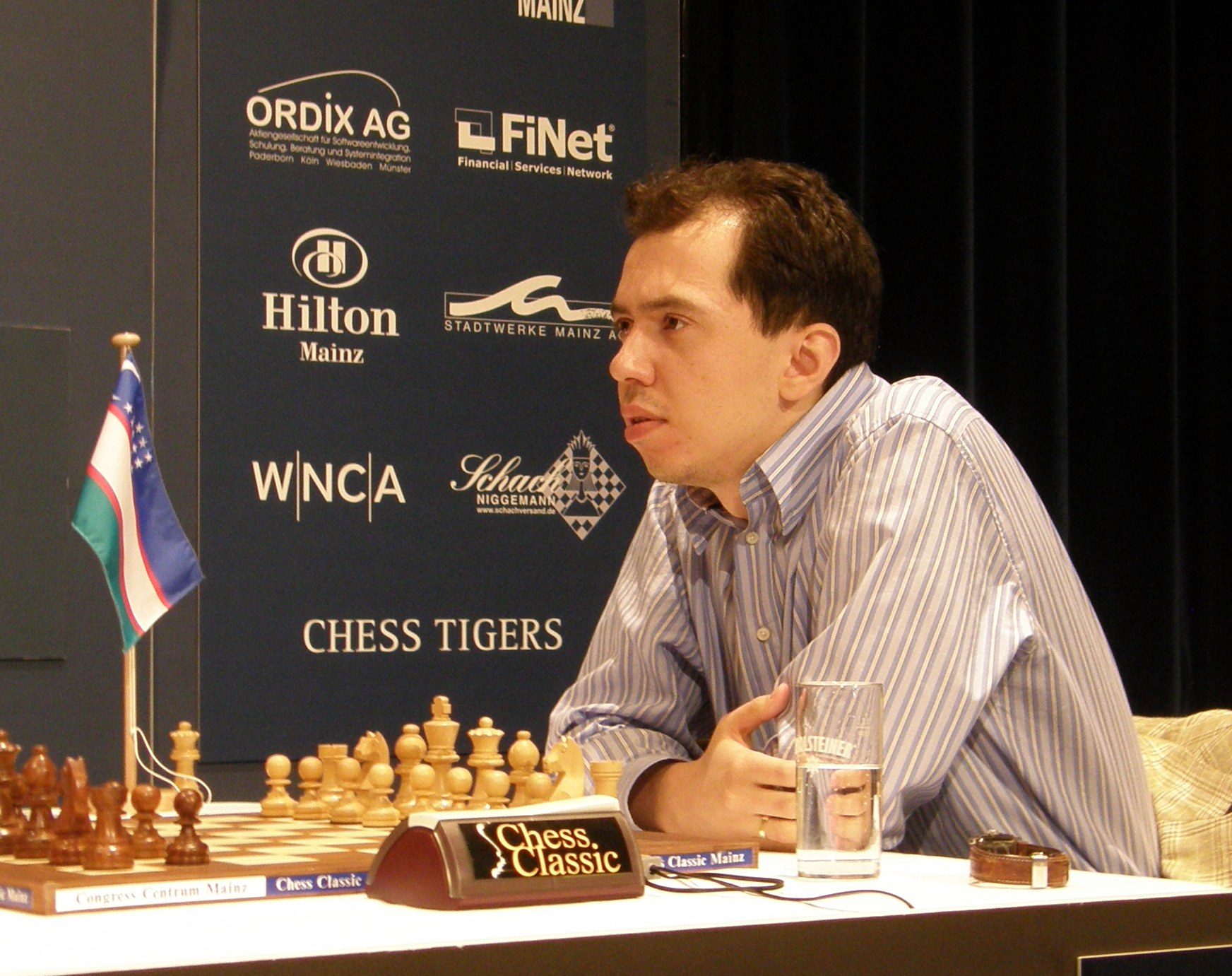
Rustam Kasimjanov (* 1979)

- Kasin, Wassili Wassiljewitsch (1898–1981), sowjetischer Schriftsteller
- Kasinda, Brian (* 1997), sambischer Sprinter
- Kasingo, Loide (* 1954), namibische Politikerin
- Kašinskis, Klaudijus (* 1984), litauischer Badmintonspieler
- Kasionow, Denis Alexandrowitsch (* 1987), russischer Eishockeyspieler
- Kasionow, Dmitri Alexandrowitsch (* 1984), russischer Eishockeyspieler
- Kasionowa, Jekaterina Andrejewna (* 1999), russische Tennisspielerin
- Kasioura, Froso (1957–2010), griechische Schachspielerin
- Kasirye, Ruth (* 1982), norwegische Gewichtheberin
- Kasiske, Peter (* 1971), deutscher Rechtswissenschaftler und Hochschullehrer
- Kasiski, Friedrich Wilhelm (1805–1881), preußischer Infanteriemajor und trug als Kryptograph wesentlich zur Entschlüsselung der Vigenère-Chiffre bei
- Kasiski, Matei (* 1984), bulgarischer Volleyballspieler
- Kasit Piromya (* 1944), thailändischer Diplomat und Politiker
- Kasitinard Sriphirom (* 1998), thailändischer Fußballspieler
- Kasiulis, Vytautas (1918–1995), litauischer Maler und Kunsthändler
- Kasius, Denso (* 2002), niederländischer Fußballspieler

### Kasj
- Kasjanow, Oleksij (* 1985), ukrainischer Zehnkämpfer
- Kasjanowa, Hanna (* 1983), ukrainische Siebenkämpferin
- Kasjantschuk, Kostjantyn (* 1979), ukrainischer Eishockeyspieler

### Kask
- Kask, Arnold (1902–1994), estnischer Sprachwissenschaftler
- Kask, Jason (* 1985), US-amerikanischer Skilangläufer und Biathlet
- Kask, Teet (* 1968), estnischer Balletttänzer und Choreograph
- Kaska, Franz von (1834–1907), Leibapotheker Kaiser Maximilians von Mexiko, Chemiker
- Kaska, Ken (1914–1978), deutscher Aphoristiker und Hörspielautor
- Kaska, Kevin (* 1972), US-amerikanischer Komponist, Dirigent und Arrangeur
- Kaska, Olaf (* 1973), deutscher Ruderer
- Kaska, Radko (1928–1973), tschechoslowakischer Abgeordneter in der Nationalversammlung, Politiker und Innenminister während der sogenannten Normalisierungsperiode
- Kaskade (* 1971), US-amerikanischer DJKaskade (* 1971)

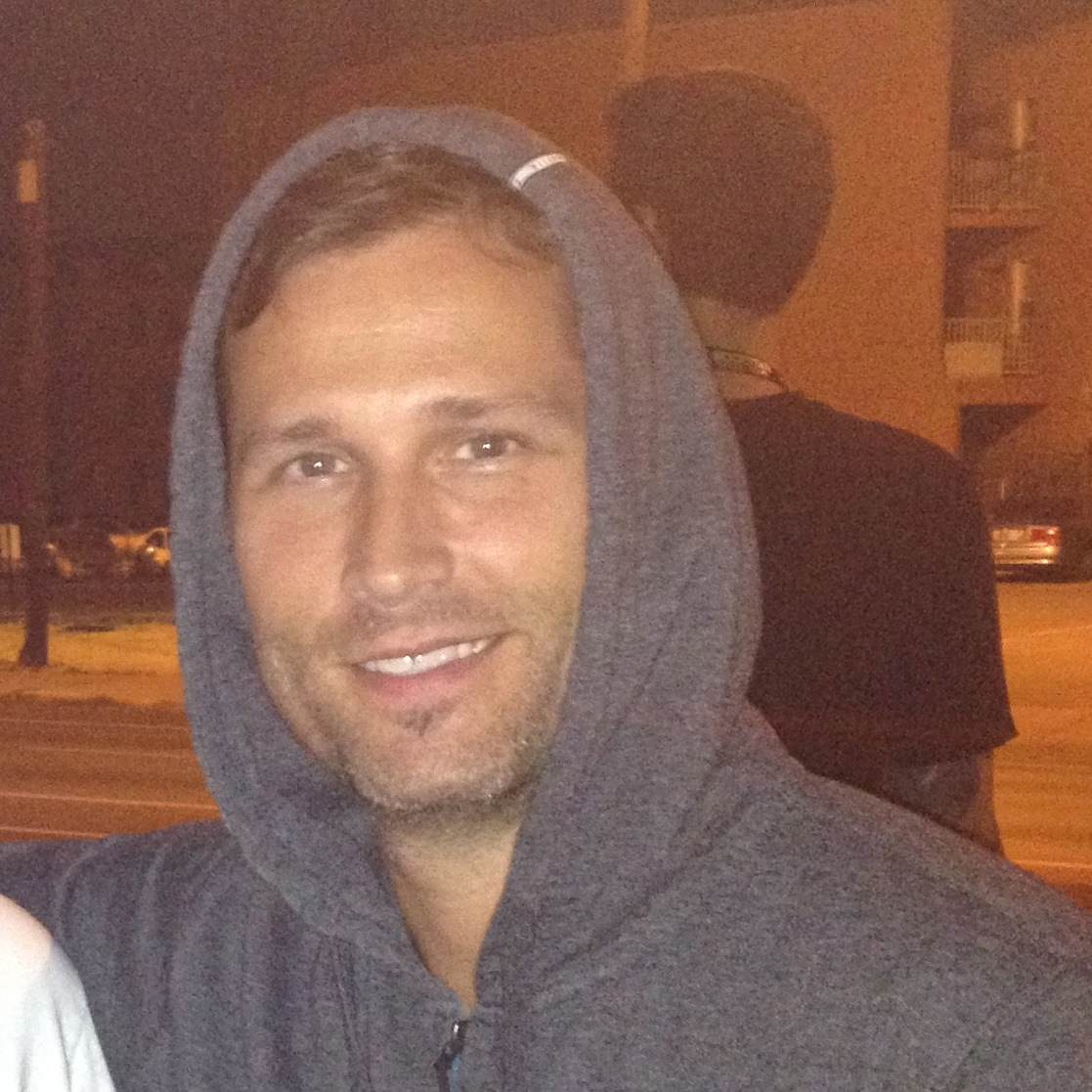
Kaskade (* 1971)

- Kaskas, Saki (1971–2016), griechisch-kanadischer Komponist für Videospielmusik
- Kaske, Gerhard (1925–2019), deutscher Chemiker, Physiker und Heimatforscher
- Kaske, Karlheinz (1928–1998), deutscher Manager
- Kaske, Rudolf (* 1955), österreichischer Gewerkschaftsfunktionär
- Kaske, Siegfried (1950–2023), deutscher Unternehmer
- Kaske, Thomas, Ratsherr der Hansestadt Rostock und Flottenführer der Wendischen Städte der Hanse
- Kaske, Volker (1940–2018), deutscher Politiker (CDU) und Lübecker Senator (1970–1998)
- Kaskel, Carl von (1797–1874), deutscher Bankier
- Kaskel, Karl von (1866–1943), deutscher Komponist
- Kaskel, Michael (1775–1845), deutscher Bankier und Kommerzienrat
- Kaskel, Stefan (* 1969), deutscher Chemiker
- Kaskel, Walter (1882–1928), deutscher Jurist
- Kaskeline, Friedrich (1863–1938), Grafiker
- Kaskeline, Wolfgang (1892–1973), deutscher Filmproduzent und Regisseur
- Kaskell, Joseph (1892–1989), deutschamerikanischer Rechtsanwalt und Schriftsteller
- Kaskey, Harry (1902–1992), US-amerikanischer Eisschnellläufer
- Kaski, Heino (1885–1957), finnischer Komponist
- Kaski, Kari Elisabeth (* 1987), norwegische Politikerin

### Kasl
- Kasl, Jan (* 1951), tschechischer Politiker, Oberbürgermeister von Prag
- Käsler, Horst (1926–1987), deutscher Handballspieler und Professor für Sportdidaktik
- Kašlík, Václav (1917–1989), tschechoslowakischer Opern- und Fernsehregisseur, Dirigent und Komponist
- Käslin, Hans (1867–1955), Schweizer Germanist, Lehrer und Übersetzer
- Käslin, Robert (1871–1934), Schweizer Bundeskanzler
- Käslin, Wilhelm (1829–1909), Schweizer Politiker
- Käsling, Dagmar (* 1947), deutsche Leichtathletin, Olympiasiegerin und Sportwissenschaftlerin
- Kaslouskaja, Karyna (* 2000), belarussische Bogenschützin
- Kaslouskaja, Maryja (* 1989), belarussische Biathletin
- Kaslowski, Günter (1934–2001), deutscher Bahnradsportler

### Kasm
- Kasm, Abdul Rauf al- (* 1932), syrischer Politiker, Premierminister von Syrien und Hochschullehrer
- Kasman, Firdaus (* 1988), singapurischer Fußballspieler
- Kasman, Leon (1905–1984), polnischer Politiker, Mitglied des Sejm (PZPR), Staatssekretär, Chefredakteur
- Käsmann, Frieder (* 1954), deutscher Dokumentarfilmer, Autor und Regisseur
- Kasmann, Guido (* 1959), deutscher Pädagoge und Kinderbuchautor
- Kasmauskas, Marius (* 1980), litauischer Handballspieler
- Kasmi, Gëzim (1942–2016), albanischer Fußballspieler
- Kasmin, John (* 1934), britischer Kunsthändler
- Kasmir (* 1985), finnischer Popsänger und Songwriter
- Kasmir, Matthew (* 1972), britischer Visual Effects Supervisor
- Kasmowitsch, Dsmitryj (1909–1991), weißrussischer Aktivist

### Kasn
- Kasnakow, Nikolai Gennadjewitsch (1824–1885), russischer General der Infanterie, Gouverneur von Kiew und Generalgouverneur von Westsibirien
- Kasnatschejew, Alexander Iwanowitsch (1788–1880), russischer Kanzleileiter und Stadtkommandant
- Kasneci, Enkelejda (* 1981), deutsche Informatikerin
- Kasneci, Gjergji (* 1980), deutscher Informatiker und Hochschullehrer
- Kasner, Edward (1878–1955), US-amerikanischer Mathematiker
- Kasner, Horst (1926–2011), deutscher evangelischer Pfarrer
- Kaśnikowski, Maks (* 2003), polnischer Tennisspieler
- Kasnitz, Adrian (* 1974), deutscher LyrikerAdrian Kasnitz (* 1974)

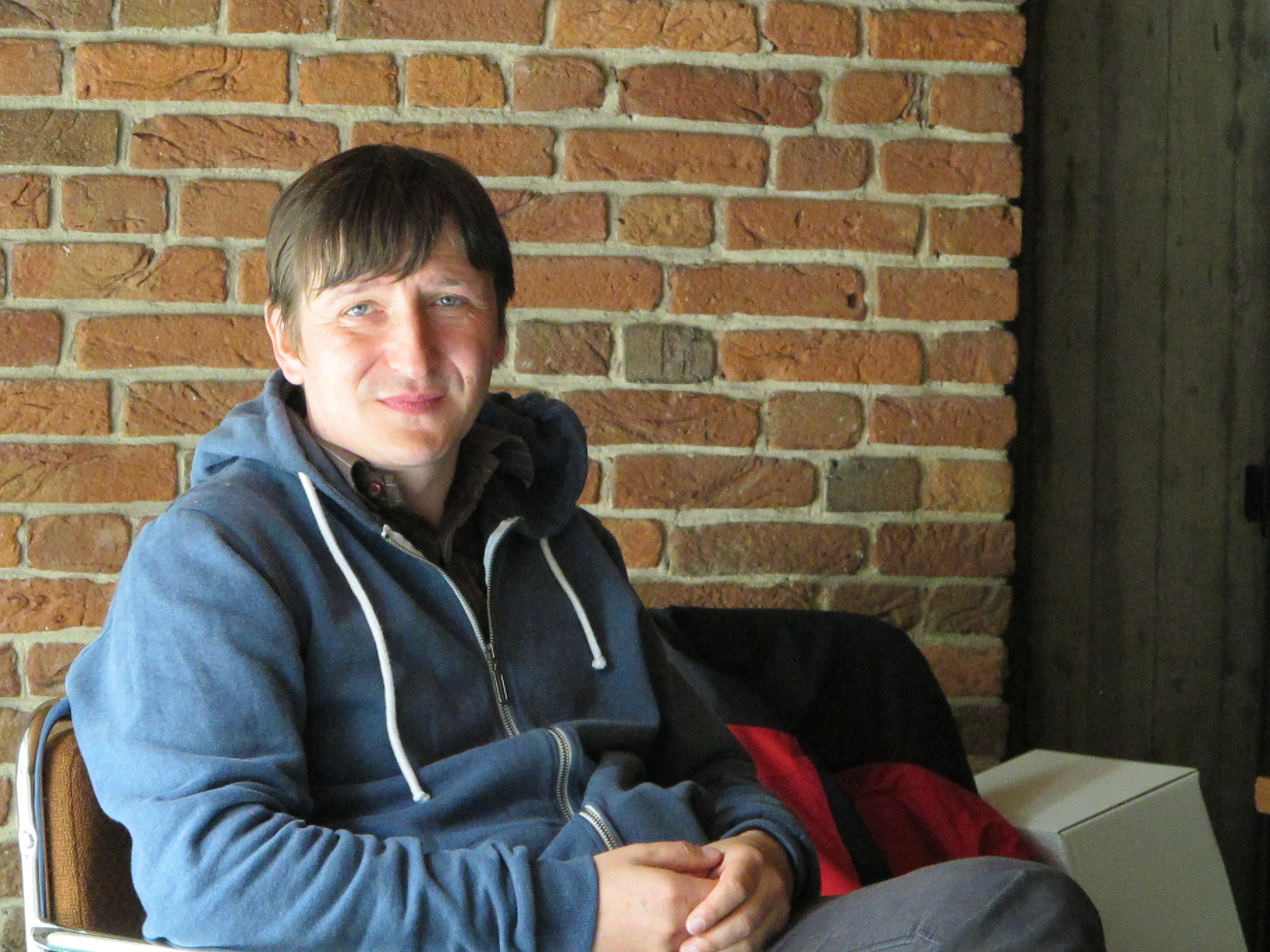
Adrian Kasnitz (* 1974)

### Kaso
- Kaso, Elyesa (* 1961), nordmazedonisch-türkischer Schauspieler
- Kasomoulis, Nikolaos († 1872), griechischer Historiker und Freiheitskämpfer
- Kasongo Mwema Yamba-Yamba, Tharcisse (1952–2022), Journalist in der Demokratischen Republik Kongo
- Kasongo, Mwana Bute (* 1964), kongolesischer Sprinter
- Kasoulidis, Ioannis (* 1948), zypriotischer Politiker (DISY), MdEP und Außenminister
- Kasow, Jusuf, bulgarischer Naturbahnrodler

### Kasp
- Kasp, Thomas (* 1992), US-amerikanischer Schauspieler
- Kaspar (1458–1527), Pfalzgraf und Herzog von Pfalz-Zweibrücken (1489–1490)
- Kaspar Ayndorffer (1401–1461), deutscher Benediktiner und Abt von Tegernsee
- Kaspar von Logau (1524–1574), Bischof von Wiener Neustadt; Fürstbischof von Breslau, Dompropst von Leitmeritz und Oberlandeshauptmann von Schlesien
- Kaspar zu Rhein (1433–1502), Bischof von Basel
- Kašpar, Adolf (1877–1934), tschechischer Maler und Illustrator
- Kaspar, Axel (* 1939), deutscher Journalist und Dokumentarfilmer
- Kaspar, Erwin († 1941), österreichischer Tischtennisspieler
- Kaspar, Felix (1915–2003), österreichischer Eiskunstläufer
- Kaspar, Franz (* 1938), deutscher römisch-katholischer Theologe und Religionspädagoge
- Kaspar, Fred (* 1954), deutscher Volkskundler und Bauforscher
- Kaspar, Herbert (* 1948), österreichischer Journalist und Publizist
- Kaspar, Hermann (1904–1986), deutscher Künstler
- Kašpar, Jan (1883–1927), tschechischer Flugzeugkonstrukteur und Pilot
- Kaspar, Johannes (1822–1885), deutscher Maler (Nazarener)
- Kaspar, Johannes (* 1976), deutscher Strafrechtswissenschaftler, Kriminologe und Hochschullehrer
- Kaspar, Josef (1902–1978), österreichischer Politiker (ÖVP), Mitglied des Bundesrates
- Kaspar, Julius (1888–1945), österreichischer Bürgermeister und Rechtsanwalt
- Kaspar, Julius (1888–1922), deutscher Maler und Grafiker
- Kašpar, Karel (1870–1941), tschechischer Geistlicher, Erzbischof von Prag und Kardinal
- Kašpar, Lukáš (* 1985), tschechischer Eishockeyspieler
- Kaspar, Mizzi (1864–1907), Geliebte des österreich-ungarischen Kronprinzen Rudolf
- Kaspar, Paul (1891–1953), österreichischer Landschafts- und Vedutenmaler
- Kaspar, Paul (* 1960), deutsch-tschechischer Pianist
- Kaspar, Peter Paul (1942–2024), österreichischer katholischer Geistlicher, Schriftsteller, Musiker
- Kaspar, Thomas, deutscher Journalist
- Kaspar, Tobias (* 1984), Schweizer Künstler
- Kaspar, Ulrich (1959–2017), deutscher Lyriker und Musiker
- Kaspar, Wilhelm (1853–1919), evangelisch-lutherischer Geistlicher, lettischer Bekenner
- Kasparaitis, Darius (* 1972), litauischer Eishockeyspieler und -trainer mit russischer und US-amerikanischer Staatsangehörigkeit
- Kasparavičius, Valdas (* 1958), sowjetlitauischer Fußballspieler
- Kaspareit, Thies (* 1964), deutscher Vielseitigkeitsreiter
- Kasparek, David (* 1981), deutscher Architekturvermittler, Journalist, Moderator und Grafiker
- Kasparek, Dorian-Peter (* 2006), österreichischer Fußballspieler
- Kasparek, Fritz (1910–1954), österreichischer Alpinist
- Kasparek, Rolf (* 1961), deutscher MusikerRolf Kasparek (* 1961)

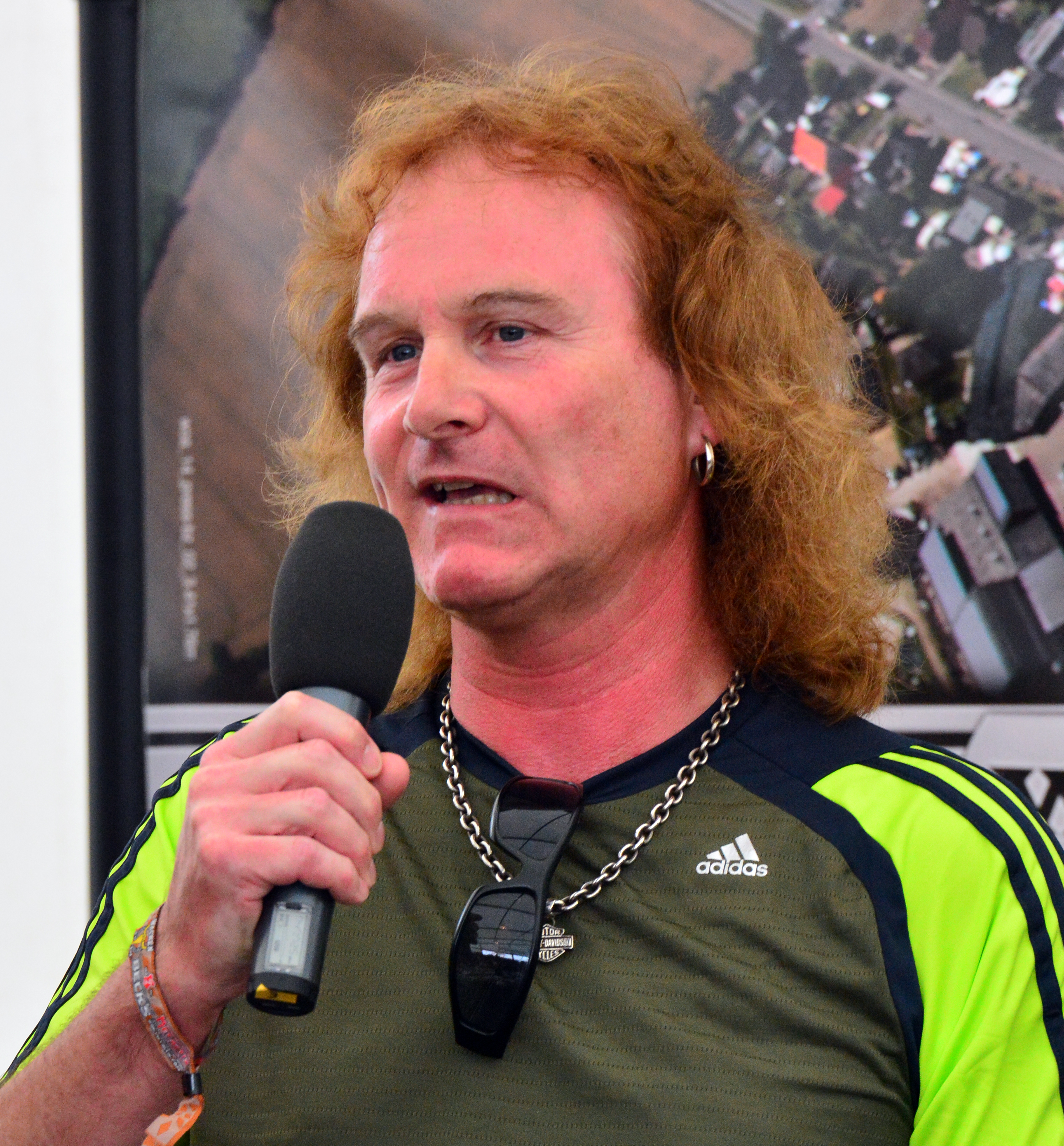
Rolf Kasparek (* 1961)

- Kašpárek, Stanislav (* 1996), tschechischer Handballspieler
- Kaspari, Carla (* 1991), deutsche Schriftstellerin und Autorin
- Kaspari, Martin (* 1940), deutscher Politiker (CDU)
- Kasparian, Ana (* 1986), armenisch-US-amerikanische Politkommentatorin und Journalistin
- Kasparian, Hovhannes Bedros XVIII. (1927–2011), ägyptischer Geistlicher, Patriarch des armenisch-katholischen Patriarchats von Kilikien
- Kasparick, Siegfried (1955–2016), deutscher evangelischer Geistlicher
- Kasparick, Ulrich (* 1957), deutscher Politiker (SPD), MdB
- Kasparides, Eduard (1858–1926), österreichischer Maler
- Kašpařík, Pavel (* 1979), tschechischer Eishockeyspieler
- Kasparjan, Juri Dmitrijewitsch (* 1963), russischer Gitarrist
- Kašpárková, Magda (* 1997), tschechische Handballspielerin
- Kašpárková, Šárka (* 1971), tschechische Dreispringerin
- Kasparov, Andrey (* 1966), armenisch-russisch-US-amerikanischer Pianist, Komponist und Hochschullehrer
- Kasparow, Garri Kimowitsch (* 1963), russischer Schachspieler, Schachweltmeister und PolitikerGarri Kimowitsch Kasparow (* 1963)

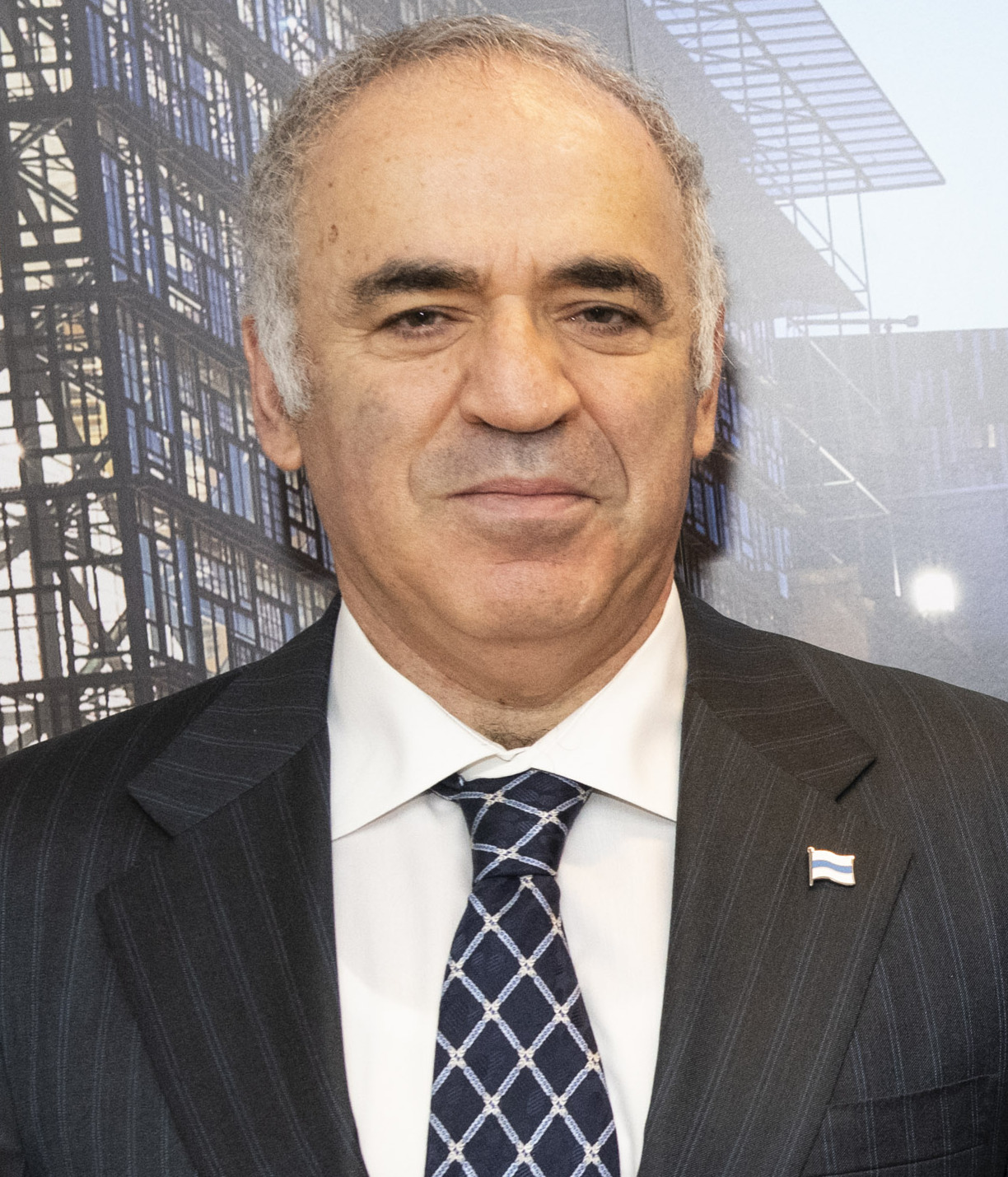
Garri Kimowitsch Kasparow (* 1963)

- Kasparow, Gennadi Georgijewitsch, russisch-US-amerikanischer Mathematiker
- Kasparow, Geworg (* 1980), armenischer Fußballtorhüter
- Kaspé, Vladimir (1910–1996), mexikanischer Architekt
- Kasper, Alexander (* 1994), kasachischer Sprinter
- Kasper, Alfons (1895–1986), deutscher Kunsthistoriker, Autor und Verleger
- Kasper, Andreas (* 1975), deutscher Jurist, Politiker (CDU)
- Kasper, Carlos (* 1994), deutscher Politiker (SPD), MdBCarlos Kasper (* 1994)

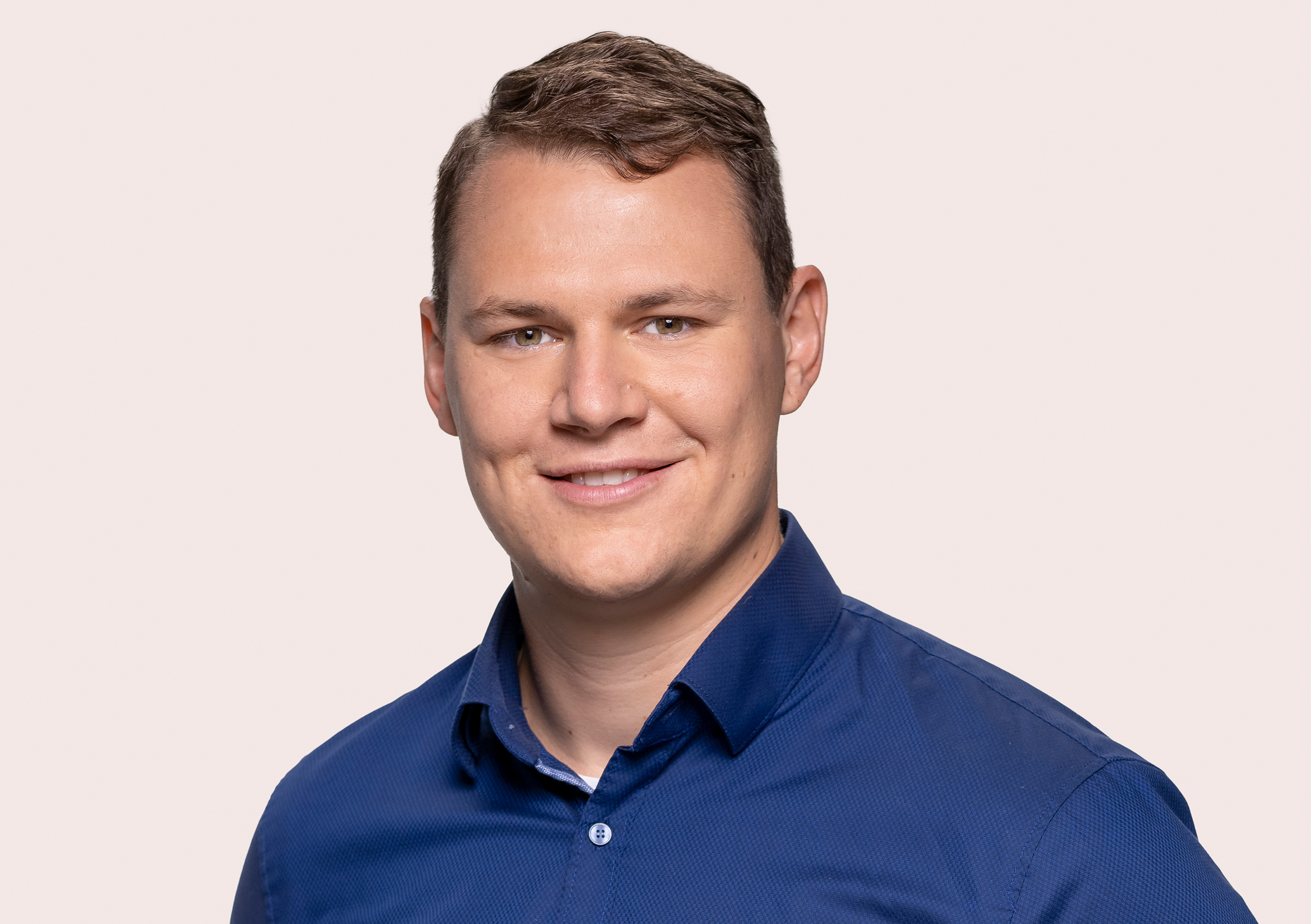
Carlos Kasper (* 1994)

- Kasper, David, US-amerikanischer Dokumentarfilmer
- Kasper, Dennis (* 1943), US-amerikanischer Mikrobiologe und Immunologe
- Kasper, Ernst (1935–2008), deutscher Architekt und Hochschullehrer
- Kasper, Franz, deutscher Musiker und Songwriter
- Kasper, Gian Franco (1944–2021), Schweizer Sportfunktionär
- Kasper, Hanns-Heinz (1925–1999), deutscher Kommunalpolitiker, Wirtschaftshistoriker und Museologe
- Kasper, Hans (1916–1990), deutscher Schriftsteller, Hörspielautor
- Kasper, Hans (1939–2023), deutscher Politiker (SPD)
- Kasper, Hanspeter (1945–1974), Schweizer Skilangläufer
- Kasper, Hartmut (* 1959), deutscher Science-Fiction-Autor
- Kasper, Ingrid (* 1974), deutsche Chordirigentin, Organistin und Kantorin
- Kasper, Judith (* 1970), deutsche Literaturwissenschaftlerin und Hochschullehrerin
- Käsper, Kalle (* 1952), estnischer Schriftsteller
- Kasper, Karlheinz (* 1933), deutscher Slawist
- Kasper, Kirsten (* 1991), US-amerikanische Triathletin
- Kasper, Kurt (1938–2006), deutscher Ordensoberer der Redemptoristen
- Kasper, Ludwig (1893–1945), österreichischer Bildhauer
- Kasper, Lutz (* 1964), deutscher Physiker und Hochschullehrer
- Kasper, Macky (1922–1968), deutscher Jazztrompeter und Orchesterleiter
- Kasper, Marco (* 2004), österreichischer Eishockeyspieler
- Kasper, Maria Katharina (1820–1898), Gründerin der Ordensgemeinschaft der Armen Dienstmägde Jesu Christi, HeiligeMaria Katharina Kasper (1820–1898)

Maria Katharina Kasper (1820–1898)

- Kasper, Max (1934–2008), Schweizer Architekt
- Kasper, Michael (* 1980), österreichischer Historiker, Archivar und Museumsleiter
- Kasper, Nadine (* 1980), österreichische Politikerin (GRÜNE)
- Kasper, Nolan (* 1989), US-amerikanischer alpiner Skiläufer
- Kasper, Oliver (* 1967), deutscher Eishockeyspieler
- Kasper, Otto (* 1954), deutscher Fotograf und Autor
- Kasper, Peter (1907–1939), deutscher Widerstandskämpfer
- Kasper, Peter (* 1974), österreichischer Eishockeyspieler und -trainer
- Kasper, Reimund (* 1947), deutscher Künstler
- Kasper, Reimund (* 1957), deutscher Politiker (SPD), MdBB
- Kasper, Richard (1932–2019), deutscher Politiker (SPD), MdL
- Kasper, Romy (* 1988), deutsche RadrennfahrerinRomy Kasper (* 1988)

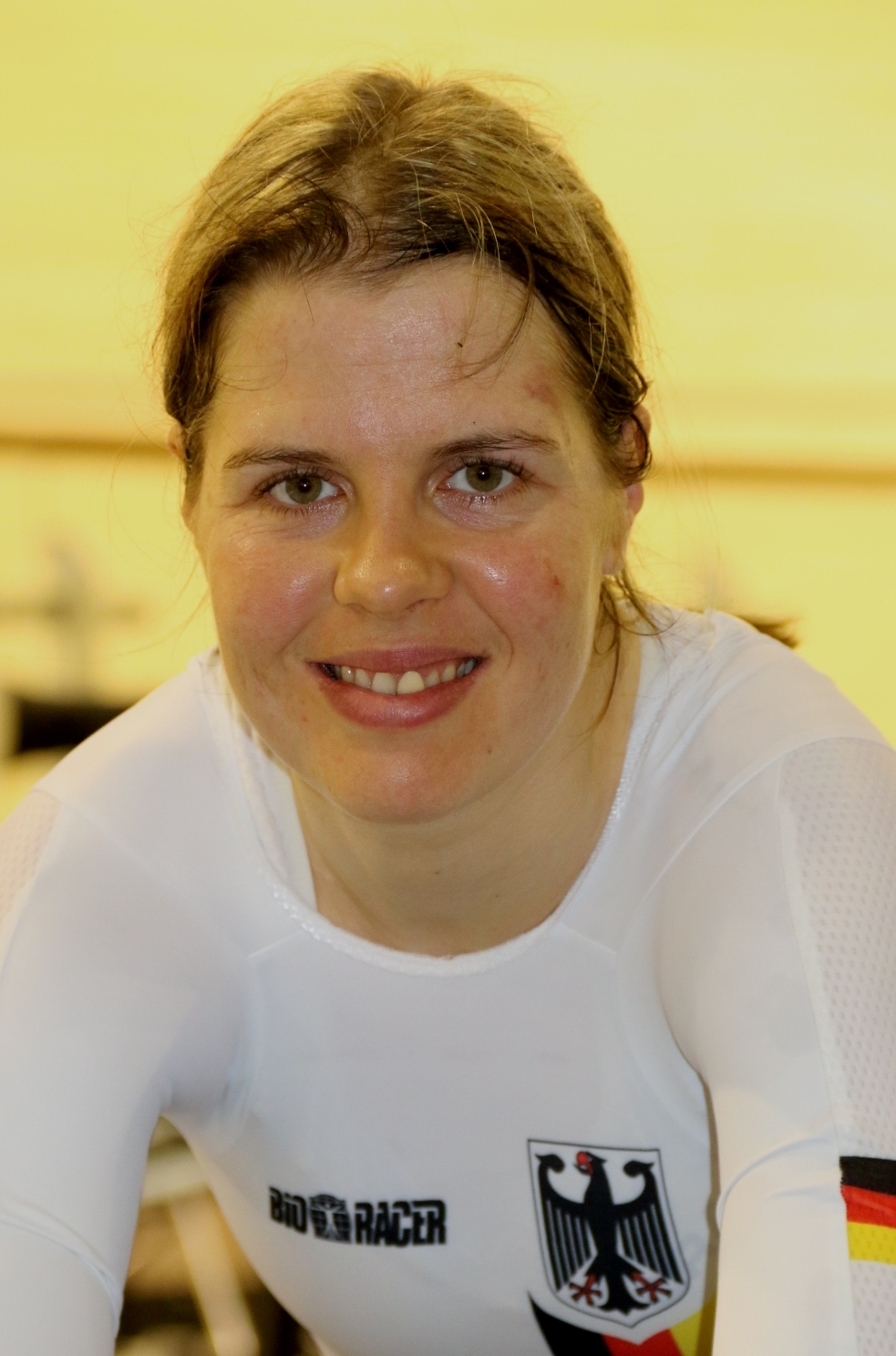
Romy Kasper (* 1988)

- Kasper, Rudolf (1896–1947), nationalsozialistischer Gewerkschaftsführer
- Kasper, Siegfried (* 1940), deutscher Richter
- Kasper, Siegfried (* 1950), österreichischer Psychiater und Hochschullehrer
- Kasper, Simon (* 1981), deutscher Germanist
- Kasper, Stefan (* 1988), deutscher Snookerspieler
- Kasper, Steve (* 1961), kanadischer Eishockeyspieler, -trainer und -scout
- Kasper, Thomas (* 1963), deutscher Filmemacher
- Kasper, Tim (* 1992), deutscher Basketballspieler
- Kasper, Vanessa (* 1996), Schweizer Skirennläuferin
- Kasper, Walter (* 1933), deutscher Geistlicher, Bischof und emeritierter KurienkardinalWalter Kasper (* 1933)

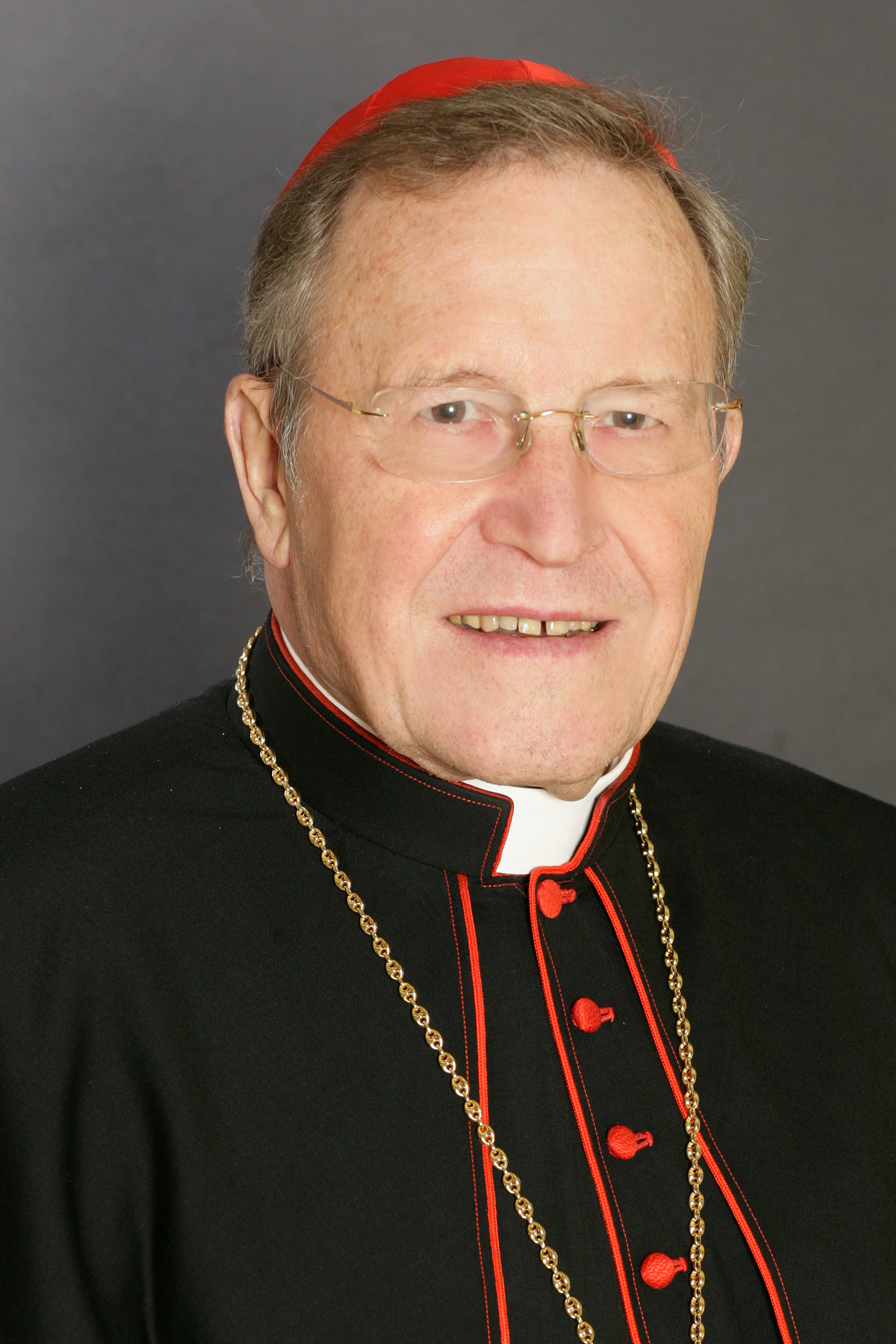
Walter Kasper (* 1933)

- Kasper, Wilhelm (1892–1985), deutscher Politiker (KPD)
- Kasper-Claridge, Manuela (* 1959), deutsche Journalistin
- Kaspera, Ulf, deutscher Jurist und Behördenleiter
- Kasperczak, Henryk (* 1946), polnischer Fußballspieler und -trainer
- Kasperczyk, Jędrzej (* 1968), deutsch-polnischer Eishockeyspieler
- Kasperczyk, Susanne (* 1985), deutsche Fußballspielerin
- Kaspereit, Gabriel (1919–2006), französischer Politiker, Mitglied der Nationalversammlung sowie Europäischen Parlaments und Staatssekretär
- Kaspereit, Sabine (* 1945), deutsche Politikerin (SPD), MdB
- Kasperek, Bernhard (* 1952), deutscher Politiker (SPD), MdL
- Kasperek, Dariusz (* 1966), polnischer Fußballspieler
- Kasperek, Leigh (* 1992), neuseeländische Cricketspielerin
- Kasperowytsch, Mykola (1885–1938), ukrainischer Maler und Restaurator
- Kaspers, Getty (* 1948), niederländische Sängerin
- Kaspers, Hendrik Ebo (1869–1953), niederländischer Anarchist
- Kaspers, Wilhelm (1890–1961), deutscher Ortsnamenforscher
- Kaspersen, Jan (* 1948), dänischer Jazz-Pianist
- Kaspersen, Søren (* 1896), grönländischer Katechet und Landesrat
- Kasperskaja, Natalja Iwanowna (* 1966), russische Unternehmerin im Bereich der Informationstechnologie
- Kasperski, Edmond (1923–2005), deutscher Fußballspieler
- Kasperski, Gabriela (* 1962), Schweizer Autorin
- Kasperski, Gerd (1949–2008), deutscher Fußballspieler
- Kasperski, Günther (* 1936), deutscher Fußballspieler
- Kasperski, Jewgeni Walentinowitsch (* 1965), russischer Computerviren-ExperteJewgeni Walentinowitsch Kasperski (* 1965)

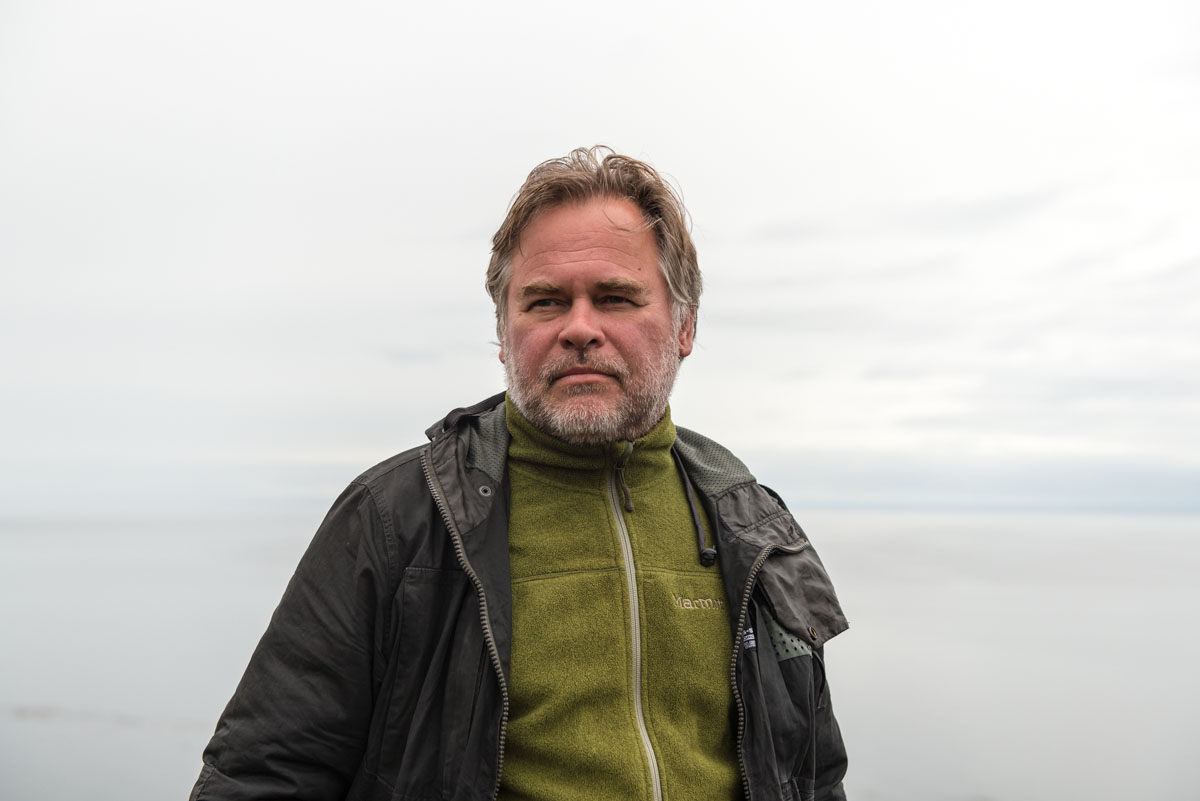
Jewgeni Walentinowitsch Kasperski (* 1965)

- Kasperski, Kristin (* 1986), deutsche Volleyballspielerin
- Kasperski, Stefanie (* 1967), deutsche Basketballspielerin
- Kasperski, Stephanie (* 1987), deutsche Rettungsschwimmerin
- Kaspi, Roni (* 2000), israelische Jazz-Schlagzeugerin
- Kaspi, Victoria (* 1967), US-amerikanisch-kanadische Astrophysikerin
- Kaspitz, Roland (* 1981), österreichischer Eishockeyspieler
- Kaspjarowitsch, Jana (* 1973), belarussische Schauspielerin
- Kasprik, Alexander (* 1985), deutscher Schauspieler
- Kasprik, Anne (* 1963), deutsche Schauspielerin
- Kasprisin, Jaroslav (* 1990), österreichischer Fußballspieler tschechischer Herkunft
- Kasprowicz, Jan (1860–1926), polnischer Schriftsteller, Dichter und Übersetzer
- Kasprowicz, Kamil (* 1984), deutscher Schwimmer
- Kasprzak, Waldemar (* 1964), polnischer Volleyballspieler
- Kasprzik, Grzegorz (* 1983), polnischer Fußballtorhüter
- Kasprzik, Hans-Joachim (1928–1997), deutscher DEFA-Regisseur
- Kasprzycka, Justyna (* 1987), polnische Leichtathletin
- Kasprzycki, Mieczysław (1910–2001), polnischer Eishockeyspieler und -trainer
- Kasprzycki, Tadeusz (1891–1978), polnischer Heeresoffizier und Minister für Militärangelegenheiten (1935 bis 1939)
- Kasprzycki, Wincenty (1802–1849), polnischer Maler und Lithograf
- Kasprzyk, Ewa (* 1957), polnische Sprinterin
- Kasprzyk, Marian (* 1939), polnischer Boxer
- Kasprzyk, Mikołaj (* 1953), polnischer Maler
- Kasprzyk, Stanisław (1942–2022), polnischer Hockeyspieler
- Kaspszyk, Jacek (* 1952), polnischer Dirigent
- Kasputė, Vesta (* 1984), litauische Schachspielerin und Juristin
- Kasputis, Artūras (* 1967), sowjetischer und litauischer Radrennfahrer

### Kasr
- Kasraian, Nasrollah (* 1944), iranischer Fotograf
- Kasraie, Siavash (1927–1996), iranischer Dichter
- Kasraoui, Hamdi (* 1983), tunesischer Fußballtorhüter
- Kasravi, Ahmad (1890–1946), iranischer Linguist
- Kasrils, Ronnie (* 1938), südafrikanischer Politiker

### Kass
- Kass, Antonius (* 1963), deutscher Volleyballspieler
- Kass, Carmen (* 1978), estnisches TopmodelCarmen Kass (* 1978)

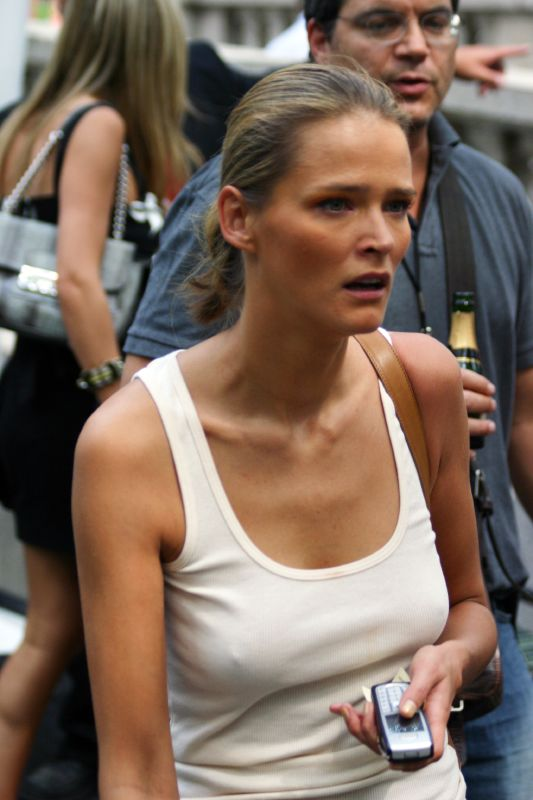
Carmen Kass (* 1978)

- Kass, Danny (* 1982), US-amerikanischer Snowboarder
- Käß, Georg (1823–1903), deutscher Unternehmer, Gutsbesitzer und Mäzen
- Kass, Henri (1919–1982), luxemburgischer Radrennfahrer
- Käß, Jochen (* 1981), deutscher Mountainbiker
- Kass, Johann Heinrich, deutscher Maler
- Käß, Joseph von (1867–1941), deutscher Verwaltungsjurist und Präsident der Reichsbahndirektionen Regensburg und München
- Kass, Kristiina (* 1970), estnische Schriftstellerin und Übersetzerin
- Kass, Leon (* 1939), US-amerikanischer Philosoph
- Kass, Leonhard (1911–1985), estnischer Fußballnationalspieler
- Kass, Ronald S. (1935–1986), US-amerikanischer Musik-, Film- und Fernsehproduzent
- Käß, Werner (1924–2022), deutscher Geologe
- Kassa, Lucy, äthiopische Journalistin
- Kassab, Djibrail (* 1938), irakischer Geistlicher, emeritierter Erzbischof der Eparchie Sankt Thomas der Apostel in Sydney
- Kassab, Joseph, syrischer Pastor und Generalsekretär der Nationalen Evangelischen Synode von Syrien und Libanon
- Kassab, Najla (* 1964), libanesische Pastorin und Präsidentin der Weltgemeinschaft Reformierter Kirchen
- Kassab, Théophile Georges (1945–2013), syrischer Geistlicher und syrisch-katholischer Erzbischof von Homs
- Kassab-Bachi, Marwan (1934–2016), deutscher Maler syrischer Herkunft
- Kassabian, Pjusant (* 1941), bulgarischer Badmintonspieler
- Kassabova, Kapka (* 1973), neuseeländische Schriftstellerin, Poetin und Reisejournalistin
- Kassabow, Georgi (* 1978), bulgarischer Biathlet
- Kassabuzki, Juryj (* 1970), weißrussischer Geistlicher, Weihbischof in Minsk-Mahiljou
- Kassaei, Amir (* 1968), österreichischer Unternehmer, Investor und ehemaliger KreativchefAmir Kassaei (* 1968)

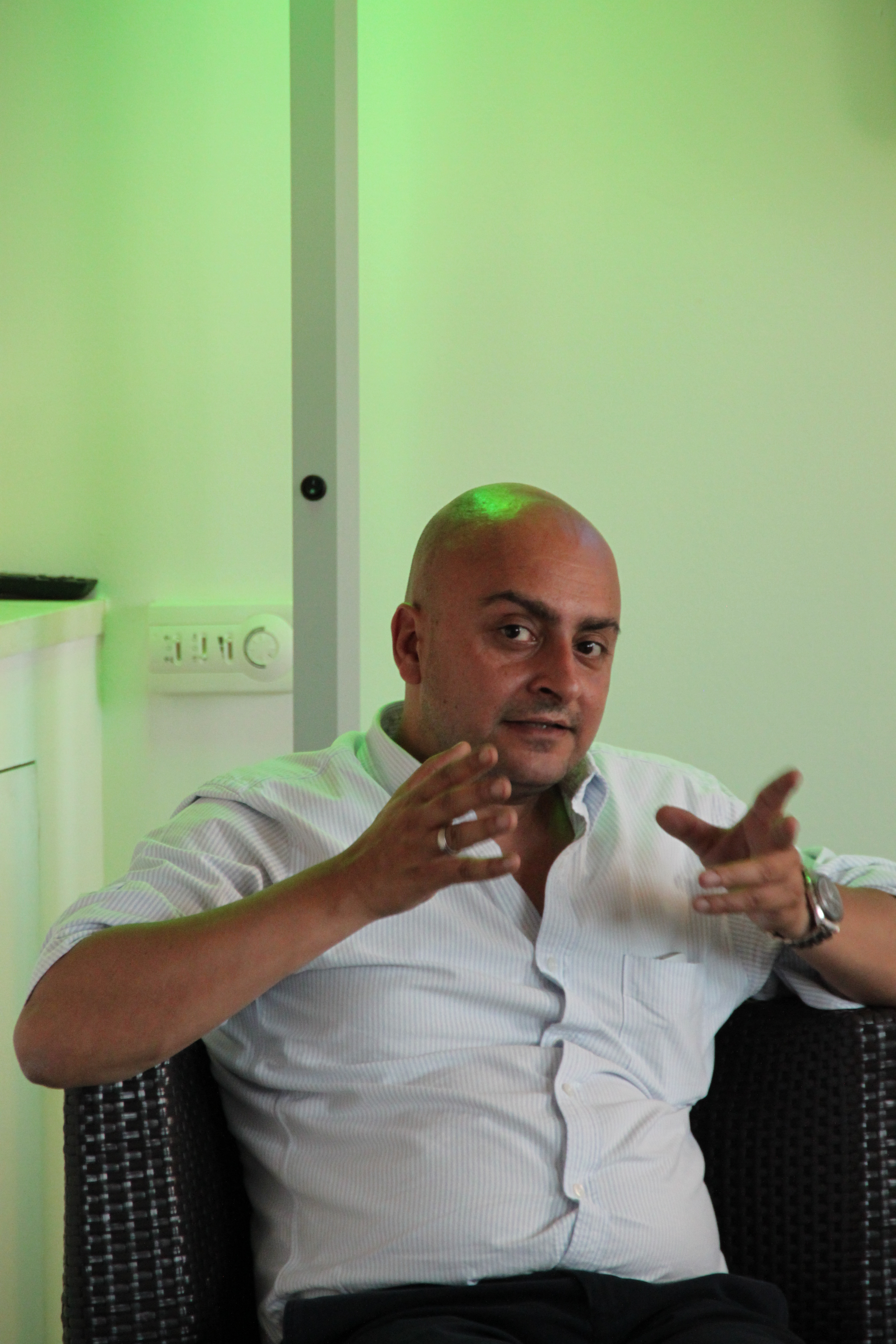
Amir Kassaei (* 1968)

- Kassagi, Henri (1932–1997), tunesisch-französischer Illusionskünstler (Magier), Buchautor, Schauspieler und Maler
- Kassai, Fernander (* 1987), zentralafrikanischer Fußballspieler
- Kassai, Viktor (* 1975), ungarischer Fußballschiedsrichter
- Kaššaia, babylonische Prinzessin
- Kassaj, Oleksandr (* 1997), ukrainischer Handballspieler
- Kassajew, Alan Taimurasowitsch (* 1986), russischer Fußballspieler
- Kassajewa, Sarema Abukarowna (* 1987), russische Gewichtheberin
- Kassák, Lajos (1887–1967), ungarischer Maler und Schriftsteller
- Kassala, Flavian (* 1967), tansanischer Geistlicher, römisch-katholischer Bischof von Geita
- Kassamba, Abou Karamba († 2001), gambischer Politiker
- Kassanavoid, Janee' (* 1995), US-amerikanische Hammerwerferin
- Kassandane († 537 v. Chr.), Tochter des Pharnaspes., Gattin des Kyros II.
- Kassander († 297 v. Chr.), König von Makedonien (302 v. Chr. – 297 v. Chr.)
- Kassandra-Maler, griechischer Vasenmaler
- Kassap, Danny Tshindind (1982–2011), kanadischer Leichtathlet
- Kassap, Sylvain (* 1956), französischer Musiker
- Kassapis, Andreas Ragnar (* 1981), griechischer Maler
- Kassar, Adnan (1930–2025), libanesischer Bankier, Unternehmer und Politiker
- Kassar, Ahmed al- (* 1991), saudi-arabischer Fußballtorhüter
- Kassar, Mario (* 1951), libanesischer Filmproduzent
- Kassar, Ray (1928–2017), US-amerikanischer Manager
- Kassarji, Michel (* 1956), libanesischer Geistlicher, chaldäisch-katholischer Bischof von Beirut
- Kassat, Georg (1934–2016), deutscher Sportwissenschaftler
- Kassatkin, Iwan Michailowitsch (1880–1938), russisch-sowjetischer Schriftsteller
- Kassatkin, Konstantin (* 1976), kasachisch-russischer Eishockeyspieler und -trainer
- Kassatkin, Nikolai Alexejewitsch (1859–1930), russisch-sowjetischer Maler
- Kassatkin, Pawel Jefimowitsch (1915–1987), russischer Poet
- Kassatkin, Wiktor Iwanowitsch (1831–1867), russischer Revolutionär und Schriftsteller
- Kassatkina, Darja Sergejewna (* 1997), russisch-australische TennisspielerinDarja Sergejewna Kassatkina (* 1997)

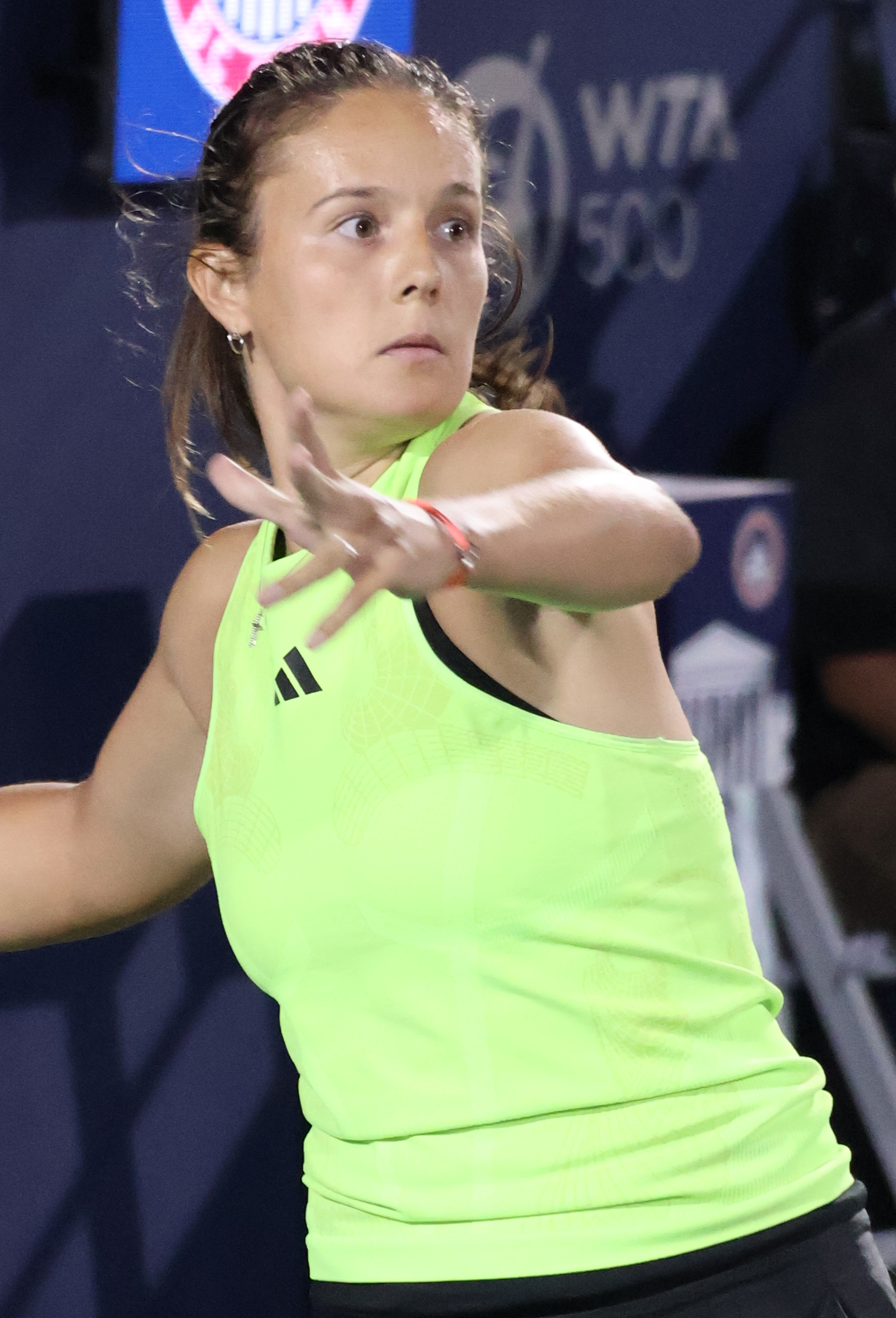
Darja Sergejewna Kassatkina (* 1997)

- Kassatonow, Alexei Wiktorowitsch (* 1959), russischer Eishockeyspieler
- Kassatonow, Igor Wladimirowitsch (* 1939), russischer Admiral und Kommandeur der Schwarzmeerflotte
- Kassatonow, Wladimir Afanassjewitsch (1910–1989), sowjetischer Flottenadmiral
- Kassatonow, Wladimir Lwowitsch (* 1962), russischer Marineoffizier und Admiral
- Kassautzki, Anna (* 1993), deutsche Politikerin (SPD), MdB
- Kassbaum, Franz Erich (1885–1930), deutscher Architekt und preußischer Baubeamter
- Kassbaum, Gustav (1878–1929), deutscher Architekt und preußischer Baubeamter
- Kässbohrer, Karl (1901–1973), deutscher Unternehmer und Fahrzeugbauer
- Kässbohrer, Karl Heinrich (1864–1922), deutscher Unternehmer und Fahrzeugbauer
- Kässbohrer, Otto (1904–1989), deutscher Unternehmer und Fahrzeugkonstrukteur
- Käßbohrer, Philipp (* 1983), deutscher Film- und Musikvideo-RegisseurPhilipp Käßbohrer (* 1983)

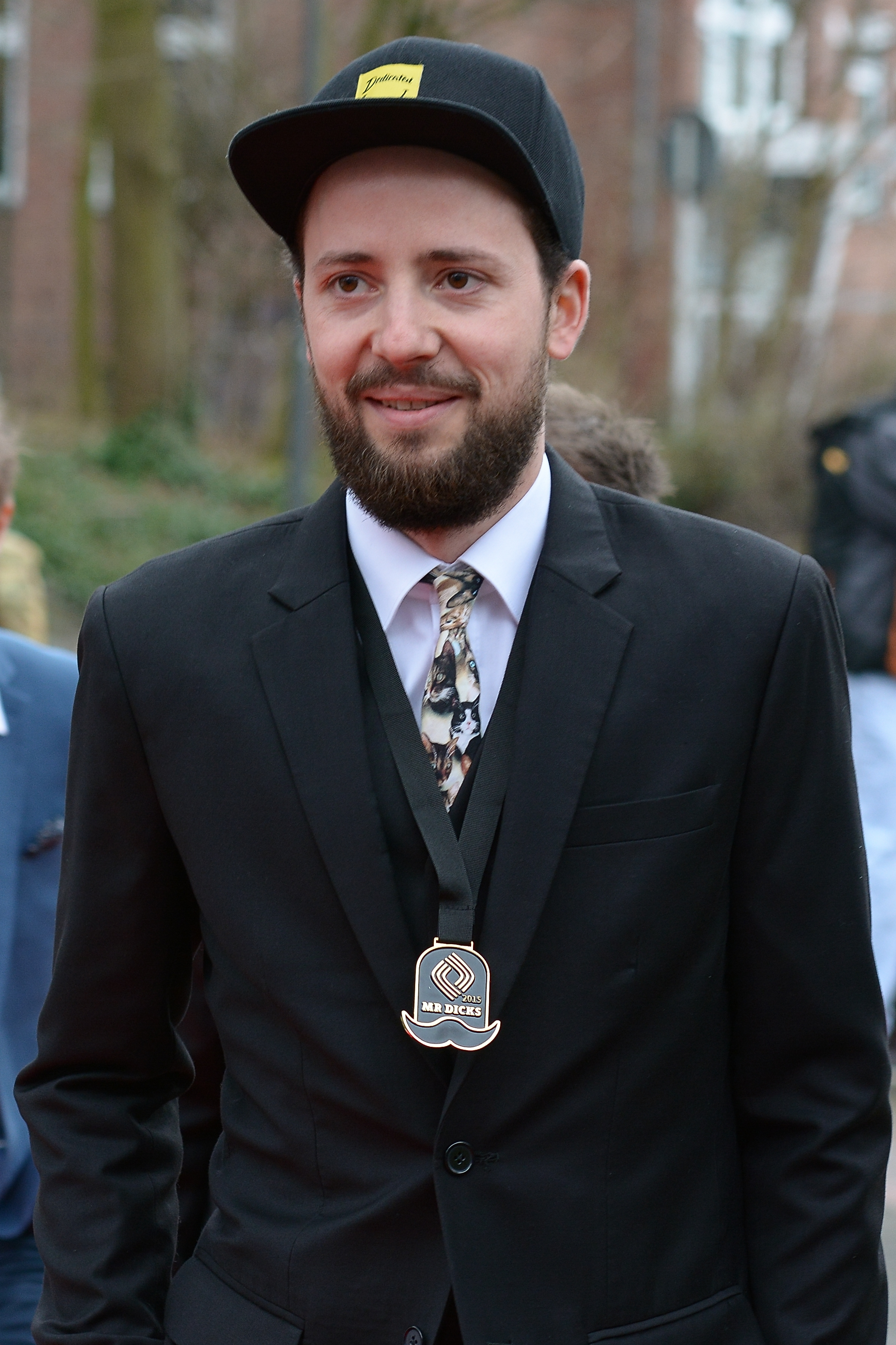
Philipp Käßbohrer (* 1983)

- Kassebaum, Hermann (1871–1954), deutscher Oberstudienrat und Schriftsteller
- Kassebaum, Kendra (* 1973), US-amerikanische Musicaldarstellerin und Schauspielerin
- Kasseböhmer, Axel (1952–2017), deutscher Künstler (Malerei und Zeichnungen)
- Kassecker, Paul (1903–1992), österreichischer Bildhauer, Maler und Grafiker
- Kasseckert, Heiko (* 1970), deutscher Politiker (CDU), MdL
- Kassegger, Axel (* 1966), österreichischer Unternehmer und Politiker (FPÖ), Abgeordneter zum Nationalrat
- Kassel, Alfons (1902–1975), deutscher Bankier
- Kassel, Art (1896–1965), amerikanischer Jazz-Saxophonist und Bandleader
- Kassel, Christian (* 1951), französischer Mathematiker
- Kassel, Dieter (* 1968), deutscher Radiomoderator
- Kassel, Fanny (* 1983), französische Mathematikerin
- Kassel, Hermann J. (* 1960), deutscher Bildhauer und Objektkünstler
- Kassel, Ilse (1902–1943), deutsche Ärztin und Widerstandskämpferin gegen das NS-Regime
- Kassel, Jeff, amerikanisch-kanadischer Schauspieler
- Kassel, Louis (1905–1973), US-amerikanischer Chemiker
- Kassel, Maria (1931–2022), deutsche katholische Theologin
- Kassel, Philipp (1876–1959), Turner
- Kassel, Rudolf (1926–2020), deutscher Klassischer Philologe
- Kassela, Frank (* 1968), US-amerikanischer Pokerspieler und Unternehmer
- Kasselakis, Stefanos (* 1988), griechischer Geschäftsmann und Politiker
- Kasselmann, Christel, deutsche Botanikerin und Aquaristin
- Kassem, Abdel Meguid (* 1967), ägyptischer Mediziner
- Kassemeyer, Hanns-Heinz (1949–2024), deutscher Pflanzenphysiologe und Phytomediziner
- Käßemodel, Tommy (* 1988), deutscher Fußballspieler
- Kassen, Alexandra (1923–2017), deutsche Theaterleiterin
- Kassen, Fred (1903–1972), deutscher Theatergründer und -leiter
- Kassen, Frieda (1895–1970), deutsche Politikerin (SPD), MdBB
- Kassen, Julia (* 2002), deutsche Fußballtorhüterin
- Kassenaar, Anton Albertus Herman (1922–2013), niederländischer Biochemiker
- Kassenbrock, Georg (1899–1950), deutscher Finanzbeamter und Politiker (Zentrum), MdL
- Kässens, Wend (* 1947), deutscher Redakteur, Publizist und Moderator
- Kasser, Anton (* 1963), österreichischer Politiker (ÖVP), Landtagsabgeordneter
- Kasser, Elsbeth (1910–1992), Schweizer Krankenschwester
- Kasser, Hans (1907–1978), Schweizer Fotograf und Redaktor
- Kasser, Helen (1913–2000), Schweizer Künstlerin
- Kasser, Rodolphe (1927–2013), Schweizer Koptologe
- Kassern, Tadeusz (1904–1957), polnischer Komponist
- Kasseroler, Florian (* 1960), österreichischer Politiker (FPÖ), Landtagsabgeordneter
- Kassey, Moussa Seybou (1959–2020), nigrischer Politiker
- Kassi, Luc (* 1994), ivorischer Fußballspieler
- Kassi, Sarah (* 2003), französisch-marokkanische Fußballspielerin
- Kassia, byzantinische Äbtissin, Komponistin und Hymnendichterin, Heilige
- Kassian, Heiliger und MärtyrerKassian

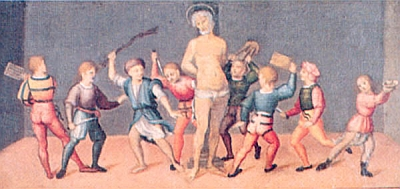
Kassian

- Kassian, Matt (* 1986), kanadischer Eishockeyspieler
- Kassian, Zack (* 1991), kanadischer Eishockeyspieler
- Kassianides, Simon (* 1979), britischer Schauspieler
- Kassianos, byzantinischer Dux von Paphlagonien, Rebell gegen Kaiser Johannes II.
- Kassid, Mohammed (* 1986), irakischer Fußballtorhüter
- Kassidy, Jill (* 1996), US-amerikanische Pornodarstellerin
- Kassie, Emily (* 1992), kanadische Investigativjournalistin und Filmemacherin
- Kassiepe, Max (1867–1948), deutscher katholischer Geistlicher und Volksmissionar
- Kassier, Andy (* 1989), deutscher Konzeptkünstler und Fotograf
- Kassig, Peter (1988–2014), US-amerikanischer Entwicklungshelfer
- Kassignatos († 171 v. Chr.), Fürst der Galater
- Kassil, Lew Abramowitsch (1905–1970), russischer Schriftsteller, Kinderbuchautor und Biograf
- Kassim, Denika (* 1997), komorische Leichtathletin
- Kassim, Naim (* 1953), libanesischer Politiker, stellvertretender Generalsekretär der Organisation HisbollahNaim Kassim (* 1953)

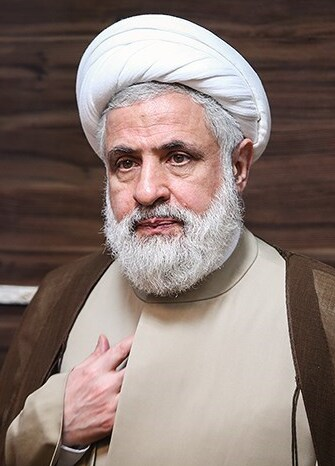
Naim Kassim (* 1953)

- Kassim, Rachid (1987–2017), französischer Dschihadist
- Kassim, Siti (* 1961), komorische Politikerin
- Kassimowa, Inna Grigorjewna (* 1976), russische Biathletin
- Kassin, Alexandre (* 1974), brasilianischer Musikproduzent, Sänger, Komponist und Multi-Instrumentalist
- Kassin, Elmo (* 1969), sowjetisch-estnischer Skilangläufer
- Kassin, Josef (1796–1871), österreichischer Politiker. Kärntner Landtagsabgeordneter und Bürgermeister von Villach
- Kassin, Josef Valentin (1856–1931), österreichischer Bildhauer
- Kassin, Katja (* 1979), deutsche Erotik- und PornodarstellerinKatja Kassin (* 1979)

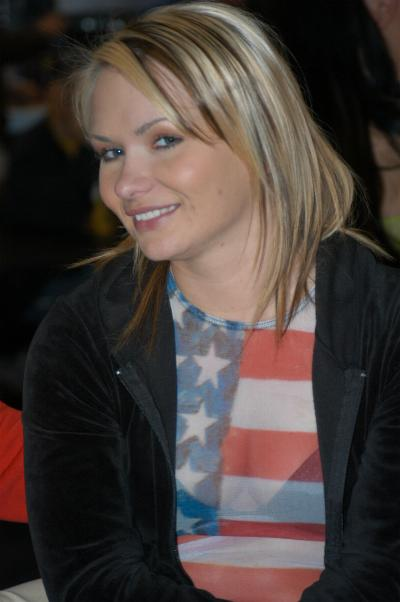
Katja Kassin (* 1979)

- Kassing, Rainer (1938–2022), deutscher Physiker
- Kassir, Samir (1960–2005), libanesischer Journalist
- Kassis, Randa (* 1970), französisch-syrische Politikerin
- Kassis-Mohamed, Saad (* 2001), kuwaitischer Unternehmer, Investor und Philanthrop
- Kassjankou, Aljaksandr (* 1956), sowjetischer Wasserspringer
- Kassjanow, Alexander Wladimirowitsch (* 1983), russischer Bobsportler und Rennrodler
- Kassjanow, Michail Michailowitsch (* 1957), russischer Politiker, Finanzminister, Ministerpräsident
- Kassl, Marko (* 1976), österreichischer klassischer Akkordeonist
- Kasslatter Mur, Sabina (* 1963), italienische Politikerin (SVP) (Südtirol)
- Kasslatter, Armin (* 1984), italienischer Biathlet
- Kasslatter, Renate (* 1980), italienische Naturbahnrodlerin
- Kaßler, Georg (1887–1962), deutscher Politiker (KPD), MdR
- Kassler, Willi (1915–1941), deutscher Tischtennisspieler
- Kasslin, Onni (1927–2003), finnischer Radrennfahrer
- Kasslin, Veikko (1919–2021), finnischer Radrennfahrer
- Kaßmann, Dietrich (* 1940), deutscher Kommunalpolitiker (SPD)
- Kaßmann, Fritz (1908–1991), deutscher Jurist und Politiker (SPD), MdL
- Käßmann, Margot (* 1958), deutsche Bischöfin der Evangelisch-Lutherischen Landeskirche HannoversMargot Käßmann (* 1958)

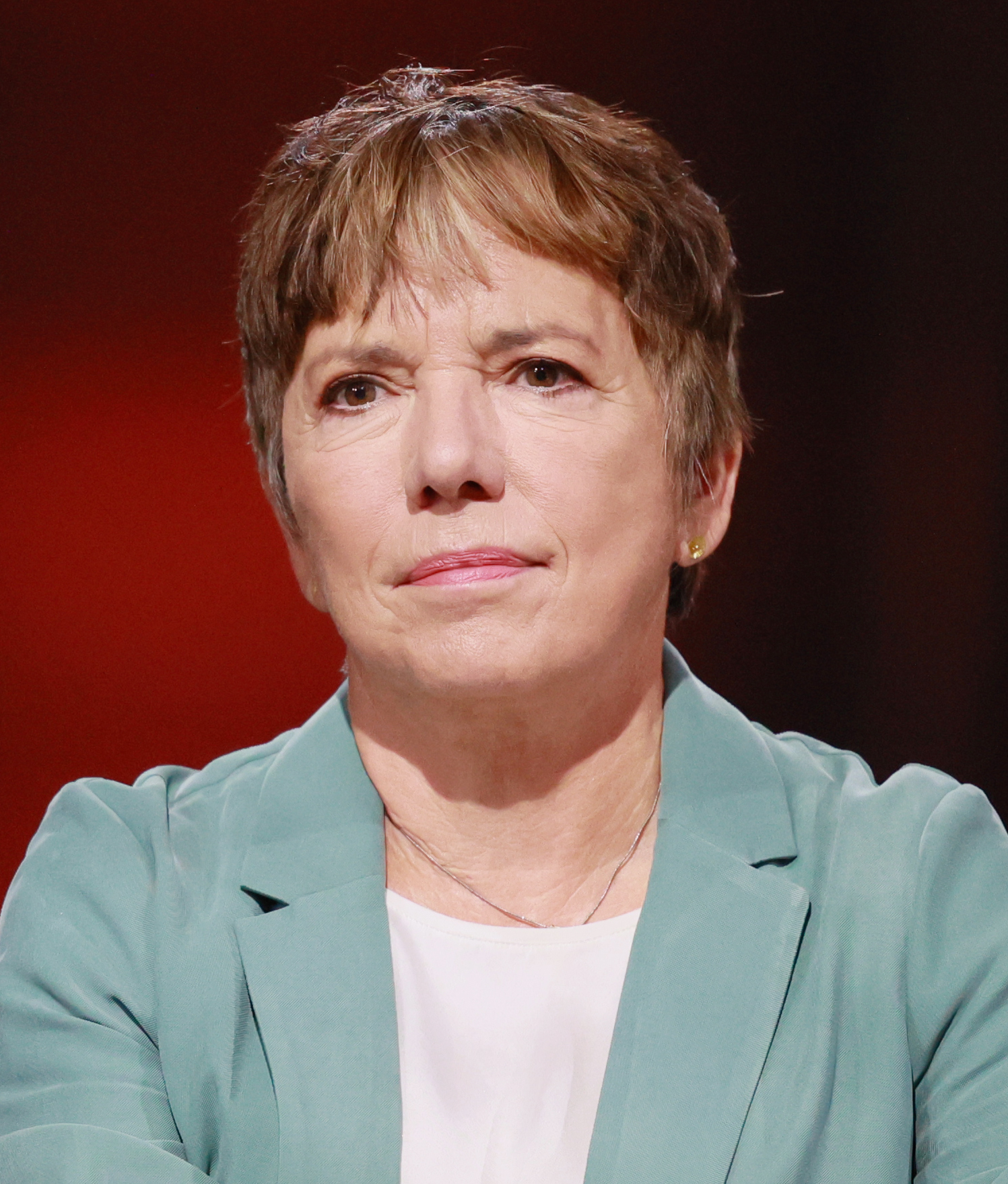
Margot Käßmann (* 1958)

- Kässmayer, Karl (1861–1897), österreichischer Maler
- Kässmayer, Moritz (1831–1884), österreichischer Violinist, Dirigent und Komponist
- Kassner, Alois (1887–1970), deutscher Zauberkünstler
- Kassner, Carl (1864–1950), deutscher Meteorologe
- Kaßner, Elias (* 1999), deutscher Schauspieler
- Kaßner, Georg (1858–1929), preußischer Chemiker, Pharmazeut und Geheimer Regierungsrat
- Kassner, Helmut (* 1960), deutscher Musiklehrer, Trompeter, Orchesterleiter und Komponist
- Kassner, Horst (1937–2019), deutscher Motorradrennfahrer
- Kassner, Jens (* 1961), deutscher Publizist, Autor und Blogger
- Kassner, Kerstin (* 1958), deutsche Politikerin (Die Linke), MdV, Landrätin des Landkreises Rügen, MdL, MdB
- Kassner, Rudolf (1873–1959), Schriftsteller, Essayist, Übersetzer, Kulturphilosoph
- Kaßner, Walter (1894–1970), deutscher Politiker (SED), Bürgermeister in Magdeburg
- Kassoff, Russ (* 1953), US-amerikanischer Jazzmusiker (Piano)
- Kassoma, Albertina (* 1996), angolanische Handballspielerin
- Kassoma, António Paulo (* 1951), angolanischer Politiker und Premierminister
- Kasson, John A. (1822–1910), US-amerikanischer Politiker
- Kassou, Maria (* 2003), griechische Leichtathletin
- Kassouf, William (* 1981), britischer Pokerspieler
- Kassovitz, Mathieu (* 1967), französischer Schauspieler, Filmregisseur und DrehbuchautorMathieu Kassovitz (* 1967)

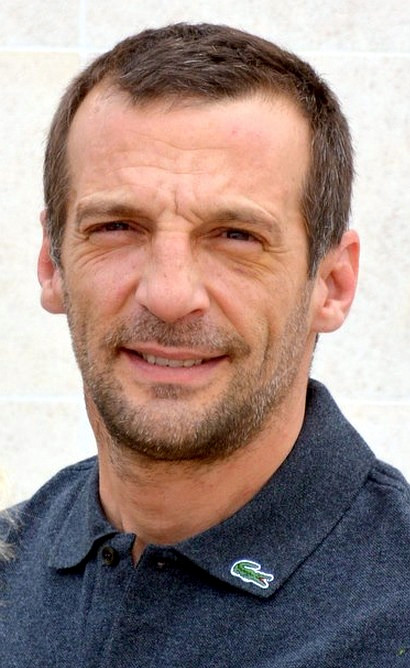
Mathieu Kassovitz (* 1967)

- Kassovitz, Peter (* 1938), französischer Filmregisseur, Drehbuchautor und Filmschauspieler
- Kassow, Achim (* 1966), deutscher Versicherungs- und Bankmanager
- Kassow, Samuel (* 1946), US-amerikanischer Historiker
- Kassow-Lange, Luise (1878–1968), deutsche Malerin
- Kassowa, Jana (* 1981), bulgarische Hürdenläuferin
- Kassowitz, Emilie (1854–1938), österreichische Publizistin und Vereinsfunktionärin
- Kassowitz, Max (1842–1913), österreichischer Kinderarzt
- Kassühlke, Rudolf (1930–2001), deutscher Baptistenpastor, Kirchenlieddichter und Bibelübersetzer
- Kassun, Volker (* 1953), deutscher Radsportler und nationaler Meister im Radsport
- Kassung, Christian (* 1968), deutscher Kultur- und Medienwissenschaftler
- Kassung, Heinz (1935–2013), deutscher Maler
- Kassung, Tobias (* 1977), klassischer Gitarrist und Komponist
- Kassutin, Iwan Dmitrijewitsch (* 1986), russischer Eishockeytorwart
- Kassymalijew, Adylbek (* 1960), kirgisischer PolitikerAdylbek Kassymalijew (* 1960)

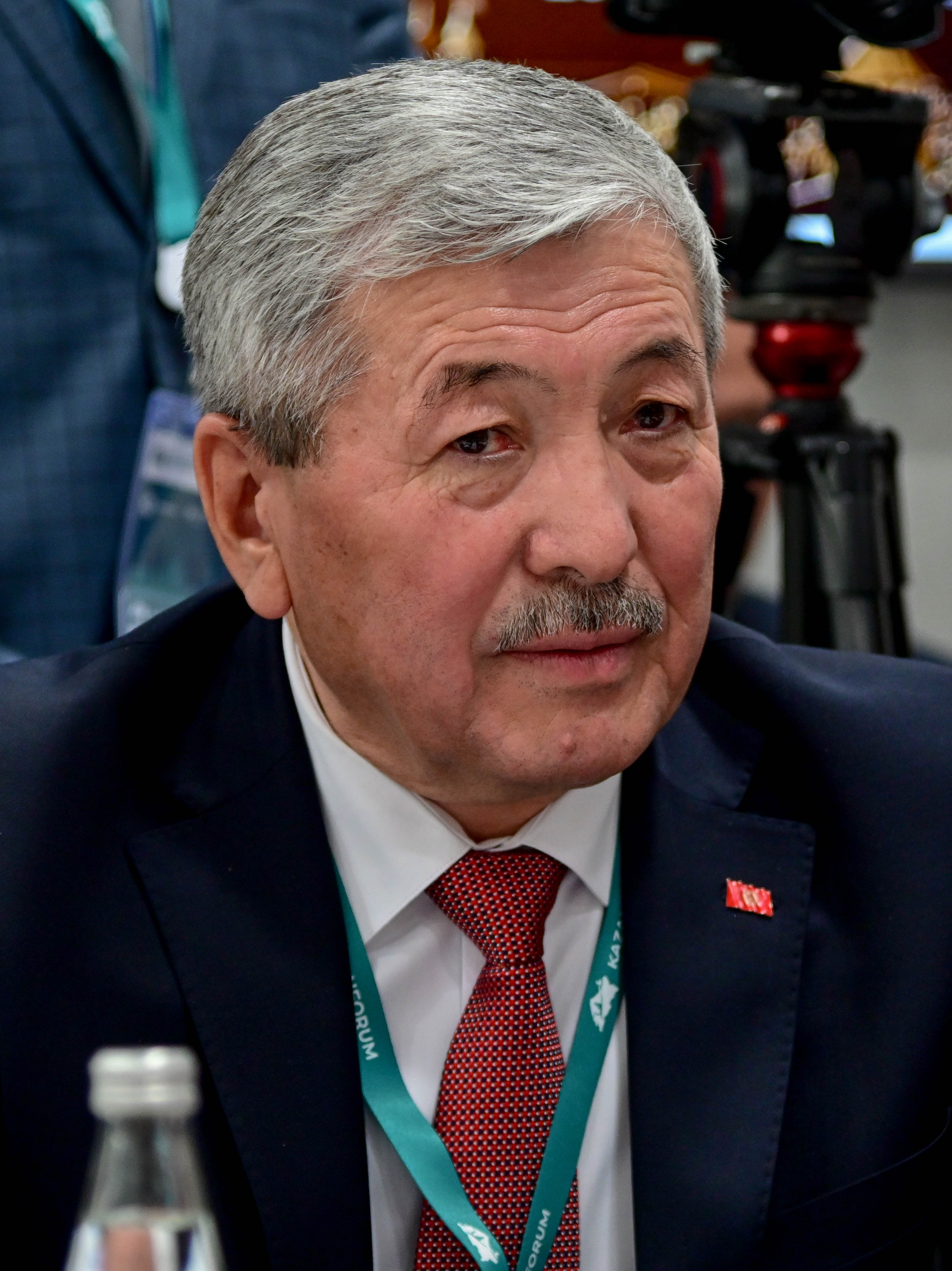
Adylbek Kassymalijew (* 1960)

- Kassymalijewa, Aida (* 1984), kirgisische Journalistin und Politikerin
- Kassymbek, Tölögön (1931–2011), kirgisischer Schriftsteller
- Kassymbekova, Botakoz, kasachische Osteuropahistorikerin

### Kast
- Kast Schindele, Michael (1924–2014), deutscher Offizier und Geschäftsmann
- Kast, Alfred (1856–1903), deutscher Mediziner und Hochschullehrer (Innere Medizin)
- Kast, Bas (* 1973), deutsch-niederländischer WissenschaftsautorBas Kast (* 1973)

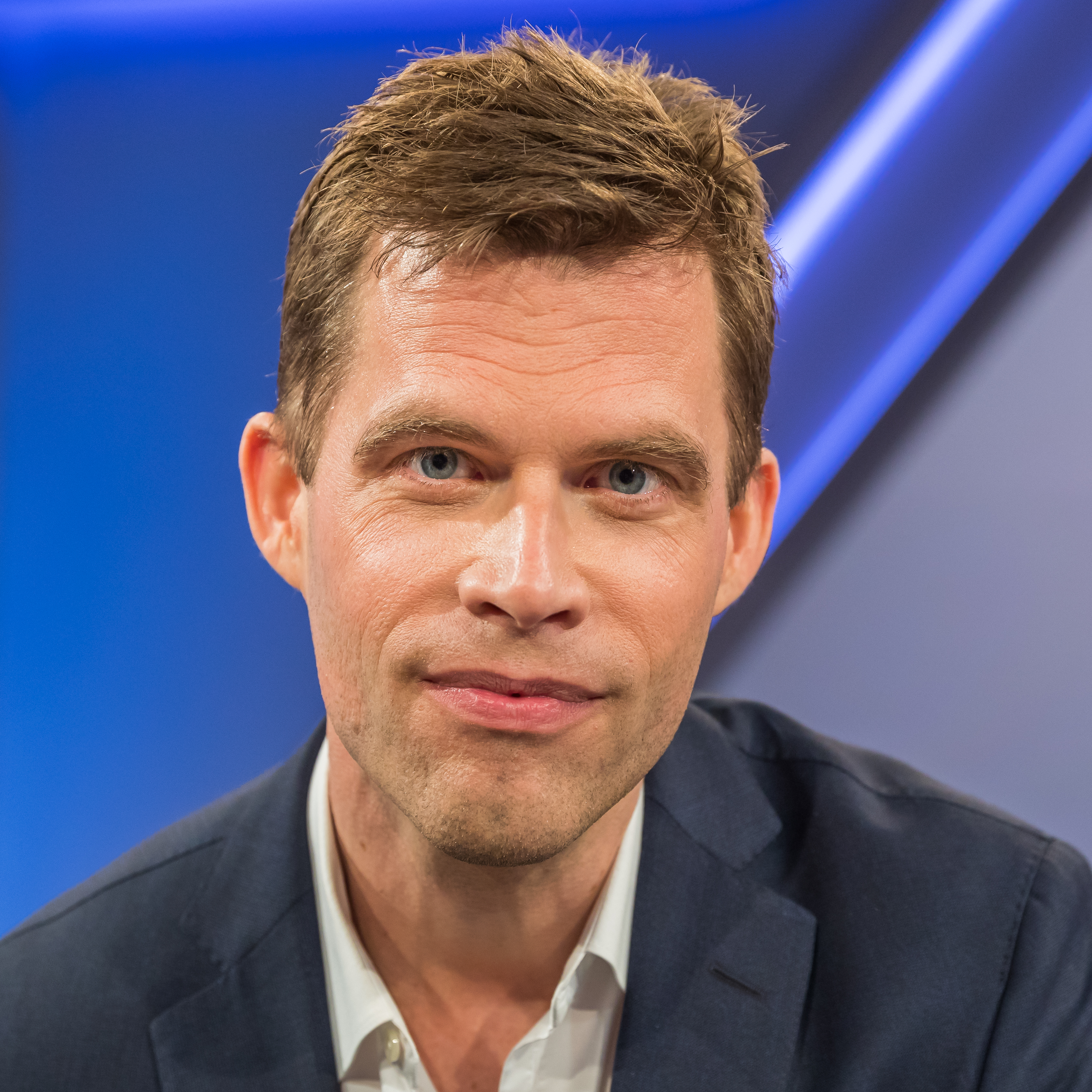
Bas Kast (* 1973)

- Kast, Bernhard (1948–2022), deutscher Kanu-Sportler
- Kast, Carole-Anne (* 1974), Schweizer Juristin und Politikerin (SP)
- Kast, Elke (1946–1993), deutsche Fernsehansagerin
- Kast, Elmar, deutscher Musiker
- Kast, Felipe (* 1977), chilenischer Politiker
- Kast, Friedrich Wilhelm (1809–1873), Landtagsabgeordneter Großherzogtum Hessen
- Kast, Hermann (1869–1927), deutscher Sprengstoff-Chemiker
- Kast, José Antonio (* 1966), chilenischer Anwalt und Politiker
- Kast, Josef (1883–1973), österreichischer Politiker (ÖVP), Landtagsabgeordneter im Burgenland
- Kast, Karl (1919–2011), deutscher Politiker
- Kast, Michael von (1859–1932), österreichischer Gutsbesitzer und Politiker, Landtagsabgeordneter
- Kast, Miguel (1948–1983), deutscher Wirtschaftswissenschaftler der Chicago Boys-Gruppe
- Kast, Pablo (* 1973), chilenischer Architekt und Politiker, Mitglied von Evópoli
- Kast, Peter (1894–1959), deutscher Schriftsteller und Journalist
- Kast, Pierre (1920–1984), französischer Filmregisseur, Drehbuchautor und Schriftsteller
- Kast, Sepp (1917–1996), österreichischer Feuerwehrfunktionär
- Kast, Timothy (* 1988), Schweizer Eishockeyspieler
- Kast, Verena (* 1943), Schweizer Psychoanalytikerin
- Kast, Wilhelm (1898–1980), deutscher Physikochemiker
- Kast-Zahn, Annette (* 1956), deutsche Psychologin

#### Kasta
- Kašťák, Kamil (* 1966), tschechischer Eishockeyspieler und -trainer
- Kastalion, Adeline, deutsche Tanzsportlerin
- Kastalski, Alexander Dmitrijewitsch (1856–1926), russischer Komponist, Chorleiter, Folklorist und Musikwissenschaftler
- Kastan, Erich (1898–1954), deutscher Fotograf
- Kastan, Isidor (1840–1931), deutscher Journalist, Schriftsteller und Arzt
- Kastan, Josef (1795–1861), österreichischer Baumeister
- Kastan, Klaus (* 1952), deutscher Journalist
- Kastanaras, Thomas (* 2003), deutsch-griechischer Fußballspieler
- Kastaneer, Gervane (* 1996), niederländischer Fußballspieler
- Kastanidis, Charis (* 1956), griechischer Politiker, Justizminister (seit 2009)
- Kastanja, Osvald (1910–1993), estnischer Fußballspieler
- Kastanos, Grigoris (* 1998), zyprischer Fußballspieler

#### Kastb
- Kastberger, Klaus (* 1963), österreichischer Germanist

#### Kaste
- Kastein, Franca (1969–2000), deutsche Schauspielerin
- Kastein, Gerrit (1910–1943), niederländischer Widerstandskämpfer und Neurologe
- Kastein, Josef (1890–1946), deutscher Schriftsteller
- Kastel, Galina Ritschardowna (1935–2023), sowjetisch-russische Astronomin
- Kästel, Laura (* 1992), deutsche Sängerin und Gewinnerin einer Casting-Show
- Kastel, Michaela (* 1987), österreichische Schriftstellerin
- Kastel, Mosche (1909–1991), israelischer Maler
- Kästel, Rolf (1919–1987), deutscher Kameramann
- Kästel, Tatjana (* 1982), deutsche SchauspielerinTatjana Kästel (* 1982)

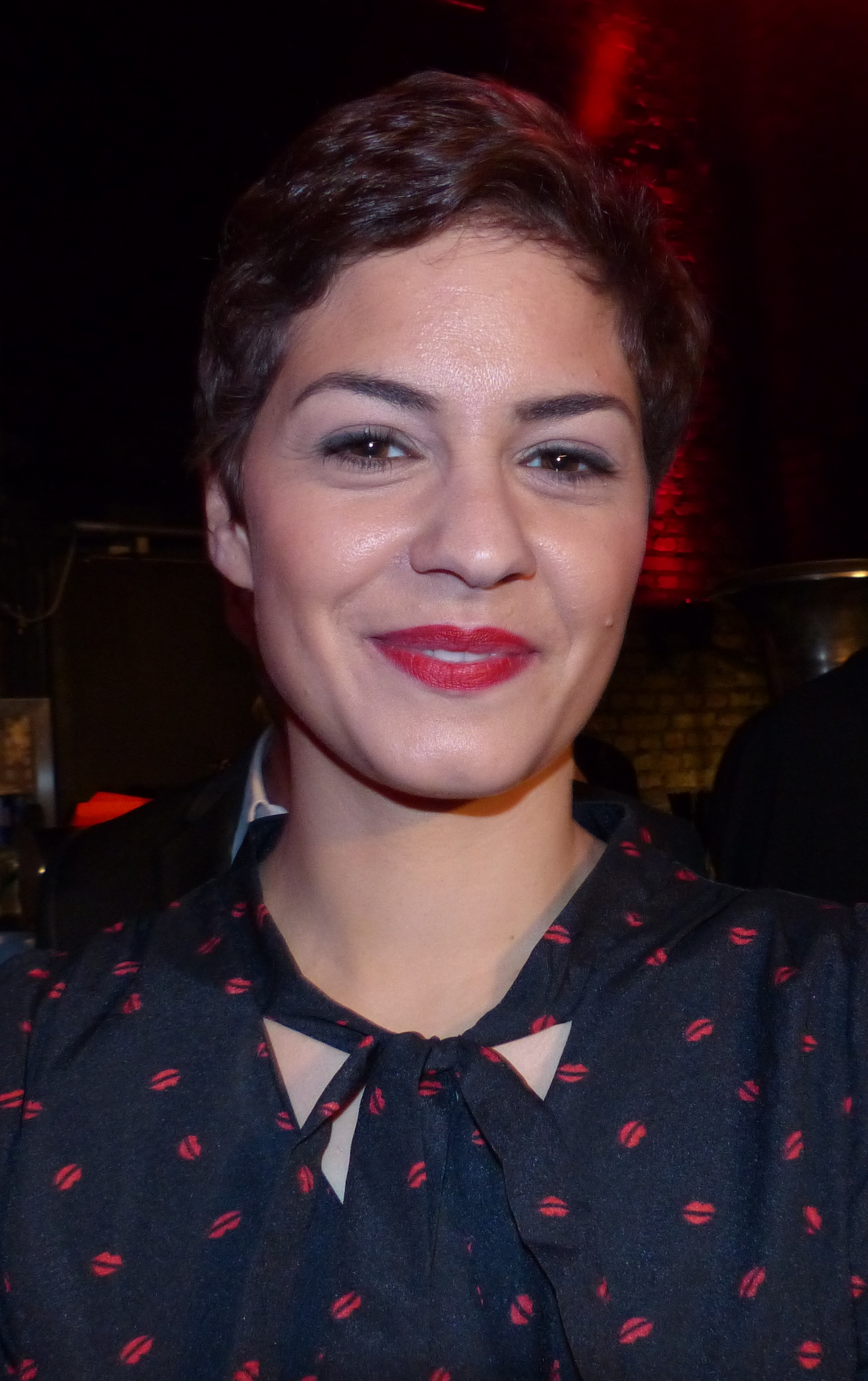
Tatjana Kästel (* 1982)

- Kastel, Viktor (* 1999), serbischer Eishockeyspieler
- Kaštelančić, Ante (1911–1989), jugoslawischer Maler, Grafiker und Kunsterzieher
- Kästele, Gina (* 1953), deutsche Autorin, Psychotherapeutin und Hochschullehrerin
- Kasteleyn, Pieter (1924–1996), niederländischer Physiker
- Kastelic, Andrej (* 1971), slowenischer Handballspieler
- Kastelic, Jacob (1897–1944), österreichischer Widerstandskämpfer
- Kastelic, Janko (* 1969), kanadischer Dirigent
- Kastelic, Urh (* 1996), slowenischer Handballspieler
- Kastelijn, Yara (* 1997), niederländische RadrennfahrerinYara Kastelijn (* 1997)

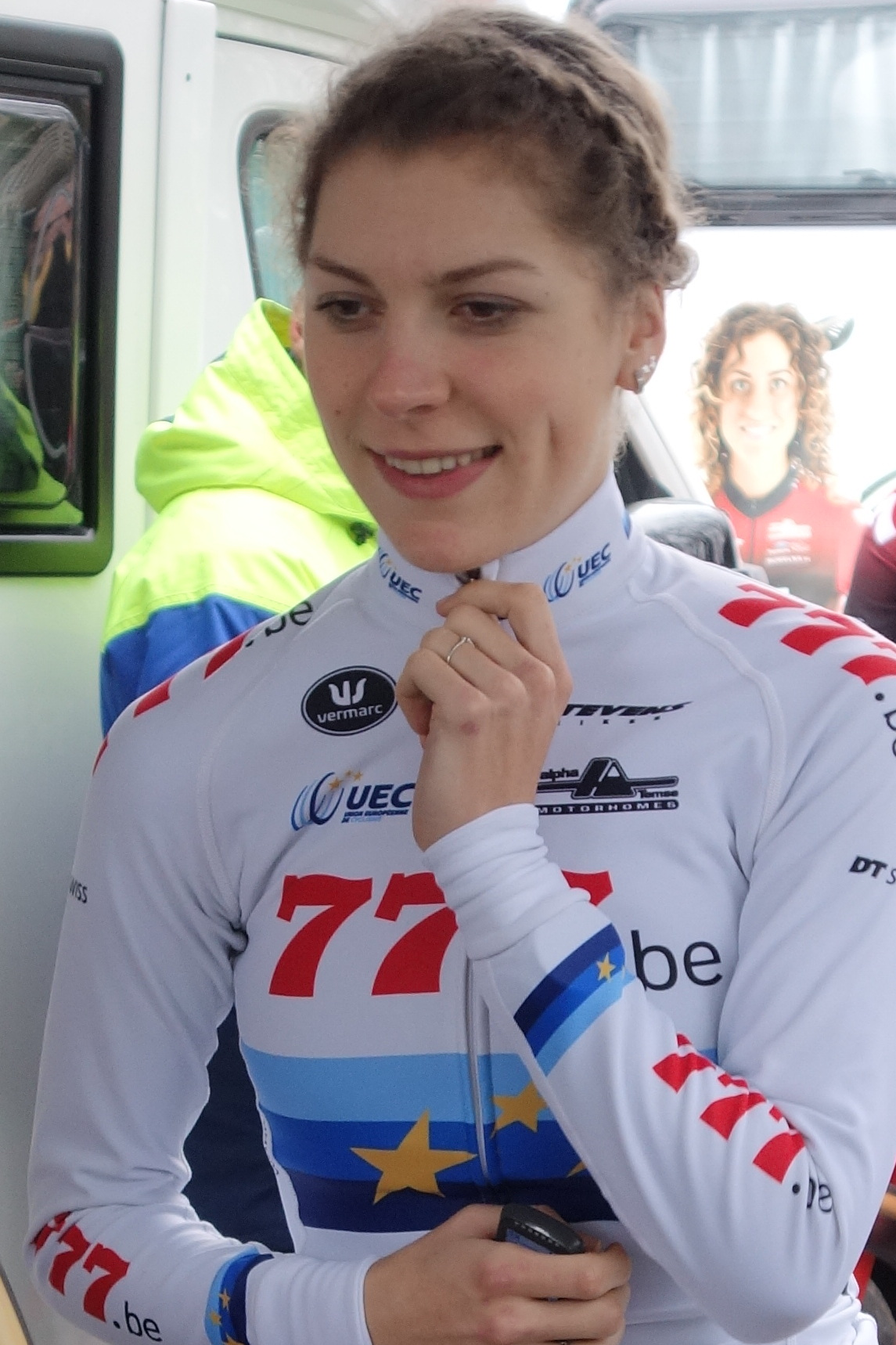
Yara Kastelijn (* 1997)

- Kastelik, Rafaela (* 1976), ungarische Zisterzienserin, Äbtissin von Regina Mundi
- Kastell, Wilhelm (1879–1958), Domkapitular und Generalvikar
- Kasten, Bernd (* 1964), deutscher Historiker und Archivar in Schwerin
- Kasten, Bob (* 1942), US-amerikanischer Politiker (Republikanische Partei)
- Kasten, Brigitte (* 1955), deutsche Historikerin
- Kasten, Christopher (* 1989), deutscher Eishockeyspieler
- Kasten, Erich (* 1949), deutscher Ethnologe
- Kasten, Erich (* 1953), deutscher Psychologe und Hochschullehrer
- Kasten, Hartmut (* 1945), deutscher Entwicklungspsychologe, Frühpädagoge und Familienforscher
- Kasten, Heinrich Ludolph († 1874), deutscher Rittergutsbesitzer, Jurist und Politiker
- Kasten, Hella (1944–2003), deutsche Politikerin (CDU)
- Kasten, Helmut (1895–1982), deutscher Gymnasiallehrer (Altphilologe)
- Kasten, Herbert (1913–1976), deutscher Autor
- Kasten, Hermann (1853–1907), deutscher Pädagoge und Bremer Senator
- Kasten, Hermann (1866–1946), deutscher Lehrer, Heimatkundler und Dichter
- Kasten, Hermann (1885–1933), deutscher sozialdemokratischer Politiker
- Kasten, Hermann (* 1956), deutscher Versicherungsmanager und -verbandsfunktionär
- Kasten, Hermann Ludolph Hennig (1842–1911), sächsischer Politiker und Rittergutsbesitzer
- Kasten, Ingrid (* 1945), deutsche Germanistin und Hochschullehrerin, Professorin für Ältere Deutsche Sprache
- Kasten, Jürgen (* 1954), deutscher Filmwissenschaftler
- Kasten, Justus Elias (1774–1855), deutscher Maler
- Kasten, Karl (1909–1981), deutscher Politiker (SED) und Oberbürgermeister von Rostock
- Kasten, Lino (* 2001), deutscher Fußballspieler
- Kasten, Lloyd August (1905–1999), US-amerikanischer Romanist, Hispanist, Lusitanist und Mediävist deutscher Abstammung
- Kasten, Mona (* 1992), deutsche Schriftstellerin
- Kasten, Olaf (* 1962), deutscher Leichtathlet
- Kasten, Otto (1902–1989), deutscher Schauspieler
- Kasten, Petra (* 1955), deutsche Malerin und Grafikerin
- Kasten, Philip, deutscher Orthopäde und Unfallchirurg
- Kasten, Reinhold (* 1901), deutscher Leichtathlet
- Kasten, Reinhold (1920–2011), deutscher Abenteurer
- Kasten, Ullrich H. (1938–2024), deutscher Dokumentarfilmer und Drehbuchautor
- Kasten, Ulrich (* 1950), deutscher Politiker (PDS), MdL
- Kasten, Walter (1902–1984), österreichischer Ausstellungsmacher und Museumsleiter
- Kastenbauer, Joseph (1945–2022), deutscher Arzt und Zahnarzt
- Kastenberger, Johann (1958–1988), österreichischer Serienbankräuber und Mörder
- Kastendeuch, Sylvain (* 1963), französischer Fußballspieler und -funktionär
- Kastendieck, Kristina (* 1971), deutsche Juristin, Richterin und Mitglied des Hamburgischen Verfassungsgerichts
- Kastendiek, Hans (* 1942), deutscher Politikwissenschaftler und Hochschullehrer
- Kastendiek, Jörg (1964–2019), deutscher Baumanager, Politiker (CDU), MdBB
- Kastenhofer, Niklas (* 1999), deutscher Fußballspieler
- Kastenholz, Bernd (* 1949), deutscher Maler, Grafiker und Bildhauer
- Kastenholz, Karl (1889–1964), deutscher Maler
- Kastenholz, Markus (* 1966), deutscher Schriftsteller
- Kastenhuber, Alexander (* 1967), deutscher Radrennfahrer
- Kastening, Marius (* 1993), deutscher Handballspieler
- Kastening, Timo (* 1995), deutscher Handballspieler
- Kastenmaier, Thomas (* 1966), deutscher Fußballspieler
- Kastenman, Petrus (1924–2013), schwedischer Vielseitigkeitsreiter
- Kastenmeier, Florian (* 1997), deutscher FußballtorhüterFlorian Kastenmeier (* 1997)

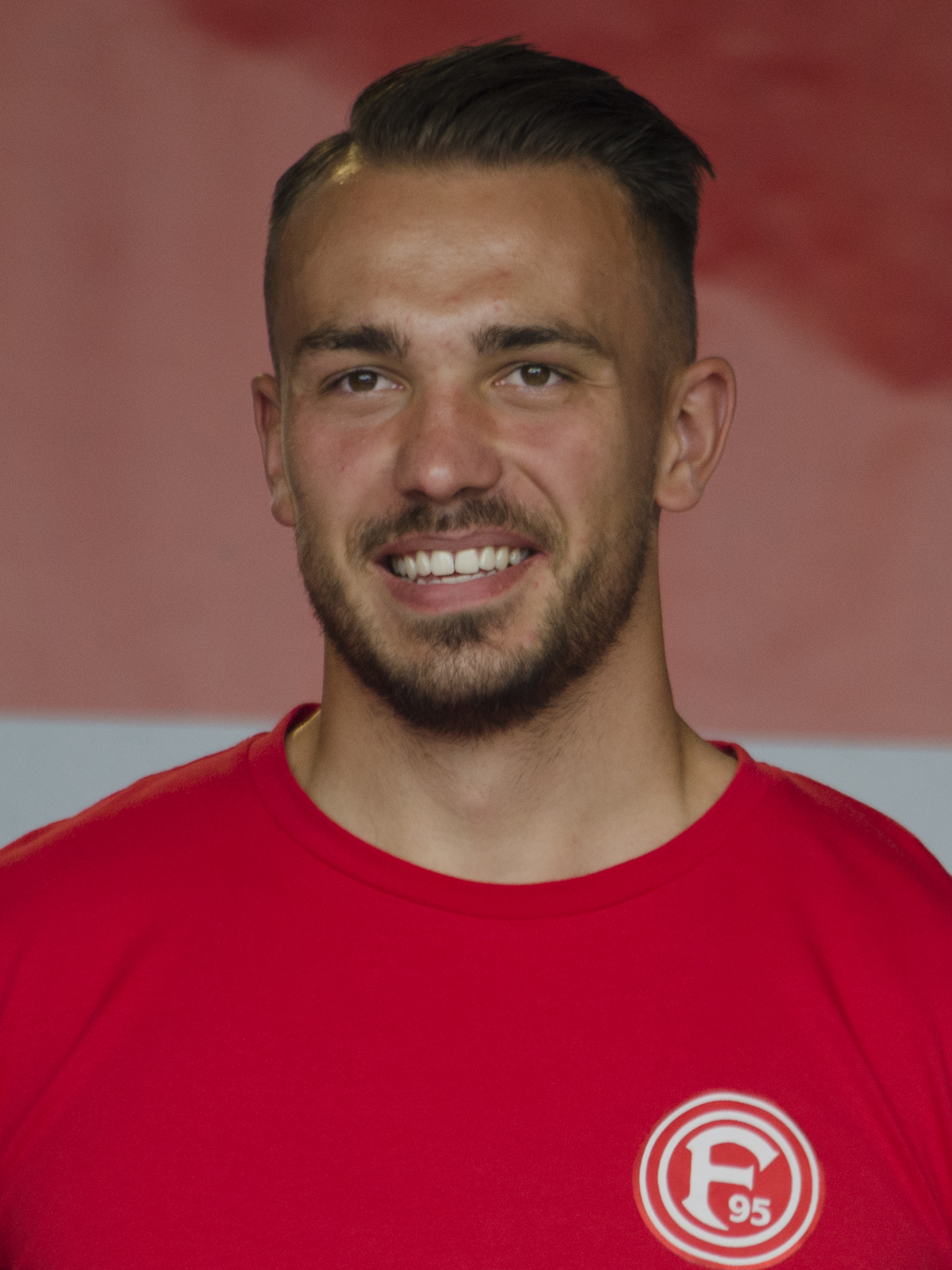
Florian Kastenmeier (* 1997)

- Kastenmeier, Robert (1924–2015), US-amerikanischer Politiker
- Kastenmeyer, Günther (* 1929), deutscher Politiker (FDP)
- Kastenmüller, Peter (* 1970), deutscher Theaterregisseur und -intendant
- Kastens, Lambert Daniel († 1744), deutscher und dänischer Orgelbauer
- Kastens, Sven Eric (* 1982), deutscher Badmintonspieler
- Kaster, Bernhard (* 1957), deutscher Politiker (CDU), MdB
- Kaster, Heinz (* 1929), deutscher Fußballspieler
- Kaster, Karl Georg (1943–1997), deutscher Kunsthistoriker und Museumsdidaktiker
- Kaster, Petra (* 1952), deutsche Zeichnerin und Cartoonistin
- Kaster, Robert A. (* 1948), US-amerikanischer Altphilologe
- Kaster, Rudolf (1914–2003), deutscher Grafiker, Bildender Künstler und Kunstpädagoge
- Kaster-Meurer, Heike (* 1964), deutsche Ärztin und Politikerin (SPD)
- Kastermans, Marten (1925–2014), niederländischer Fußballfunktionär
- Kasterska, Maria (1894–1969), polnische Schriftstellerin und Literaturwissenschaftlerin
- Kastert, Josef (1910–1993), deutscher Mediziner

#### Kasth
- Kasthofer, Karl Albrecht (1777–1853), Schweizer Forstwissenschaftler

#### Kasti
- Kastil, Alfred (1874–1950), österreichischer Philosoph und Hochschullehrer
- Kaštiliaš I., kassitischer König von Babylonien
- Kaštiliaš III., babylonischer König
- Kaštiliaš IV. († 1220 v. Chr.), letzter kassitische König von Babylon
- Kaštiliašu, König von Ḫana
- Kasting, James F. (* 1953), US-amerikanischer Geowissenschaftler
- Kasting, Robert (* 1950), kanadischer Schwimmer

#### Kastl
- Kästl, Helmut (* 1934), deutscher Künstler
- Kastl, Jörg (1922–2014), deutscher Jurist und Diplomat
- Kastl, Jörg Michael (* 1962), deutscher Soziologe
- Kastl, Ludwig (1878–1969), Kolonialbeamter und Verbandsvertreter
- Kastl, Manfred (* 1965), deutscher Fußballspieler
- Kastl, Otto (* 1947), deutscher Fußballspieler
- Kastle, Joseph Hoeing (1864–1916), US-amerikanischer Chemiker
- Kästle, Markus (* 1982), deutscher Hörfunkmoderator und Sprecher
- Kastler, Alfred (1902–1984), deutsch-französischer PhysikerAlfred Kastler (1902–1984)

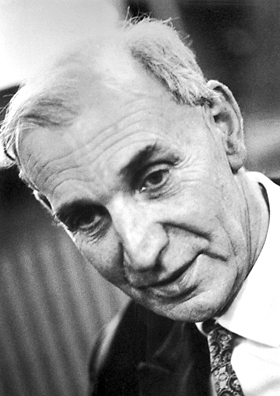
Alfred Kastler (1902–1984)

- Kastler, Daniel (1926–2015), französischer theoretischer Physiker
- Kastler, Hans (1931–2016), österreichischer Bildhauer
- Kastler, Martin (* 1974), deutscher Politiker (CSU), MdEP
- Kästli, Tobias (* 1946), Schweizer Publizist und Historiker
- Kastlunger, Miriam (* 1994), österreichische Rennrodlerin
- Kastlunger, Tobias (* 1999), italienischer Skirennläufer

#### Kastn
- Kästner, Abraham Gotthelf (1719–1800), deutscher Mathematiker und EpigrammdichterAbraham Gotthelf Kästner (1719–1800)

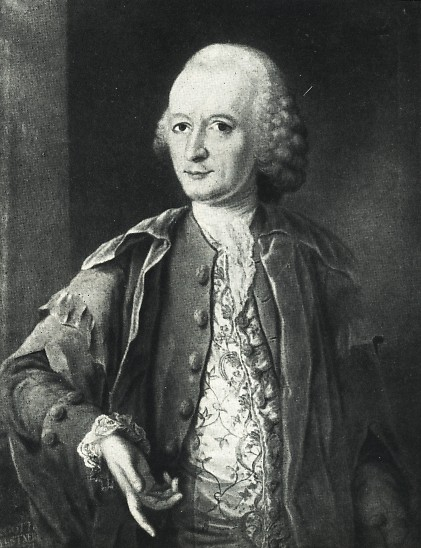
Abraham Gotthelf Kästner (1719–1800)

- Kastner, Adelheid (* 1962), österreichische Psychiaterin
- Kastner, Adolf (1889–1963), deutscher Germanist, Historiker und Gymnasiallehrer
- Kastner, Adolf (1939–2011), österreichischer Schuldirektor und Landesbeauftragter für das Waldviertel
- Kastner, Alexander (* 1963), österreichischer Offizier, Pädagoge und Politiker (TS), Vizebürgermeister von Klagenfurt
- Kästner, Alexander (* 1975), deutscher Politiker (BSW, ehemals CDU)
- Kästner, Alfred (1882–1945), deutscher Politiker und Widerstandskämpfer
- Kastner, Benedikt (* 1986), deutscher Eishockeyspieler
- Kastner, Bruno (1890–1932), deutscher Schauspieler
- Kastner, Corinna (* 1965), deutsche Schriftstellerin und Fotografin
- Kastner, Daniel (* 1981), österreichischer Fußballspieler
- Kastner, Daniel L. (* 1951), US-amerikanischer Rheumatologe
- Kästner, Detlef (* 1958), deutscher Boxer
- Kastner, Eduard (* 1950), deutscher Medienunternehmer
- Kastner, Eleonore (1910–2015), deutsche Friseurin
- Kastner, Elliott (1930–2010), US-amerikanischer Filmproduzent
- Kästner, Erhart (1904–1974), deutscher Schriftsteller und Bibliothekar
- Kästner, Erich (1899–1974), deutscher Schriftsteller, Publizist, Drehbuchautor und KabarettdichterErich Kästner (1899–1974)

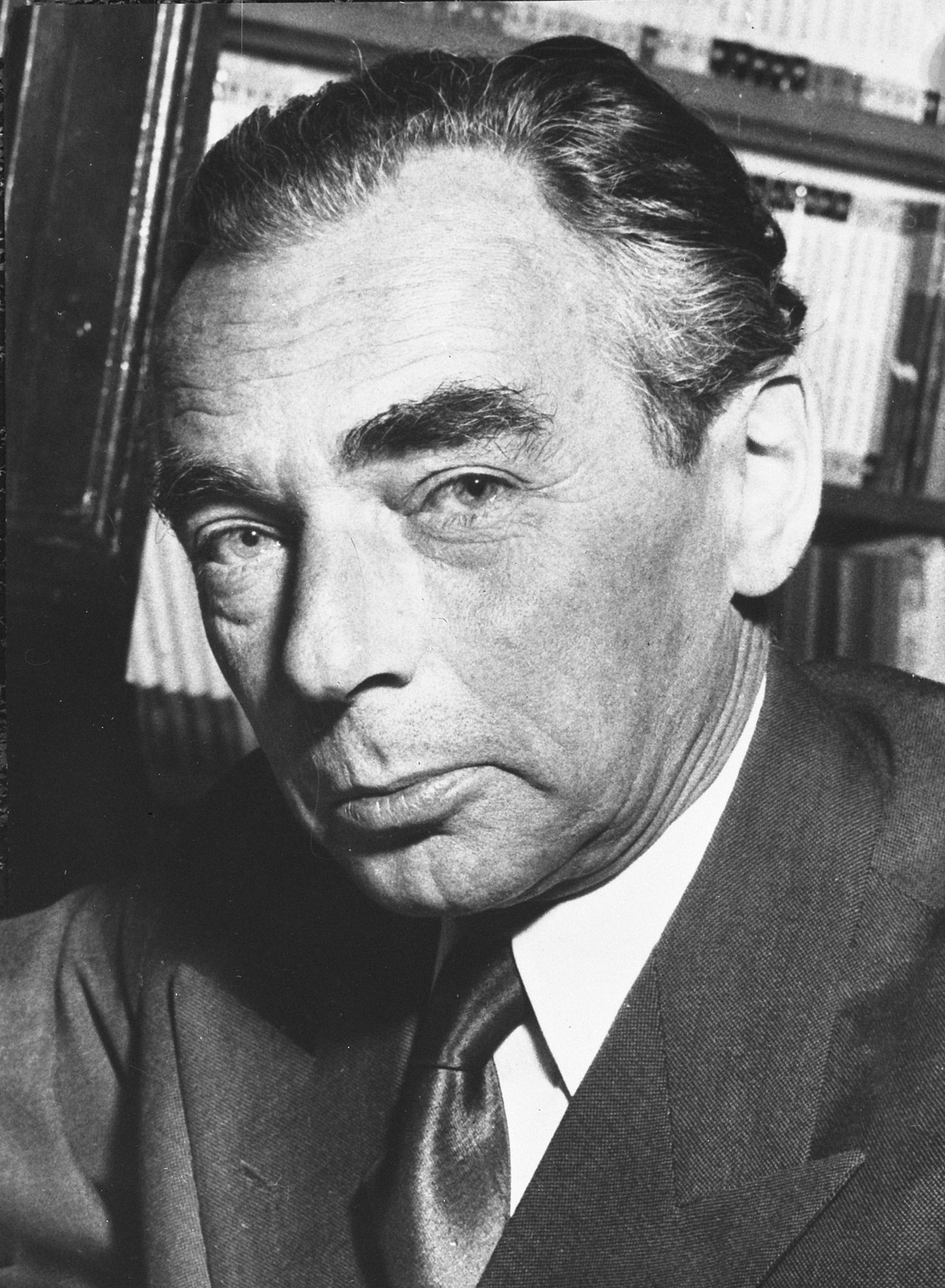
Erich Kästner (1899–1974)

- Kästner, Erich (1900–2008), deutscher Jurist
- Kästner, Erich (1911–2005), deutscher Konstrukteur
- Kastner, Ernst (1931–2022), deutscher Kommunalpolitiker (CSU)
- Kastner, Eugen (1897–1945), österreichischer Architekt
- Kastner, Ferdinand (1896–1962), deutscher Schriftsteller und katholischer Theologe
- Kästner, Florian (* 1998), deutscher Fußballtrainer
- Kastner, Frank (* 1969), deutscher Fußballspieler
- Kastner, Frédéric (1852–1882), Physiker und Erfinder des Pyrophons
- Kästner, Friedrich (1855–1924), deutscher Porzellanfabrikant
- Kastner, Georg (* 1969), österreichischer Historiker
- Kästner, Hannes (1929–1993), deutscher Organist und Cembalist
- Kästner, Helga (1935–2025), deutsche Autorin und Heimatforscherin
- Kästner, Herbert (* 1936), deutscher Mathematiker, Autor, Herausgeber und Bibliophiler
- Kastner, Hermann (1886–1957), deutscher Politiker (LDPD), MdV, stellvertretender Ministerpräsident der DDRHermann Kastner (1886–1957)

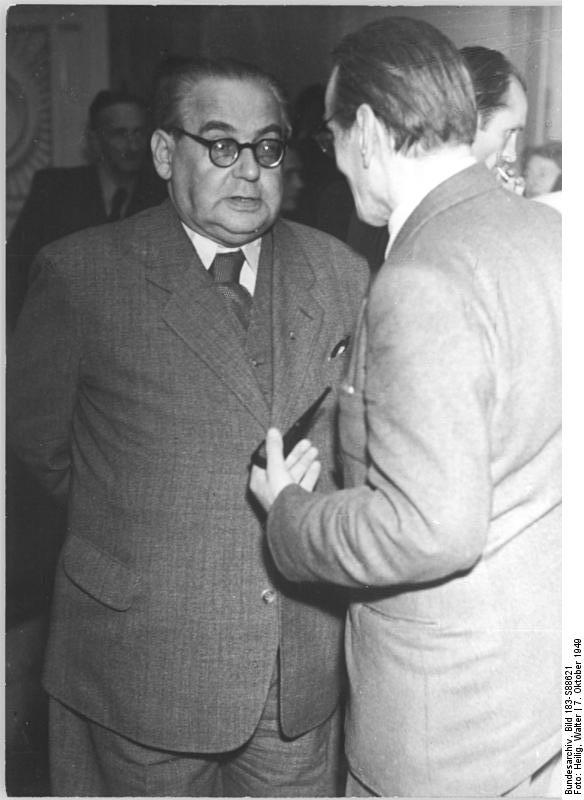
Hermann Kastner (1886–1957)

- Kastner, Hugo (1921–2004), österreichischer Grafiker, Schriftsteller und Übersetzer
- Kästner, Ingrid (* 1942), deutsche Medizinhistorikerin
- Kästner, Jan (* 1986), deutscher Handballspieler
- Kastner, Jens (* 1970), österreichischer Soziologe und Kunsthistoriker
- Kastner, Jo (* 1957), österreichischer Filmproduzent, Unternehmer, Regisseur und Schauspieler
- Kastner, Joachim Peter (* 1947), deutscher Bildhauer, Hochschullehrer und Autor
- Kastner, Johann, deutscher Behindertensportler
- Kastner, Johann Baptist (1775–1841), deutscher römisch-katholischer Geistlicher und Theologe
- Kästner, Johann Friedrich (1749–1812), Pagenhofmeister in Weimar
- Kastner, Johann Georg (1810–1867), deutsch-französischer Komponist und Musikschriftsteller
- Kästner, Johannes (* 1978), österreichischer Chemiker und Professor für Computerchemie
- Kastner, Jörg (* 1962), deutscher SchriftstellerJörg Kastner (* 1962)

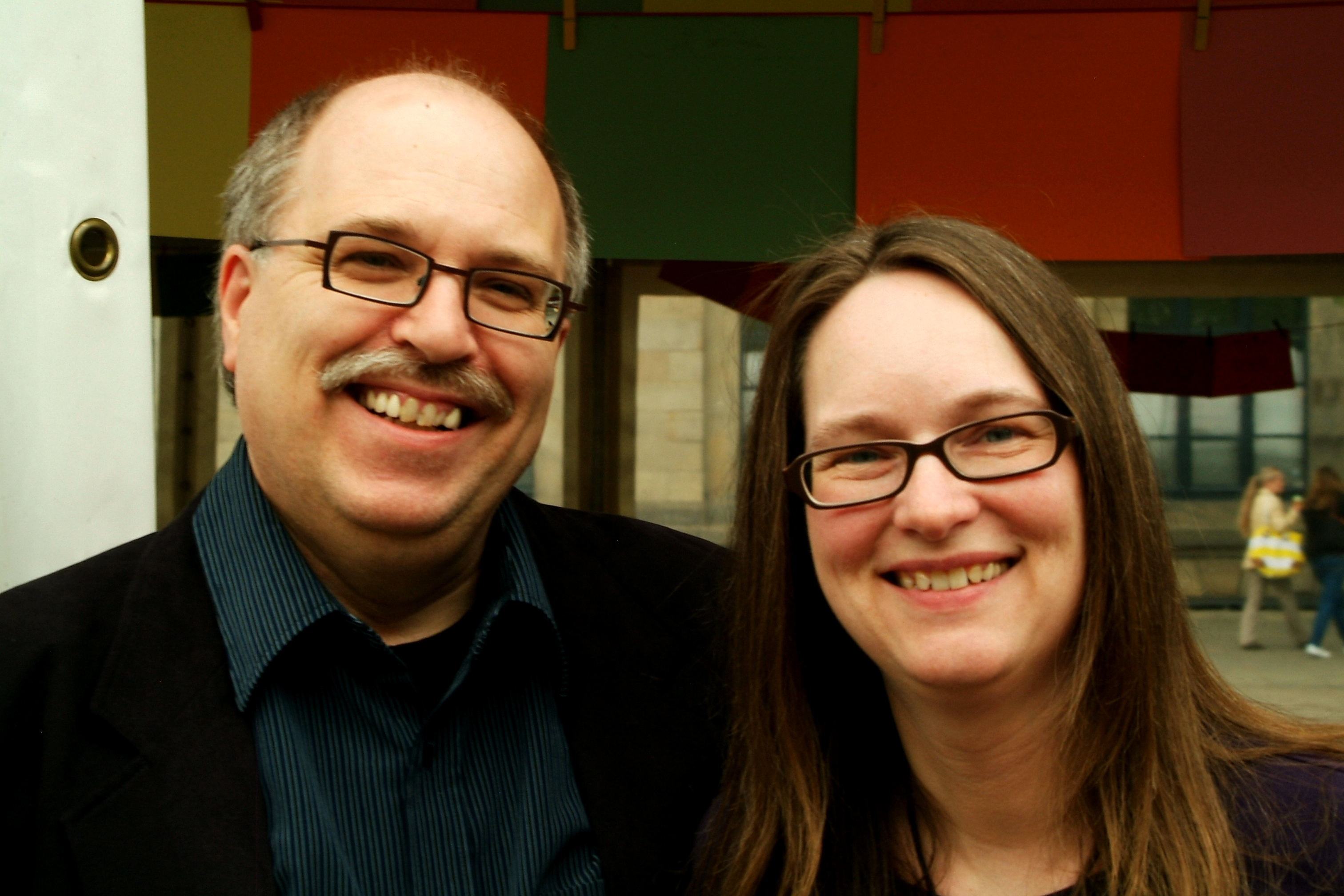
Jörg Kastner (* 1962)

- Kastner, Josef (1904–1959), deutscher Politiker (BVP, CSU), Bürgermeister und MdL Bayern
- Kastner, Josef Fritz (1888–1968), österreichischer Lehrer und Prähistoriker
- Kästner, Julie von (1852–1937), deutsche Pädagogin und Frauenrechtlerin
- Kastner, Karl Wilhelm Gottlob (1783–1857), deutscher Chemiker
- Kästner, Karl-Hermann (* 1946), deutscher Kirchenrechtler
- Kastner, Lorenz (1833–1919), deutscher Philosoph
- Kastner, Macário Santiago (1908–1992), portugiesischer Musikwissenschaftler
- Kastner, Manfred (1943–1988), deutscher Maler und Bildhauer des Surrealismus in der DDR
- Kastner, Marc Aaron (* 1945), kanadisch-US-amerikanischer Physiker
- Kastner, Marie-Theres (* 1950), deutsche Politikerin (CDU), MdL
- Kastner, Marius (* 2002), deutscher Skilangläufer
- Kästner, Markus (* 1980), deutscher Ingenieur und Hochschullehrer auf dem Gebiet der Angewandten Mechanik
- Kästner, Max (1874–1959), deutscher Lehrer, Heimatforscher und Naturschützer
- Kastner, Maximilian (* 1993), deutscher Eishockeyspieler
- Kastner, Nikola (* 1983), deutsche Schauspielerin
- Kastner, Norbert (* 1959), deutscher Politiker (SPD)
- Kastner, Oona (* 1965), deutsche Improvisationsmusikerin (Gesang, Piano)
- Kastner, Otfried (1899–1988), österreichischer Kunsthistoriker, Heimatforscher, Autor und Hochschullehrer
- Kästner, Otto (1909–2002), deutscher Amateurboxer
- Kästner, Pia (* 1998), deutsche VolleyballspielerinPia Kästner (* 1998)

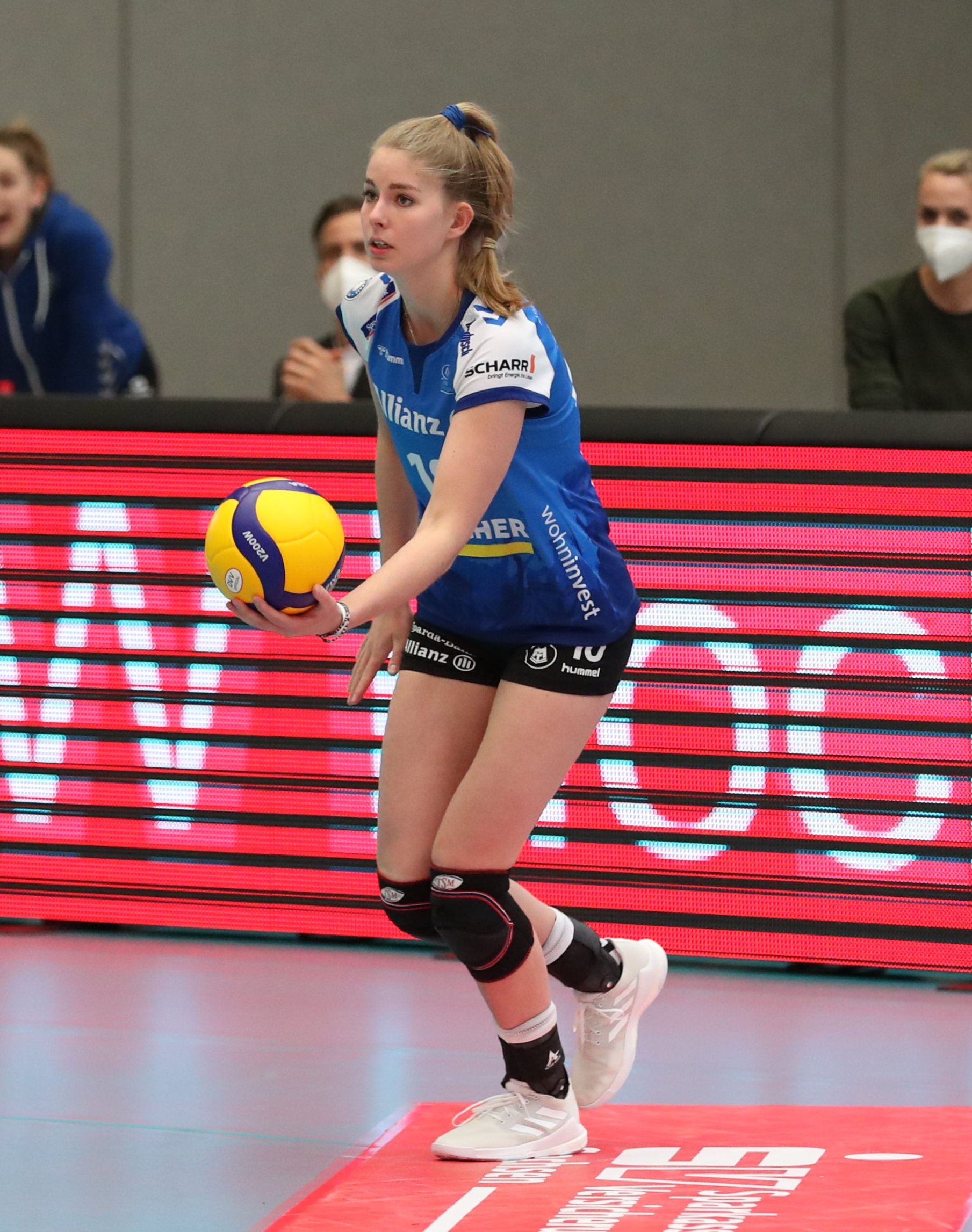
Pia Kästner (* 1998)

- Kastner, Roland (1956–2025), deutscher Fußballtorhüter
- Kastner, Rupert (1880–1947), österreichischer Politiker (GDVP), Vizepräsident des Salzburger Landtages
- Kastner, Ruth (* 1951), deutsche Historikerin, Journalistin und Politikerin (Die Grünen)
- Kastner, Sabine (* 1964), Neurowissenschaftlerin
- Kastner, Sebastian († 1577), deutscher Benediktiner und Abt
- Kastner, Simon († 1442), Abt im Kloster Ebersberg
- Kastner, Susanne (* 1946), deutsche Politikerin (SPD), MdB
- Kästner, Theodor (1835–1900), deutscher Politiker (NLP), MdL (Königreich Sachsen)
- Kästner, Thomas (* 1942), deutscher Schauspieler, Hörspiel- und Synchronsprecher
- Kästner, Ursula (* 1951), deutsche Klassische Archäologin
- Kästner, Viktor (1826–1857), siebenbürgisch-sächsischer Mundartdichter
- Kästner, Volker (* 1949), deutscher Klassischer Archäologe
- Kastner, Walther (1902–1994), österreichischer Jurist, Manager, Kunstfreund und Mäzen
- Kastner, Wilhelm (1824–1898), deutscher Jurist und Politiker (LRP), MdR
- Kästner, Wilhelm (1888–1974), deutscher Jurist und Politiker (Wirtschaftspartei)
- Kastner, Wolfram P. (* 1947), deutscher Künstler
- Kastner-Boursault, Léonie (1820–1888), Ehefrau des französischen Komponisten Jean-Georges Kastner
- Kastner-Jirka, Boris (* 1969), österreichischer SportmoderatorBoris Kastner-Jirka (* 1969)

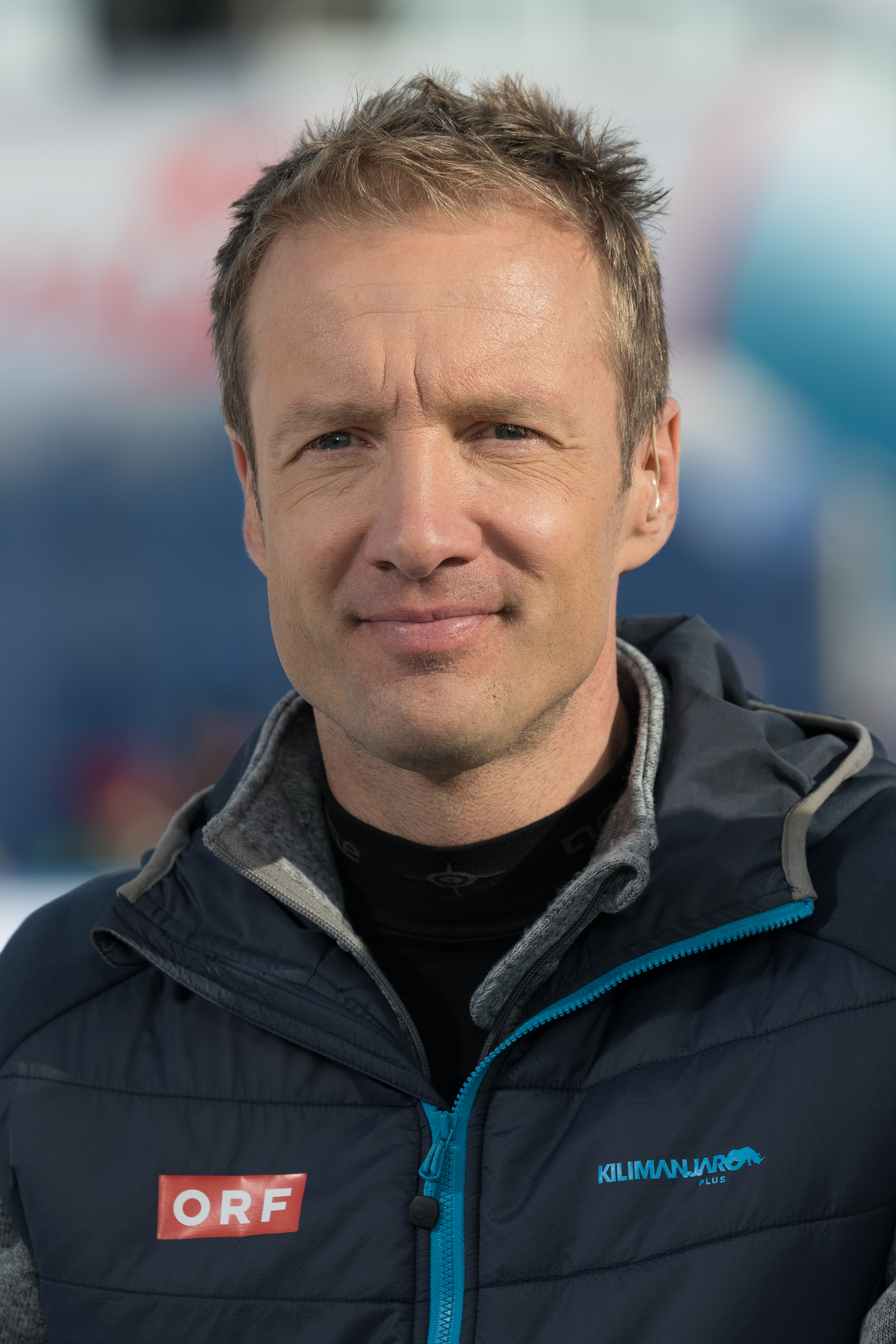
Boris Kastner-Jirka (* 1969)

- Kastner-Kirdorf, Gustav (1881–1945), deutscher Offizier, zuletzt General der Flieger im Zweiten Weltkrieg
- Kastning, Ernst (* 1938), deutscher Politologe und Politiker (SPD), MdL, MdB

#### Kasto
- Kastor von Rhodos, griechischer Rhetor und Historiker
- Kastor, Caroline (* 1991), US-amerikanische Fußballspielerin
- Kastor, Deena (* 1973), US-amerikanische Leichtathletin
- Kastor, Werner (1943–2019), deutscher Boxsportkommentator
- Kastovsky, Dieter (1940–2012), deutscher Anglist

#### Kastr
- Kastramin, Pawel (* 1991), belarussischer Boxer
- Kastrantas, Charalampos (* 1991), griechischer Bahn- und Straßenradrennfahrer
- Kastrati, Adem (1933–2000), albanischer Maler
- Kastrati, Bekim (* 1979), albanischer Fußballspieler
- Kastrati, Elhan (* 1997), albanischer Fußballtorwart
- Kastrati, Flamur (* 1991), norwegischer Fußballspieler
- Kastrati, Lirim (* 1999), kosovarischer Fußballspieler
- Kastrati, Saimir (* 1987), albanischer Fußballspieler
- Kastrinidis, Irina (* 1978), schweizerisch-österreichische Schauspielerin und DramatikerinIrina Kastrinidis (* 1978)

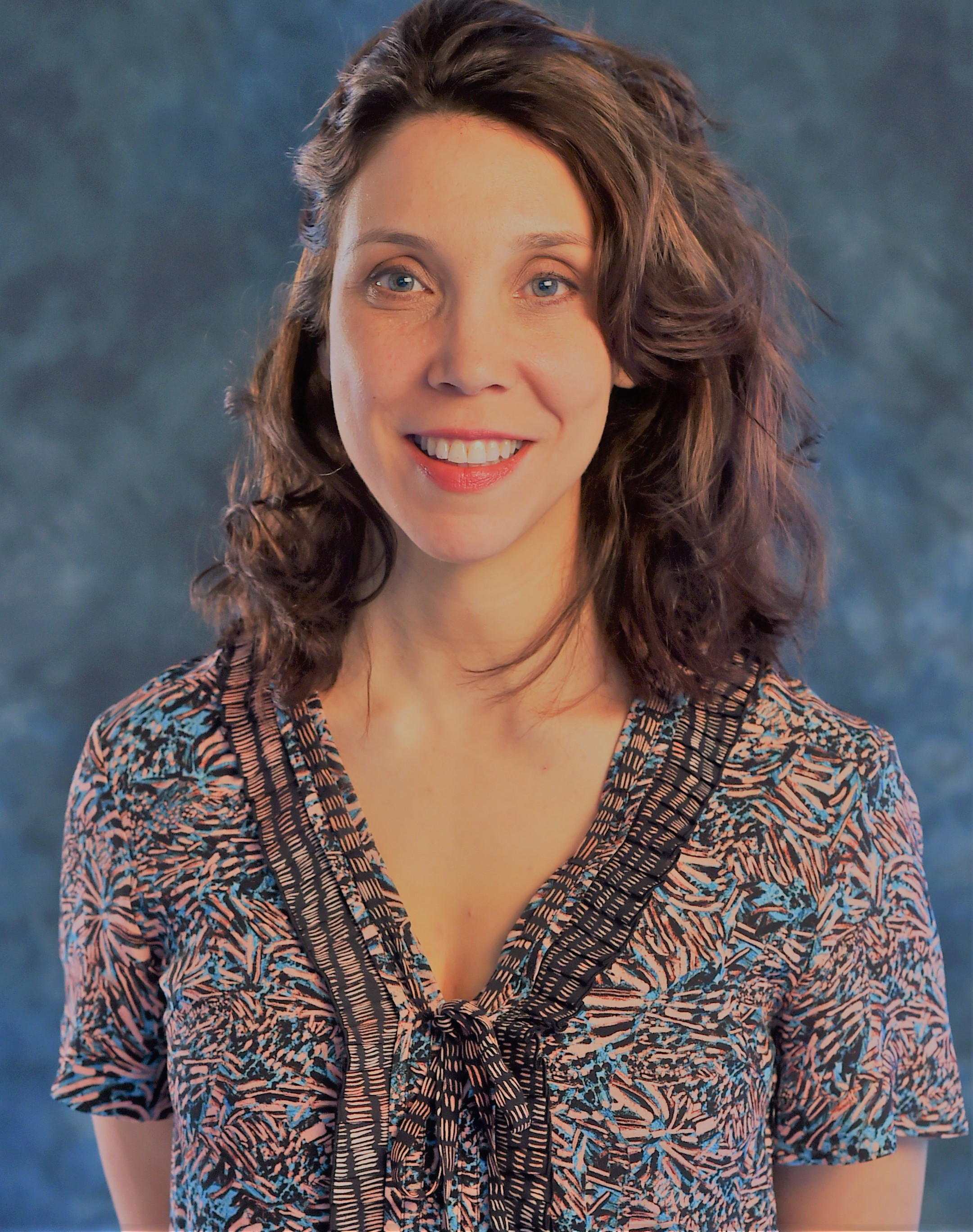
Irina Kastrinidis (* 1978)

- Kastrioti, Gjon I., albanischer Fürst
- Kastrioti, Gjon II. (* 1455), albanischer Fürst
- Kastrioto-Skanderbek, Wladimir Georgijewitsch (1820–1879), russischer Komponist
- Kastrop, Bartold, Bildschnitzer der Spätgotik
- Kastrop, Christian, Fechtmeister
- Kastrop, Christian (* 1959), deutscher Ökonom und politischer Beamter
- Kaštrun, Robert (* 1964), jugoslawischer Skisportler
- Kastrup, Bernardo (* 1974), niederländischer Philosoph und ComputeringenieurBernardo Kastrup (* 1974)

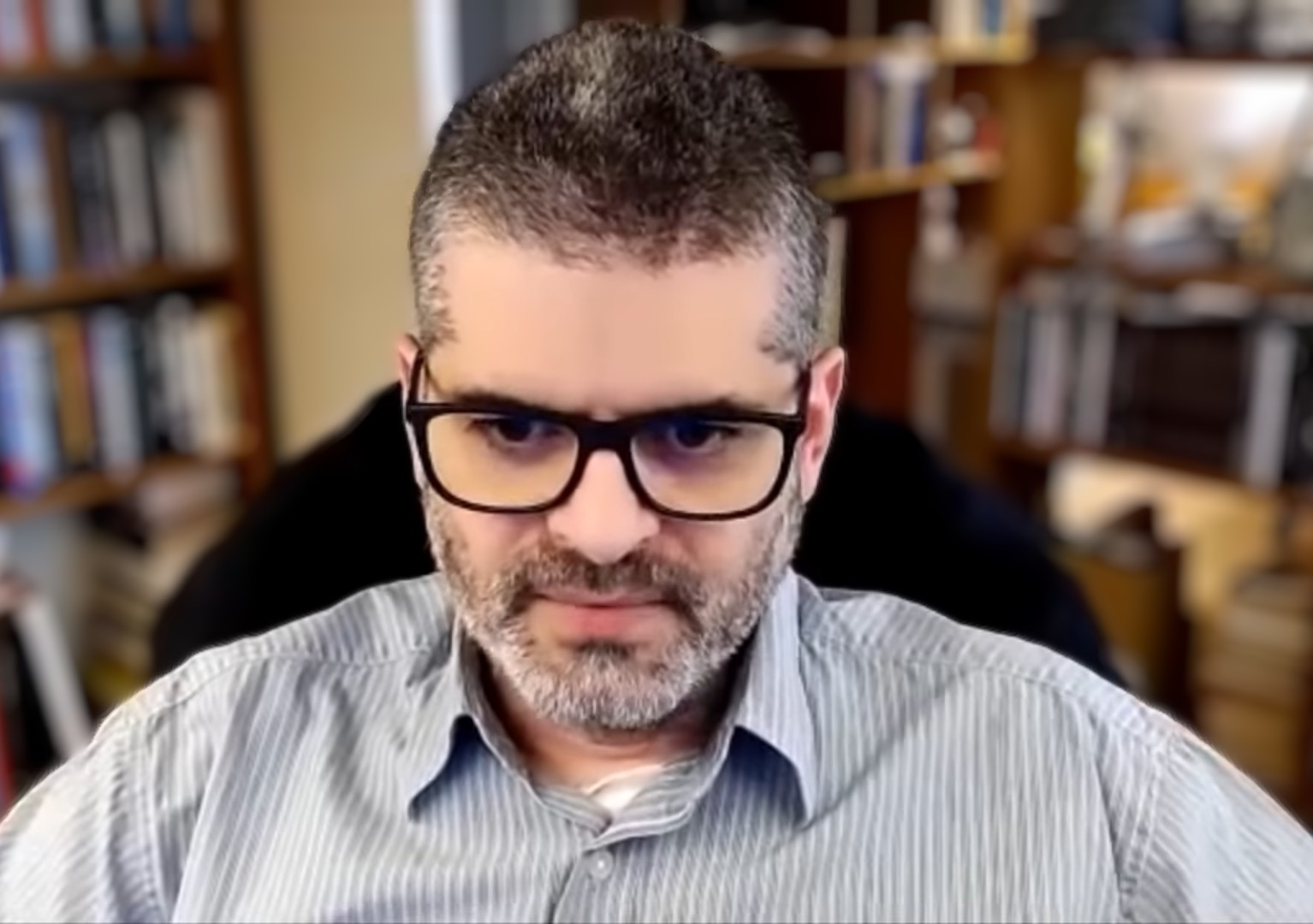
Bernardo Kastrup (* 1974)

- Kastrup, Dieter (1937–2025), deutscher Jurist und Diplomat
- Kastrup, Hans A. (* 1934), deutscher Physiker und emeritierter Professor für Theoretische Physik
- Kastrup, Liza (* 1999), deutsche Volleyballspielerin

#### Kastu
- Kastulus, Schutzpatron der Hallertau und Stadtpatron von Moosburg, Heiliger
- Kastura, Thomas (* 1966), deutscher Kriminalautor
- Kastusiou, Ryhor (* 1957), belarussischer Politiker (Partyja BNF)

### Kasu
- Käsu Hans, estnischer Dichter
- Kasuga, Ikkō (1910–1989), japanischer Politiker
- Kasujja, Augustine (* 1946), ugandischer Geistlicher, emeritierter römisch-katholischer Erzbischof und Diplomat
- Kasulin, Aitana, argentinische Komponistin und Musikpädagogin
- Kasulin, Aljaksandr (* 1955), belarussischer Mathematiker, Pädagoge und Politiker
- Kasumba, Florence (* 1976), deutsche Schauspielerin und MusicaldarstellerinFlorence Kasumba (* 1976)

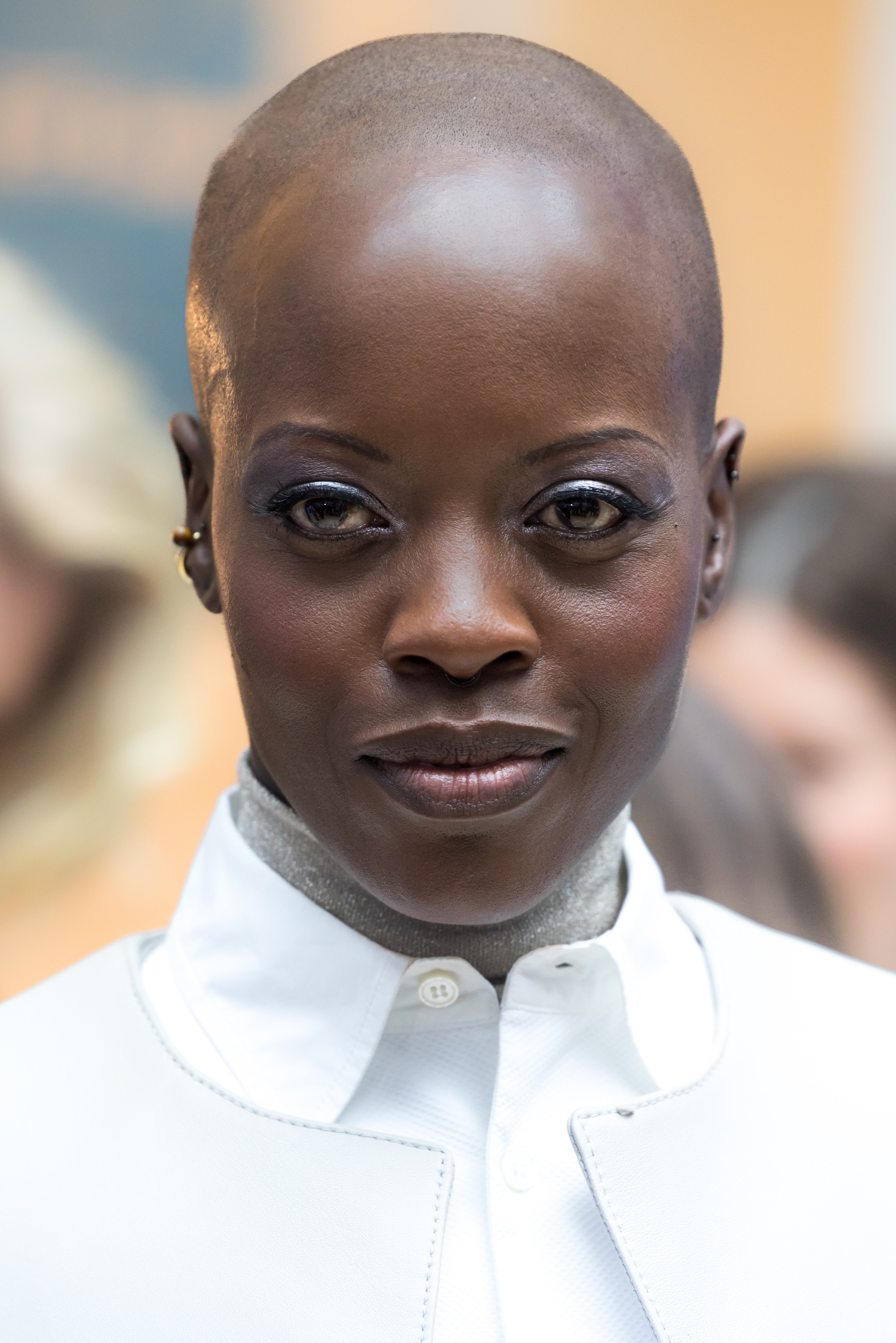
Florence Kasumba (* 1976)

- Kasun, Mario (* 1980), kroatischer Basketballspieler
- Kasun, Robert (* 1951), kanadischer Ordensgeistlicher, Weihbischof in Toronto
- Kasuri, Khurshid (* 1941), pakistanischer Außenminister
- Kasusula, Jean (* 1982), kongolesischer Fußballspieler
- Kasuto, Mujandjae (* 1985), namibischer Boxer
- Kasuya, Shunji (* 1962), japanischer Autorennfahrer

### Kasv
- Kasvio, Antti (* 1973), finnischer Schwimmer

### Kasw
- Kaswanto, Kaswanto (* 1979), indonesischer Bahn- und Straßenradrennfahrer

### Kasy
- Kasy, Friedrich (1920–1990), österreichischer Zoologe und Naturschützer
- Kasyna, Ryszard (* 1957), polnischer Geistlicher, römisch-katholischer Bischof von Pelplin

### Kasz
- Kaszak, Grzegorz (* 1964), polnischer römisch-katholischer Geistlicher und emeritierter Bischof von Sosnowiec
- Kaszás, Attila (1960–2007), ungarischer Schauspieler und Synchronsprecher
- Kaszelik, Walther (1954–2025), österreichischer Basketballfunktionär und -schiedsrichter
- Kaszemeik, Richard Felix (1914–1944), deutscher Pazifist und Deserteur
- Kaszizyn, Andrej (* 1985), belarussischer Eishockeyspieler
- Kaszizyn, Sjarhej (* 1987), belarussischer Eishockeyspieler
- Kaszjukewitsch, Franz (* 1963), belarussischer Geher
- Kaszjutschonak, Wiktar (* 1979), belarussischer Eishockeyspieler
- Kaszkiewicz, Aleksander (* 1949), belarussischer römisch-katholischer Geistlicher, Bischof von Hrodna
- Kasznar, Kurt (1913–1979), österreichisch-amerikanischer Schauspieler
- Kaszner, Johann (* 1955), deutscher Musiklehrer, Posaunist, Tenorhornspieler, Orchesterleiter und Komponist
- Kasztantowicz, Susanne (* 1986), deutsche Politikerin (SPD), MdL
- Kasztler, Werner (* 1941), österreichischer Manager und Konsulent
- Kasztner, Rudolf (1906–1957), ungarisch-israelischer Journalist und Jurist sowie eine zionistische FührungspersönlichkeitRudolf Kasztner (1906–1957)

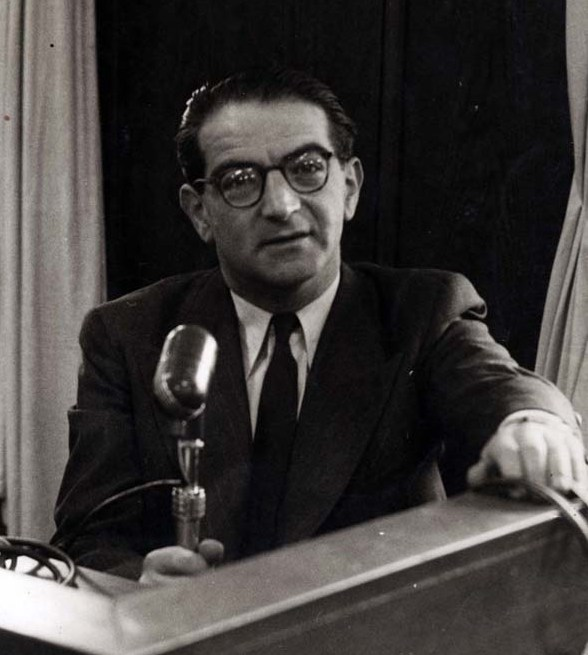
Rudolf Kasztner (1906–1957)

- Kaszubski, Frances (1916–2010), US-amerikanische Diskuswerferin und Kugelstoßerin
- Kaszycki, Lucjan (1932–2021), polnischer Komponist, Musikwissenschaftler und -pädagoge
- Kaszycki, Mike (* 1956), kanadisch-schweizerischer Eishockeyspieler